# Cộng hòa Dân chủ Nhân dân Triều Tiên
Cộng hòa Dân chủ Nhân dân Triều Tiên (tiếng Hàn: 조선민주주의인민공화국 (Triều Tiên Dân chủ chủ nghĩa Nhân dân Cộng hòa quốc)/ Chosŏn Minjujuŭi Inmin Konghwaguk), gọi ngắn là Triều Tiên (조선, MR: Chosŏn) hay Bắc Triều Tiên (북조선, MR: Puk-chosŏn) là một quốc gia ở Đông Á, tạo thành nửa phía bắc của bán đảo Triều Tiên và giáp Trung Quốc với Nga ở phía bắc tại sông Áp Lục và Đồ Môn cùng Hàn Quốc ở phía nam tại Khu phi quân sự Triều Tiên. Biên giới phía tây của đất nước được hình thành bởi Hoàng Hải, trong khi biên giới phía đông của được xác định bởi biển Nhật Bản.
Bán đảo Triều Tiên xuất hiện con người sinh sống từ thời kỳ đồ đá cũ. Nhà nước Cổ Triều Tiên được ghi nhận trong các ghi chép của Trung Quốc cổ đại vào đầu thế kỷ thứ 7 trước Công nguyên. Sau sự thống nhất của Tam Quốc thành Tân La và Bột Hải vào cuối thế kỷ thứ 7, bán đảo được cai trị bởi các triều đại Cao Ly, Joseon và Đế quốc Đại Hàn. Năm 1910, Đế quốc Nhật Bản sáp nhập bán đảo. Sự chiếm đóng của Nhật kết thúc sau khi đầu hàng Đồng Minh trong Thế chiến II, bán đảo sau đó bị chia cắt thành hai khu vực; phía bắc do Liên Xô chiếm đóng và phía nam do Hoa Kỳ chiếm đóng. Sau khi các cuộc đàm phán về tái thống nhất thất bại, khu vực phía nam trở thành nhà nước Đại Hàn Dân Quốc vào tháng 8 năm 1948 trong khi khu vực phía bắc trở thành nhà nước Cộng hòa Dân chủ Nhân dân Triều Tiên vào tháng sau đó. Năm 1950, với sự hậu thuẫn của Liên Xô, Bắc Triều Tiên phát động chiến tranh xâm lược Hàn Quốc. Liên Hợp Quốc, lãnh đạo bởi Hoa Kỳ, đã can thiệp để hỗ trợ Hàn Quốc, trong khi Trung Quốc tham chiến hỗ trợ cho Bắc Triều Tiên. Năm 1953, Hiệp định đình chiến Triều Tiên đưa ra lệnh ngừng bắn và thiết lập khu phi quân sự, nhưng chưa có hiệp ước hòa bình chính thức nào được ký kết.
Bắc Triều Tiên là một quốc gia độc tài toàn trị với sự sùng bái cá nhân toàn diện xung quanh gia tộc Kim Nhật Thành. Bắc Triều Tiên thực hiện Songun, chính sách "quân sự trên hết" ưu tiên Quân đội Nhân dân Triều Tiên trong các công việc nhà nước và phân bổ nguồn lực. Bắc Triều Tiên sở hữu vũ khí hạt nhân. Số lượng quân tại ngũ của nước này thuộc nhóm lớn nhất thế giới. Bắc Triều Tiên là thành viên của Liên Hợp Quốc, Phong trào Không liên kết và G77.

## Tên gọi
Cộng hòa Dân chủ Nhân dân Triều Tiên có hai tên gọi ngắn để phân biệt là Bắc Triều Tiên (tiếng Triều Tiên: 북조선; Hancha: 北朝鮮; Romaja: Buk-Joseon; McCune–Reischauer: Puk-Chosŏn) hay Bắc Hàn (tiếng Hàn: 북한; Hanja: 北韓; Romaja: Bukhan; McCune–Reischauer: Pukhan). Sau khi bị chia cắt đất nước thành 2 miền, hai bên đã sử dụng các thuật ngữ khác nhau để chỉ Triều Tiên: Chosŏn hay Joseon (조선) tại Triều Tiên và Hanguk (한국) tại Hàn Quốc. Năm 1948, chính phủ Triều Tiên chính thức lấy tên Cộng hòa Dân chủ Nhân dân Triều Tiên (tiếng Hàn Quốc: 조선민주주의인민공화국, Chosŏn Minjujuŭi Inmin Konghwaguk; ngheⓘ) đó là các tên gọi của các nước quốc tế, nhưng nếu theo tên đầy đủ của tiếng Triều Tiên thì phải là nước Cộng hòa Chủ nghĩa dân chủ Nhân dân Triều Tiên, tên gọi này tựa theo nghĩa của từ Hán-Việt là Triều Tiên Dân chủ chủ nghĩa Nhân dân Cộng hòa quốc (朝鮮民主主義人民共和國) vì trong tiếng Anh từ chủ nghĩa phải thêm đuôi ism hoặc ist nên rất khó nhận dạng vì vậy họ phải cắt từ ist đi.
Trên thế giới, vì chính phủ này kiểm soát phần phía bắc của bán đảo Triều Tiên, người ta thường gọi là "Bắc Triều Tiên" (North Korea) để phân biệt với "Nam Triều Tiên" (South Korea), nơi được gọi chính thức là Đại Hàn Dân Quốc. Phía Hàn Quốc thì gọi phía Bắc Triều Tiên là Bắc Hàn. Cả hai chính phủ này đều là thành viên của Liên Hợp Quốc, và đều coi mình là chính phủ hợp pháp duy nhất trên toàn bộ Bán đảo Triều Tiên. Do cả hai chính phủ này muốn phân biệt với nhau nên họ thường gọi dân tộc họ là một thứ tên khác nhau để phân biệt mặc dù dân tộc này thường được gộp chung là người Triều Tiên. Tại Hàn Quốc người ta gọi là Hanguk-in 한국인, 韓國人, còn tại Bắc Triều Tiên người ta gọi là Chosŏn-in hay Joseon-in 조선인, 朝鮮人. Kể cả trong ngôn ngữ, Hàn Quốc gọi là Hanguk-eo 한국어, 韓國語 còn Triều Tiên thì là Chosŏnmal 조선말, 朝鮮말. Họ sử dụng hai thuật ngữ khác nhau để phân biệt nhau. Tuy vậy, các bản đồ chính thức ở cả Triều Tiên và Hàn Quốc đều không vẽ giới tuyến phi quân sự mà gộp chung lãnh thổ hai bên vào làm một, nhằm thể hiện rằng Triều Tiên và Hàn Quốc về bản chất vẫn là một dân tộc và lãnh thổ đó là của chung.

## Lịch sử

### Thành lập
Thời kỳ Nhật Bản thống trị Triều Tiên (1905–1945) chấm dứt cùng với Chiến tranh thế giới thứ hai, Bắc Triều Tiên được Liên bang Xô Viết ủng hộ thành lập chính quyền xã hội chủ nghĩa miền Bắc từ vĩ tuyến 38 và Hoa Kỳ giúp đỡ thành lập chính quyền tư bản ở miền Nam vĩ tuyến 38, nhưng Hoa Kỳ và Xô Viết không thể đồng thuận về việc áp dụng Đồng ủy trị ở Triều Tiên và chính quyền miền bắc từ chối không tiến hành cuộc tổng tuyển cử thống nhất trong cả nước (do đó tổng tuyển cử chỉ có thể được tổ chức ở miền nam). Điều này dẫn tới việc thành lập các chính phủ riêng biệt ở miền bắc và miền nam, mỗi bên đều tuyên bố mình là chính phủ hợp pháp của toàn bộ lãnh thổ bán đảo Triều Tiên.

### Chiến tranh Triều Tiên
Căng thẳng tăng lên giữa hai chính phủ ở miền Bắc và miền Nam cuối cùng dẫn tới Chiến tranh Triều Tiên, khi ngày 25 tháng 6 năm 1950 Triều Tiên cáo buộc Hàn Quốc cho các nhóm vũ trang vượt vĩ tuyến 38 phá hoại các đường vận tải và Triều Tiên đã phát động cuộc chiến. Cuộc chiến kéo dài tới 27 tháng 7 năm 1953, khi lực lượng Liên Hợp Quốc và Quân đội Nhân dân Triều Tiên cùng Chí nguyện quân Trung Quốc ký kết Thỏa thuận đình chiến Chiến tranh Triều Tiên. Khu phi quân sự Triều Tiên phân chia hai nước tại 2 miền.

### Thời kỳ Kim Nhật Thành
Triều Tiên do Kim Nhật Thành lãnh đạo trong vai trò Bí thư thứ nhất Đảng Lao động Triều Tiên và Chủ tịch Ủy ban Quốc phòng Triều Tiên từ năm 1948 tới khi ông chết ngày 8 tháng 7 năm 1994. Trên thực tế, Kim được thừa nhận như là người giữ vị trí cao nhất của quốc gia. Kế nhiệm ông là con trai ông Kim Jong-il và sau đó là Kim Jong-un. Các quan hệ quốc tế của nước này về sau nói chung đã được cải thiện đáng kể và đã có một cuộc gặp thượng đỉnh lịch sử Nam-Bắc vào tháng 6 năm 2000. Tuy nhiên, căng thẳng với Hoa Kỳ gần đây đã tăng lên khi Triều Tiên tiếp tục Chương trình vũ khí hạt nhân của họ. Bên cạnh đó, Triều Tiên cáo buộc Hoa Kỳ và Đại Hàn Dân quốc không thực tâm trong việc tái thống nhất hai miền Triều Tiên. Triều Tiên đã đưa ra đề xuất thành lập Liên Bang Koryo (Cao Ly) nhưng phía Đại Hàn Dân Quốc luôn bác bỏ đề xuất này. Theo đề xuất của Triều Tiên, 2 miền sẽ thống nhất về chính trị khi thành lập Hội đồng Liên bang trước khi thống nhất về kinh tế, nhưng phía Chính phủ Đại Hàn Dân Quốc bác bỏ vì họ cho rằng là Chính phủ Đại Hàn Dân Quốc mới là chính phủ hợp pháp của toàn bộ đất nước. Trong Đàm phán 6 bên về vấn đề hạt nhân của Triều Tiên, Triều Tiên luôn đưa ra đề nghị sẽ ngừng những chương trình tên lửa - hạt nhân khi và chỉ khi Hoa Kỳ, Hàn Quốc và các đồng minh chấm dứt việc "đe dọa an ninh" của nước này, đặc biệt rằng không được tập trận ở trên bán đảo Triều Tiên.
Phương tiện sản xuất tại Triều Tiên thuộc sở hữu của nhà nước thông qua các doanh nghiệp nhà nước và các hợp tác xã, và hầu hết các dịch vụ như chăm sóc sức khỏe, giáo dục, nhà ở và sản xuất lương thực được nhà nước tài trợ hoặc trợ cấp.
Thống kê cho thấy, trong 10 năm sau khi Chiến tranh Triều Tiên kết thúc, tốc độ tăng trưởng trung bình của kinh tế Triều Tiên lên tới 25%/năm. Cuối thập niên 1960, toàn bộ nông thôn Triều Tiên có đường điện. Đầu thập niên 1980, 70% diện tích đất canh tác của quốc gia này được tưới tiêu, 95% hoạt động gieo cấy và 70% hoạt động thu hoạch được cơ khí hóa. Năm 1984, lần đầu tiên tổng sản lượng lương thực của Triều Tiên đạt 10 triệu tấn, đáp ứng đủ nhu cầu lương thực trong nước và xuất khẩu một phần. Nền công nghiệp của Triều Tiên thời điểm đó cũng phát triển với tốc độ nhanh chóng.

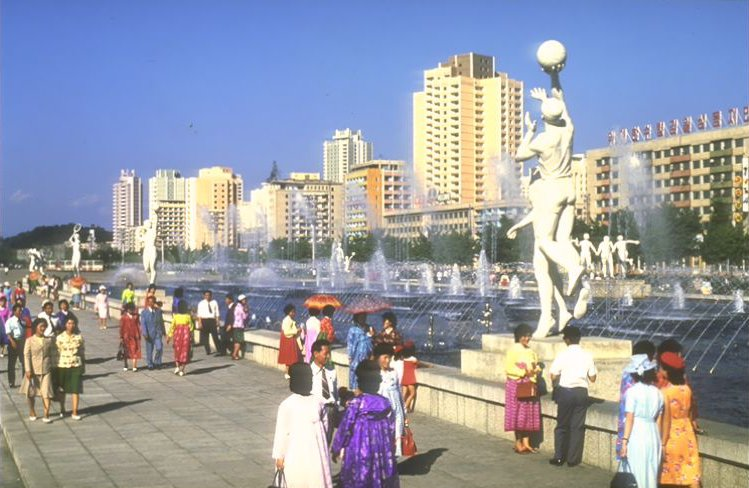
Thủ đô Bình Nhưỡng năm 1989

Đến năm 1979, Triều Tiên được coi là một quốc gia đã cơ bản hoàn thành xong sự nghiệp công nghiệp hóa. Sự phát triển về kinh tế khiến GDP bình quân đầu người, tuổi thọ, tỷ lệ người biết chữ của Triều Tiên tăng lên nhanh chóng. Chế độ phúc lợi xã hội của Triều Tiên thời kỳ đó cũng khá cao, năm 1979 đã thực hiện toàn diện chế độ giáo dục và y tế công cộng miễn phí, nhà nước cung cấp đồ dùng cần thiết gồm áo khoác, áo may ô và giày cho các đối tượng từ trẻ em mầm non, học sinh tiểu học đến sinh viên đại học. Và việc phân bố nguồn của cải xã hội ở Triều Tiên cũng khá đồng đều. Khách sạn Ryugyŏng, một tòa nhà cao 330 mét ở Bình Nhưỡng được dự định là khách sạn cao nhất thế giới khi bắt đầu khởi công năm 1987 cũng là trong thời kỳ hoàng kim này. Tuy vậy việc thi công tòa nhà này bị trì hoãn rất nhiều lần, đến năm 2019, tòa nhà này vẫn chưa được đưa vào sử dụng. Hệ thống tàu điện ngầm Bình Nhưỡng cũng được khánh thành (vào thời điểm đó, không nhiều thành phố trên thế giới có hệ thống này).
Nhìn chung, trong thời kỳ này, nhờ sự trợ giúp của khối Xã hội chủ nghĩa và sự tự lực trong nước, kinh tế Triều Tiên phát triển vượt bậc. Giá trị sản xuất công nghiệp tăng 431 lần, sản xuất lương thực tăng 5,6 lần so với năm 1946. Thu nhập bình quân của người dân tăng 65 lần, năm 1986 đã đạt 2.400 USD (tương đương 5.500 USD theo thời giá năm 2017).

### Sau chiến tranh Lạnh
Tuy nhiên, đến đầu thập niên 1990 thì Triều Tiên bắt đầu lâm vào khủng hoảng. Nguyên nhân chủ yếu là do tình hình quốc tế biến động mạnh, đặc biệt là sự tan rã của Liên Xô và khối Đông Âu khiến ngành ngoại thương của Triều Tiên bị ảnh hưởng nghiêm trọng. Do bị mất những bạn hàng lớn thuộc khối xã hội chủ nghĩa, kim ngạch xuất khẩu bị sụt giảm 90%, thu nhập bình quân bị giảm 2/3. Các máy móc nông nghiệp của Triều Tiên chủ yếu nhập từ Liên Xô, nay không còn nguồn cung. Phân lân và phân kali cũng không còn nguồn nhập khẩu, dẫn tới sản xuất nông nghiệp tụt dốc. Trong những năm 1990, Triều Tiên phải chịu một nạn đói và tiếp tục gặp khó khăn trong việc sản xuất lương thực. Trước tình hình chính trị thế giới thay đổi đột biến, Triều Tiên vẫn giữ mô hình kinh tế – chính trị cũ và không thay đổi chính sách ngoại giao và trở nên tách biệt so với phần còn lại của thế giới. Hơn nữa, họ cũng không có ý định cải thiện mối quan hệ với phương Tây chừng nào vấn đề hiệp định hòa bình với Mỹ chưa được giải quyết (Triều Tiên và liên minh Mỹ - Hàn Quốc vẫn đang trong tình trạng chiến tranh). Có thể nói Triều Tiên đang bị mắc kẹt trong tư duy kinh tế – chính trị và những mâu thuẫn chính trị quốc tế có từ thời Chiến tranh Lạnh. Sự chậm thay đổi trong tư duy kinh tế – chính trị của Triều Tiên có thể vì Triều Tiên từng đạt nhiều thành tựu trong quá khứ với mô hình kinh tế kế hoạch hóa tập trung (trong khi Việt Nam hoàn toàn thất bại với mô hình này nên phải nhanh chóng thay đổi), hơn nữa họ đang trong tình trạng chiến tranh với Hàn Quốc và Mỹ. Do sự phong tỏa và cấm vận về kinh tế của Liên hiệp quốc, Triều Tiên bị cô lập khỏi cộng đồng quốc tế, không gian hợp tác chính trị quốc tế của Triều Tiên bị thu hẹp khiến cho kinh tế Triều Tiên bị đình trệ. Triều Tiên từ một quốc gia có thu nhập trung bình cao tụt xuống mức thu nhập trung bình thấp.

### Thế kỷ 21-hiện nay
Trong thập niên 2000, nền kinh tế Triều Tiên bắt đầu khởi sắc hơn. Nạn đói được đẩy lùi, các cơ sở công nghiệp mới được xây dựng. Nhiều công trình xây dựng hiện đại được xây dựng, như khu phố Bình Minh ở Bình Nhưỡng mới đưa vào sử dụng năm 2016. Các khu vui chơi, trường học, trung tâm chăm sóc trẻ mồ côi, chợ búa mọc lên ngày càng nhiều. Tuy vậy, vấn nạn thiếu lương thực - thực phẩm vẫn tiếp tục tiếp diễn, do điều kiện tự nhiên bất lợi nên việc sản xuất lương thực của nước này gặp nhiều khó khăn. Theo thống kê của Liên Hợp Quốc vào tháng 3/2017 thì 41% dân số Bắc Triều Tiên bị suy dinh dưỡng vì thiếu lương thực. Gần 18 triệu người dân Bắc Triều Tiên, chiếm 70% dân số phục thuộc vào việc phân phối khẩu phần ăn hàng ngày, bao gồm ngũ cốc và khoai tây.
Dù quy mô nền kinh tế khá nhỏ và dân số khá ít, Triều Tiên vẫn duy trì được một nền khoa học ở trình độ cao và là quốc gia có trình độ giáo dục cao với tỷ lệ dân số biết chữ đạt trung bình 99%. Triều Tiên cũng có rất nhiều thành tựu về khoa học kỹ thuật, không chỉ về công nghệ quân sự mà còn về công nghệ dân sự. Triều Tiên có thể tự chế tạo nhiều mặt hàng có hàm lượng kỹ thuật cao, từ các mặt hàng dân dụng như điện thoại di động, máy tính bảng, ô tô, pin năng lượng mặt trời,... cho tới các sản phẩm quân sự như máy bay không người lái, xe tăng, tàu ngầm,...

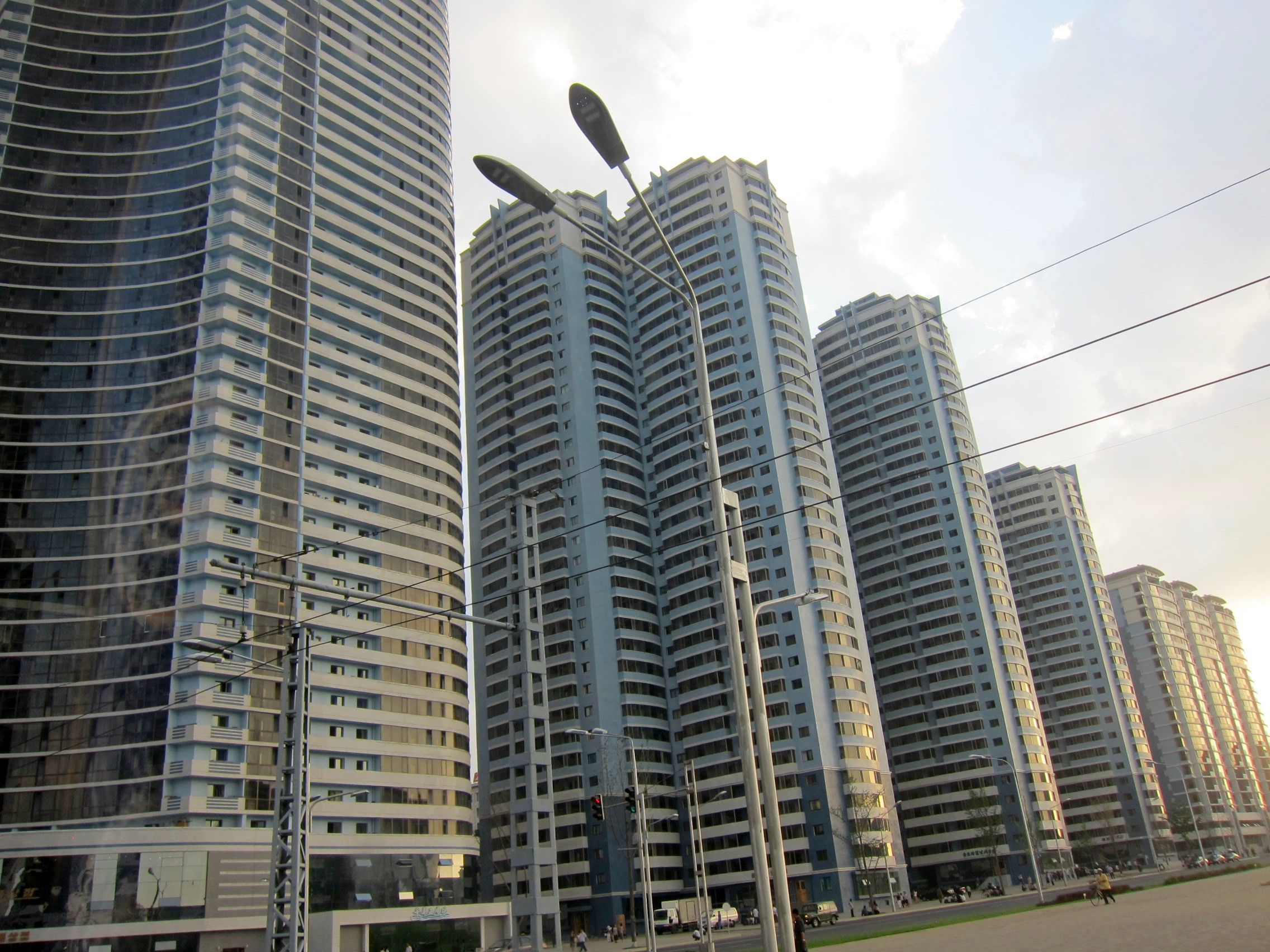
Một khu cao ốc ở Bình Nhưỡng

Năm 2014, Triều Tiên bắt đầu tiến hành phổ cập pin năng lượng mặt trời cho hàng trăm ngàn hộ dân và xây dựng cả một khu đô thị sử dụng năng lượng tái tạo ở thủ đô. Năm 2015, Triều Tiên bắt đầu tự sản xuất máy bay hạng nhẹ dựa theo thiết kế của chiếc An-2 của hãng Antonov (Nga) và loại phi cơ Mỹ Cessna 172 Skyhawk.
Năm 2017, Triều Tiên tuyên bố chế tạo được bom nguyên tử và tên lửa đạn đạo liên lục địa. Họ cũng tuyên bố là đã chế tạo được bom H. Đặc biệt, tháng 12/2012, Triều Tiên đã phóng thành công tên lửa mang vệ tinh do nước này tự chế tạo lên vũ trụ, trở thành một trong số ít các quốc gia làm chủ được công nghệ vũ trụ.
Giai đoạn 2018-2019, Triều Tiên liên tiếp có những cuộc gặp thượng đỉnh với cả Hàn Quốc và Hoa Kỳ. Nhờ đó mà căng thẳng giữa Triều Tiên và 2 nước này đã giảm đáng kể từ đó và một mối quan hệ nồng ấm hơn đang dần phát triển.
Năm 2020, do đại dịch COVID-19, Triều Tiên quyết định đóng cửa biên giới với Trung Quốc khiến cho thương mại với Trung Quốc giảm đến 80%. Triều Tiên đã hạn chế nhập khẩu các loại thực phẩm chủ yếu từ Trung Quốc vào tháng 8/2020 và đến tháng 10/2020 chấm dứt gần như tất cả các hoạt động thương mại, bao gồm cả việc mua bán thực phẩm và thuốc men. Triều Tiên cũng từ chối các đề nghị viện trợ từ bên ngoài và hầu như tất cả các nhà ngoại giao và nhân viên cứu trợ, bao gồm cả nhân viên của Chương trình Lương thực Thế giới của Liên Hợp Quốc đã đồng loạt rời khỏi nước này. Hai cơn bão lớn vào mùa hè năm 2020 gây ra lũ lụt làm hư hại mùa màng, làm trầm trọng thêm việc thiếu lương thực. Tổng Bí thư Đảng Lao động Triều Tiên Kim Jong-un khuyên người dân chuẩn bị cho thời kỳ khó khăn sắp tới.

## Địa lý

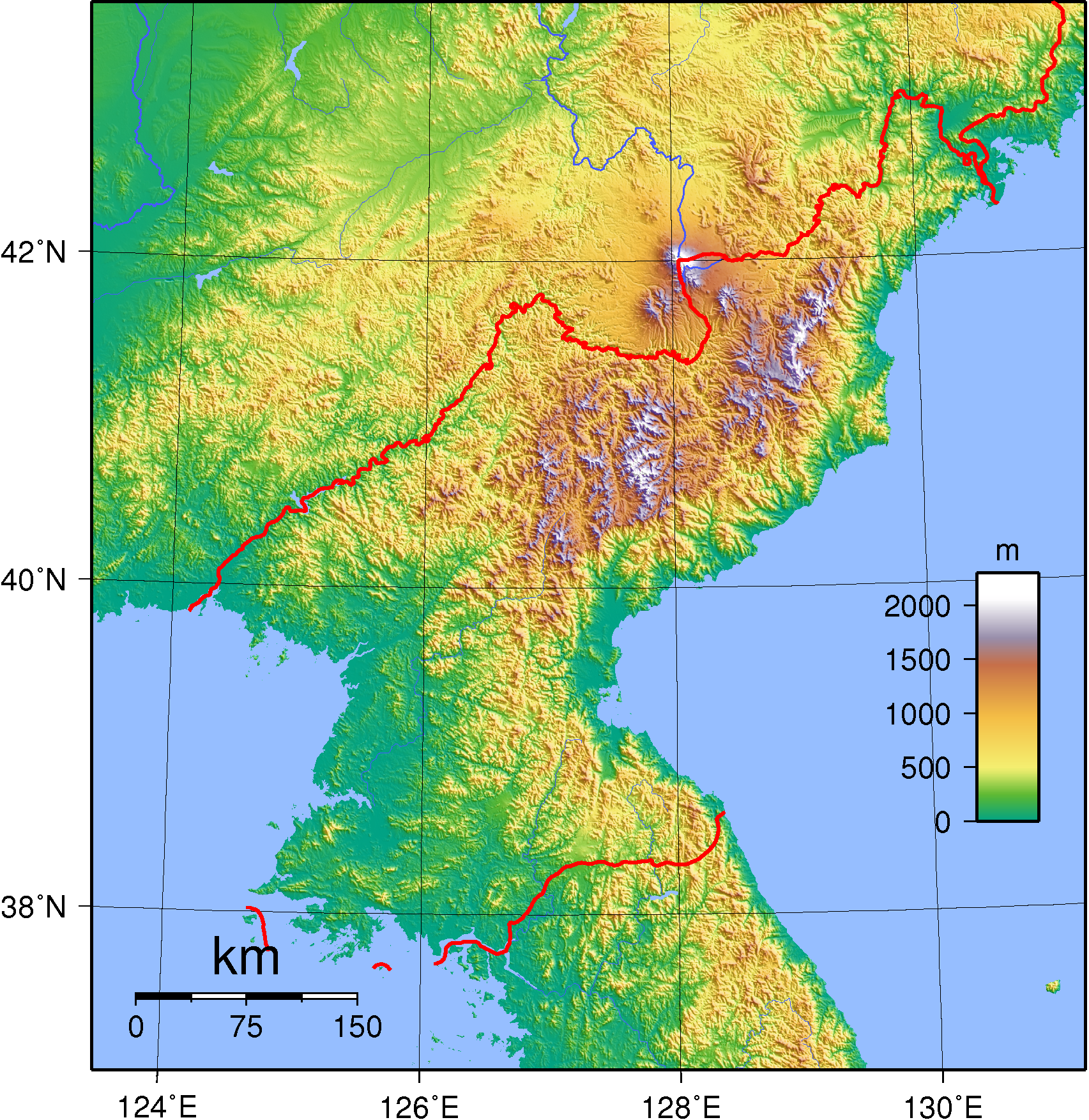
Bản đồ địa hình của CHDCND Triều Tiên

Cộng hòa Dân chủ Nhân dân Triều Tiên chiếm phần phía bắc của Bán đảo Triều Tiên, trải dài 1.100 kilômét (685 dặm), nằm giữa vĩ độ 37 ° và 43 ° B, và kinh độ 124 ° và 131 ° Đ. Quốc gia có diện tích 120.540 km2 (46.541 dặm vuông). Triều Tiên có biên giới phía bắc với Trung Quốc và Nga dọc theo sông Áp Lục và sông Đồ Môn và giáp Hàn Quốc ở phía nam dọc theo khu phi quân sự Triều Tiên. Phía tây của Triều Tiên giáp biển Hoàng Hải và Vịnh Triều Tiên, còn về phía đông là Biển Nhật Bản (Biển Đông Triều Tiên).
Những vị khách châu Âu đầu tiên đến Triều Tiên nhận xét rằng đất nước này giống như "một vùng biển trong một trận gió mạnh" vì có nhiều dãy núi nối tiếp nhau chạy dọc bán đảo. Khoảng 80 phần trăm địa hình của Bắc Triều Tiên bao gồm các ngọn núi và vùng cao, cách nhau bởi các thung lũng sâu và hẹp. Tất cả các ngọn núi của bán đảo Triều Tiên có độ cao từ 2.000 mét (6.600 ft) trở lên đều nằm ở Bắc Triều Tiên. Điểm cao nhất ở Bắc Triều Tiên là đỉnh núi Trường Bạch, một ngọn núi lửa có độ cao 2.744 mét (9,003 ft) so với mực nước biển, nằm ở biên giới Trung-Triều. Được coi là một nơi linh thiêng của dân tộc Triều Tiên, núi Trường Bạch có ý nghĩa quan trọng trong văn hóa Triều Tiên, đã được đưa vào văn hóa dân gian và dùng để sùng bái chính quyền họ Kim. Ví dụ, bài hát "Chúng ta sẽ lên núi Trường Bạch" hát ca ngợi Kim Jong-un và mô tả một chuyến đi bộ mang tính biểu tượng lên núi. Các dãy núi nổi bật khác là dãy Hamgyong ở cực đông bắc và dãy núi Rangrim, nằm ở phía bắc trung bộ của Bắc Triều Tiên. Núi Kumgang thuộc dãy núi Taebaek, kéo dài vào lãnh thổ Hàn Quốc, nổi tiếng với nhiều cảnh đẹp.
Các đồng bằng ven biển rộng ở phía tây và không liên tục ở phía đông. Phần lớn dân số sống ở vùng đồng bằng và vùng thấp. Theo báo cáo của Chương trình Môi trường Liên Hợp Quốc năm 2003, rừng bao phủ hơn 70% đất nước, chủ yếu là ở sườn dốc. Con sông dài nhất là sông Áp Lục, dài 790 km (491 mi).

### Khí hậu

Bản đồ phân loại khi hậu Köppen của Bắc Triều Tiên

Bắc Triều Tiên trải qua sự kết hợp của khí hậu lục địa và khí hậu đại dương, nhưng hầu hết lãnh thổ đất nước này đều có khí hậu lục địa ẩm ướt trong sơ đồ phân loại khí hậu Köppen. Mùa đông thường có thời tiết rất lạnh, xen kẽ với những cơn bão tuyết do gió bắc và tây bắc thổi từ Siberia. Mùa hè có xu hướng là thời điểm nóng nhất, ẩm nhất và mưa nhiều nhất trong năm do gió mùa nam và đông nam mang theo không khí ẩm từ Thái Bình Dương. Khoảng 60% lượng mưa đến từ tháng 6 đến tháng 9. Mùa xuân và mùa thu là mùa chuyển tiếp giữa mùa hè và mùa đông. Nhiệt độ cao và thấp trung bình hàng ngày của thủ đô Bình Nhưỡng là −3 và −13 °C (27 và 9 °F) vào tháng 1 và 29 và 20 °C (84 và 68 °F) vào tháng 8.

### Múi giờ
Trước khi bị Đế quốc Nhật Bản chiếm, Triều Tiên đã áp dụng múi giờ UTC+08:30 nhưng vào năm 1912, Đế quốc Nhật Bản đã cho thay đổi theo giờ chuẩn của nước này là UTC+09:00.
Để đánh dấu 70 năm bán đảo Triều Tiên thoát khỏi ách thống trị của Đế quốc Nhật Bản (1910–1945). Hội đồng Nhân dân tối cao Triều Tiên thông qua việc đổi múi giờ UTC+09:00 lùi lại 30 phút thành múi giờ UTC+08:30. Ngày 15 tháng 8 năm 2015 Triều Tiên đã đánh dấu sự kiện này bằng cách đánh chuông tại Đài Thiên văn Bình Nhưỡng vào lúc nửa đêm. Cùng lúc đó, tất cả cơ sở công nghiệp, xe lửa và tàu thuyền trên cả nước cũng hú còi, quân nhân phục vụ trong Quân đội Nhân dân Triều Tiên, các nhà khoa học và tất cả mọi người dân đều chỉnh lại đồng hồ theo giờ Bình Nhưỡng.
Ngày 5 tháng 5 năm 2018, Cộng hòa Dân chủ Nhân dân Triều Tiên chỉnh lại múi giờ thành UTC+09:00 để cùng thống nhất với Giờ chuẩn Hàn Quốc, theo đó bán đảo Triều Tiên sẽ chỉ còn một múi giờ nhằm thể hiện sự hòa giải sau Hội nghị thượng đỉnh liên Triều 2018 giữa lãnh đạo hai quốc gia.

## Chính trị
Triều Tiên là một nhà nước độc tài toàn trị một đảng. Hiến pháp Triều Tiên xác định Triều Tiên là một nhà nước cách mạng xã hội chủ nghĩa theo chủ nghĩa Kim Nhật Thành – Kim Jong-il. Ngoài ra, Triều Tiên theo Mười nguyên tắc xác lập hệ thống tư tưởng duy nhất của Đảng, là bộ tiêu chuẩn quản lý nhà nước, hành vi của công dân Triều Tiên. Đảng Lao động Triều Tiên là đảng cầm quyền do gia tộc Kim Nhật Thành lãnh đạo  với ước tính 6,5 triệu đảng viên. Hai đảng vệ tinh được phép hoạt động là Đảng Dân chủ Xã hội Triều Tiên và Đảng Thanh hữu Thiên Đạo.

### Chính quyền
Ủy ban Quốc vụ là "cơ quan lãnh đạo định hướng chính sách cao nhất của quyền lực Nhà nước ". Ủy ban Quốc vụ có nhiệm vụ thảo luận và quyết định các chính sách quan trọng của Nhà nước, giám sát việc thực hiện mệnh lệnh của chủ tịch Ủy ban Quốc và trực tiếp chỉ đạo Bộ Quốc phòng, Bộ An ninh Nhà nước và Bộ An ninh Xã hội.

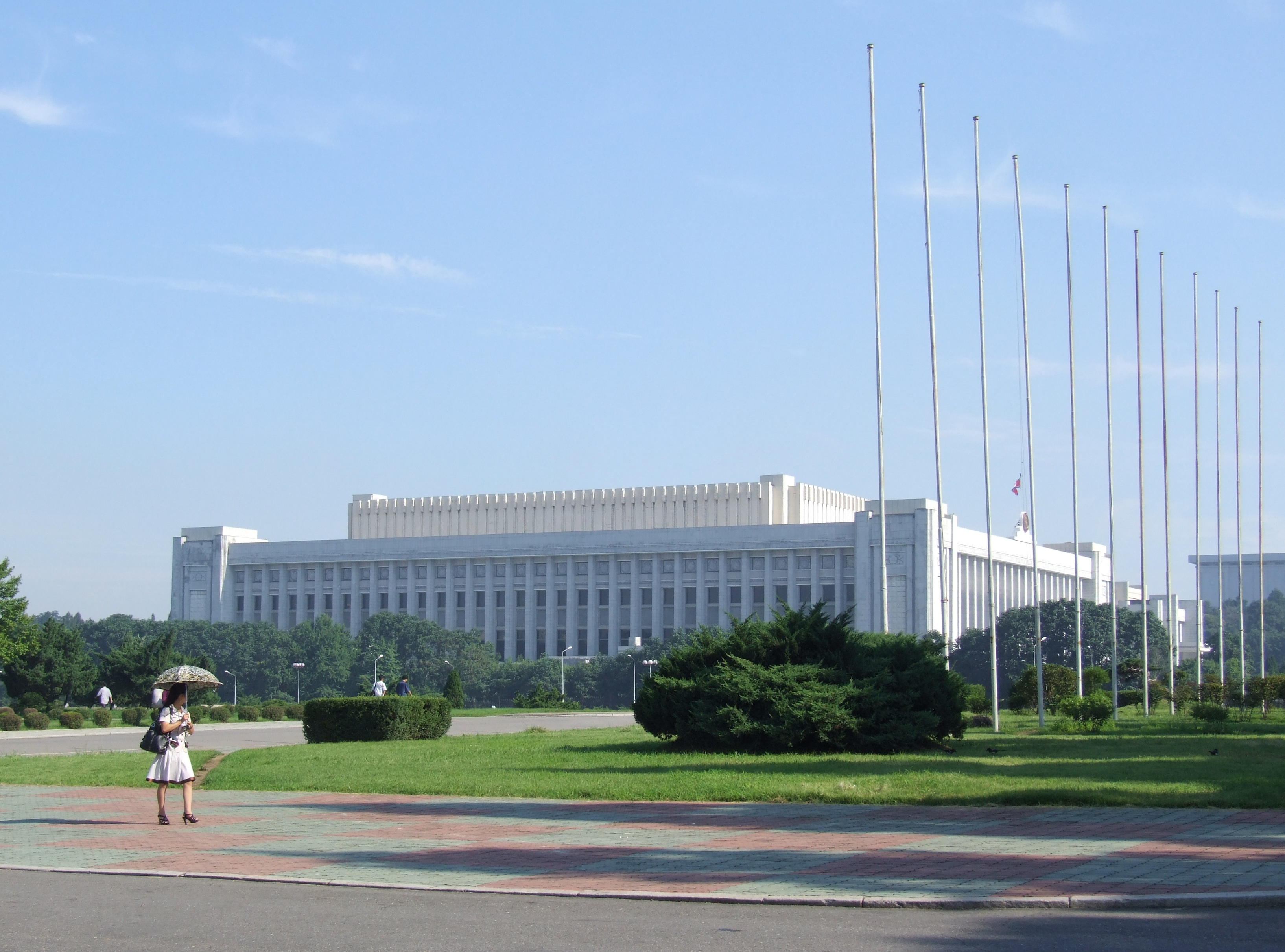
Nghị sự Quán Vạn Thọ Đài là trụ sở Hội đồng Nhân dân Tối cao

Hội đồng Nhân dân Tối cao là cơ quan quyền lực nhà nước cao nhất và thực hiện quyền lập pháp. Hội đồng Nhân dân Tối cao gồm 687 đại biểu được bầu theo nguyên tắc phổ thông đầu phiếu. Nhiệm kỳ của mỗi khóa Hội đồng Nhân dân Tối cao là năm năm. Hội đồng Nhân dân Tối cao có quyền làm luật, thiết lập các nguyên tắc cơ bản của các chính sách đối nội, đối ngoại của Nhà nước, bổ nhiệm các thành viên Nội các và phê duyệt kế hoạch kinh tế của Nhà nước. Ủy ban thường vụ triệu tập kỳ họp của Hội đồng Nhân dân Tối cao và ủy viên trưởng Ủy ban thường vụ là chức danh cao thứ ba tại Triều Tiên. Ủy viên trưởng, phó ủy viên trưởng và các ủy viên Ủy ban thường vụ do Hội đồng Nhân dân Tối cao bầu ra trong số đại biểu.
Nội các là cơ quan hành chính cao nhất và thực hiện quyền hành pháp. Nội các gồm tổng lý, hai phó tổng lý, 30 bộ trưởng, hai chủ nhiệm ủy ban của Nội các, chánh văn phòng Nội các, thống đốc Ngân hàng Trung ương, cục trưởng Cục Thống kê Trung ương và viện trưởng Viện Hàn lâm Khoa học. Tổng lý là người đứng đầu Nội các và là chức danh cao thứ hai tại Triều Tiên.
Ứng cử viên đại biểu Hội đồng Nhân dân Tối cao phải được Đảng Lao động Triều Tiên phê duyệt. Bầu cử tại Triều Tiên được giới quan sát nước ngoài mô tả là giống với bầu cử tại Liên Xô. Ngoài ra, bầu cử tại Triều Tiên cũng được coi là một hình thức điều tra dư luận của chính phủ vì tỷ lệ cử tri đi bỏ phiếu gần 100%. Viện V-Dem đánh giá Triều Tiên là một nhà nước chuyên chế khép kín.

### Luật pháp
Hệ thống pháp luật của Triều Tiên theo dân luật dựa trên pháp chế của Phổ và chịu ảnh hưởng của luật pháp Nhật Bản cùng với lý luận pháp lý cộng sản. Hệ thống tư pháp gồm Tòa án trung ương, tòa án cấp tỉnh, tòa án nhân dân và tòa án đặc biệt. Tòa án trung ương là cơ quan xét xử cao nhất của Triều Tiên. Tòa án nhân dân là cơ quan xét xử sơ thẩm tại các thành phố, huyện và quận, trong khi tòa án đặc biệt chuyên xét xử các vụ việc liên quan đến quân sự, đường sắt hoặc hàng hải.
Ngành Kiểm sát chịu trách nhiệm giám sát việc thi hành pháp luật của các cơ quan, xí nghiệp và các công dân trên lãnh thổ Triều Tiên; thực thi Hiến pháp và Pháp luật, các Quyết định do các cơ quan Hội đồng Nhân dân tối cao, Ủy ban Quốc phòng, Ủy ban Thường vụ Hội đồng Nhân dân tối cao, Nội các ban hành; giữ quyền công tố tại các phiên tòa xét xử.
Ngành Tòa án chịu trách nhiệm giám đốc thi hành pháp luật của các cơ quan, xí nghiệp và các công dân trên lãnh thổ Triều Tiên; thực thi Hiến pháp và Pháp luật, các Quyết định do các cơ quan Hội đồng Nhân dân tối cao, Ủy ban Quốc phòng, Ủy ban Thường vụ Hội đồng Nhân dân tối cao, Nội các ban hành; giữ quyền phán quyết tại các phiên tòa xét xử.

### Ý thức hệ
Chủ nghĩa Kim Nhật Thành – Kim Jong-il là hệ tư tưởng chính thức của Đảng Lao động Triều Tiên và cơ sở của công tác đảng, quản lý nhà nước. Tư tưởng Chủ thể và Tiên quân chính trị được Nhà nước Triều Tiên coi là kết tinh của trí tuệ, sự lãnh đạo của Kim Nhật Thành và là "đáp án đầy đủ của bất cứ vấn đề nào trong cuộc đấu tranh giải phóng dân tộc". Tư tưởng Chủ thể được đề xướng vào tháng 12 năm 1955 trong bài diễn văn Về việc loại bỏ chủ nghĩa giáo điều, chủ nghĩa hình thức và thiết lập chủ thể trong công tác tư tưởng của Kim Nhật Thành. Nguyên lý cốt lõi của Tư tưởng Chủ thể là tự chủ kinh tế, tự chủ quân sự và tự chủ đối ngoại. Tư tưởng Chủ thể hình thành từ uy tín của Kim Nhật Thành, xung đột với phe thân Liên Xô, phe thân Trung Quốc và thực tiễn đầu tranh giành độc lập của Triều Tiên. Tư tưởng Chủ thể được đưa vào hiến pháp vào năm 1972.

### Nhân quyền
Tổ chức Ân xá Quốc tế và các tổ chức nhân quyền khác buộc tội Triều Tiên có hồ sơ nhân quyền tồi tệ nhất trong số tất cả các nước. Quốc gia này hạn chế nghiêm khắc đa số các quyền tự do, gồm tự do ngôn luận và tự do di chuyển, cả trong và ngoài nước. Những người tị nạn đã loan tin sự hiện diện của những trại lao động với ước tính khoảng 150.000 đến 200.000 người, các tù nhân đa phần đều bị thiếu ăn cho dù một phần lương thực xã hội đã được cắt ra, và phải lao động công ích. Một kênh truyền hình Nhật Bản đã phát sóng cảnh phim mà họ cho là một trại tù ở nước này. Dựa trên hình ảnh vệ tinh và lời khai của những kẻ đào ngũ, Tổ chức Ân xá Quốc tế ước tính rằng khoảng 200.000 tù nhân bị giam giữ trong sáu trại tù chính trị lớn. Trong một số trại, những người đào tẩu tuyên bố rằng rằng tỷ lệ chết hằng năm của các tù nhân lên tới 25%. Một cựu cai tù và là sĩ quan tình báo quân đội đào tẩu tuyên bố rằng trong một trại, các loại vũ khí hoá học đã được đem ra thử nghiệm trên tù nhân trong một phòng hơi độc.
Các tổ chức nhân quyền phương Tây cũng đưa ra nhiều cáo buộc rằng các nhà tù của Triều Tiên rất tồi tệ và nguy hiểm: Theo các tổ chức này, tù nhân có thể bị tra tấn dã man., có cả hành quyết tù nhân công khai hoặc bí mật, nhất là trong trường hợp họ vượt ngục và với cả trẻ em; Cưỡng bức phá thai cũng khá phổ biến. Các tổ chức này cũng cho rằng hình phạt bỏ đói của nhà tù cũng là nguyên nhân khiến tỷ lệ tù nhân chết tăng cao, ngoài ra còn do bệnh tật, tai nạn lao động hay bị tra tấn. Các tổ chức nhân quyền phương Tây cũng ước tính có khoảng 15-20 trại cải tạo trên khắp Triều Tiên. Những người trước đây ủng hộ chính quyền nhưng bị lung lạc tư tưởng về đường lối của chính phủ cũng có thể bị đưa vào các trại cải tạo, dù nếu họ được coi là đã phục hồi về tư tưởng chính trị có thể được tái bổ nhiệm vào các vị trí chính phủ có trách nhiệm về việc thả họ. Các trại cải tạo là những khu phức hợp được bao quanh bởi tường cao và bảo vệ chặt chẽ, tương tự như các nhà tù chính trị. Các tổ chức này cũng cáo buộc rằng tù nhân phải lao động như nô lệ trong các nhà máy, nếu không hoàn thành chỉ tiêu công việc sẽ bị tra tấn và cách ly vào các phòng giam đặc biệt, quá nhỏ đến mức không đủ chỗ để đứng hoặc nằm. Sau những giờ lao động vất vả, tù nhân còn phải học thuộc lòng các lời dạy của Kim Nhật Thành và Kim Chính Nhật.
Văn phòng Cao ủy Nhân quyền Liên Hợp Quốc chỉ trích về những điều mà họ cho là vi phạm nhân quyền trên diện rộng tại Triều Tiên. Đoạn trích từ Nghị quyết Nhân quyền 2005/11 của Liên Hợp Quốc đã chỉ trích mạnh mẽ Triều Tiên, cho rằng chính quyền của họ đã: "tra tấn và trừng phạt theo các hình thức tàn ác và vô nhân tính, hành quyết công cộng, giam giữ tùy tiện, thiếu thủ tục tố tụng hợp lý, và các quy định của pháp luật, tử hình vì động cơ chính trị, tồn tại một số lượng lớn nhà tù và lạm dụng hình thức lao động cưỡng bức; trừng phạt những người hồi hương từ nước ngoài bằng các hình thức quy tội phản quốc, rồi giam giữ, tra tấn vô nhân đạo, hoặc tử hình; Hạn chế nghiêm trọng các quyền tự do tư tưởng, tự do lương tâm, tự do tôn giáo, tự do biểu đạt chính kiến, hội họp hòa bình, tự do lập hội, những người bị coi là thù địch với chính phủ, chẳng hạn như Kitô hữu hay chỉ trích lãnh đạo, đều bị đày đến các trại lao động mà không cần phải xét xử trước, thường là với cả gia đình của họ và hầu như không có cơ hội được thả ra; hạn chế nghiêm trọng quyền tiếp cận thông tin và tự do di chuyển trong nước và ra nước ngoài của người dân; liên tục vi phạm các quyền con người cơ bản và các quyền tự do của phụ nữ, đặc biệt tệ nạn buôn phụ nữ vì mục đích mại dâm hoặc hôn nhân cưỡng ép; khuyến khích phá thai cưỡng bức thông qua lao động nặng nhọc; giết hại con cái của những người hồi hương, trong các trại tù chính trị và trại cải tạo." Vào tháng 2 năm 2014, Ban hội thẩm Văn phòng Cao ủy Nhân quyền Liên Hợp Quốc (OHCHR) tiếp tục ra báo cáo chỉ trích về những điều mà họ cho là vi phạm nhân quyền ở Cộng hòa Dân chủ Nhân dân Triều Tiên.
Các tổ chức nhân quyền phương Tây còn cáo buộc người dân Bắc Triều Tiên không được phép tự do di chuyển trong nước hoặc ra nước ngoài. Chỉ có các quan chức mới được phép sở hữu hoặc thuê mượn ô tô. Chính quyền phân phối hạn chế xăng dầu và các phương tiện di chuyển khác do thường xuyên thiếu nhiên liệu. Các bức ảnh chụp vệ tinh cho thấy ngay cả đường sá ở các thành phố cũng vắng bóng hoặc thưa thớt các phương tiện đi lại. Việc cưỡng bức di chuyển vì động cơ chính trị là khá phổ biến. Báo chí phương Tây cho rằng những người tỵ nạn Triều Tiên khi đào tẩu sang Trung Quốc thường bị chính quyền Trung Quốc bắt phải hồi hương, sau đó bị đưa vào các trại cải tạo và bị đánh đập thường xuyên, bị xem là những kẻ đào tẩu hoặc thậm chí phản quốc.
Mặc dù Hiến pháp đảm bảo quyền tự do báo chí nhưng thực tế thì tất cả các phương tiện truyền thông đều được nhà nước kiểm soát chặt chẽ. Truyền thông nhà nước hầu như dành toàn bộ thời lượng để tuyên truyền chính trị và cổ vũ tinh thần sùng bái Kim Nhật Thành và Kim Chính Nhật. và hiện tại là Kim Jong-un. Các chương trình nhấn mạnh vào nỗi thống khổ do quân đội Hoa Kỳ và Đế quốc Nhật Bản đã gây ra mà nhân dân Triều Tiên chịu đựng. Mặc dù giới học giả phương Tây cho rằng chính Triều Tiên đã gây chiến trước nhưng sách lịch sử của Triều Tiên lại cho rằng Triều Tiên là nạn nhân của Chiến tranh Triều Tiên.
Về phần mình, Chính phủ Triều Tiên liên tục bác bỏ những cáo buộc rằng họ vi phạm nhân quyền và coi đó là "một chiến dịch bôi nhọ" nhằm dùng chiêu bài nhân quyền nhằm lật đổ chế độ chính trị của họ.
Nhiều quốc gia đã phê phán những cáo buộc về nhân quyền của phương Tây chống lại Triều Tiên. Phái đoàn của Trung Quốc ở Liên Hợp Quốc nói rằng Triều Tiên đã đạt được những tiến bộ đáng kể trong việc bảo vệ nhân quyền. Sudan cho rằng thay vì chỉ trích, cần có sự hỗ trợ của cộng đồng quốc tế trong nỗ lực bảo vệ nhân quyền của Chính phủ Triều Tiên. Phái đoàn của Venezuela tại Liên Hợp Quốc đã khẳng định rằng các cáo buộc của các nhà quan sát Liên Hợp Quốc chống lại Triều Tiên đã dựa trên các tiêu chí thiếu sót và không đáng tin cậy. Phái đoàn của Cuba tại Liên Hợp Quốc tuyên bố rằng những phê phán của Hội đồng Nhân quyền Liên Hợp Quốc với Triều Tiên là có động cơ chính trị ngầm, những chỉ trích đó là sự áp đặt nhằm tạo áp lực cô lập một đất nước, điều này vi phạm các nguyên tắc của chính Hội đồng Nhân quyền.

### Quan hệ đối ngoại
Triều Tiên gia nhập Liên Hợp Quốc vào năm 1991 cùng với Hàn Quốc. Triều Tiên cũng là một thành viên Phong trào không liên kết, G77 và Diễn đàn Khu vực ASEAN. Tính đến  năm 2015, Triều Tiên có quan hệ ngoại giao với 166 quốc gia và đại sứ quán tại 47 quốc gia. Triều Tiên không có quan hệ ngoại giao với Argentina, Botswana, Estonia, Pháp, Iraq, Israel, Nhật Bản, Đài Loan, Hoa Kỳ và Ukraina. Đức thuộc số ít quốc gia có đại sứ quán tại Triều Tiên. Đại sứ Đức tại Triều Tiên Friedrich Lohr cho biết nhiệm vụ của ông chủ yếu là tạo điều kiện thuận lợi cho việc cung cấp viện trợ nhân đạo và hỗ trợ nông nghiệp cho Triều Tiên.

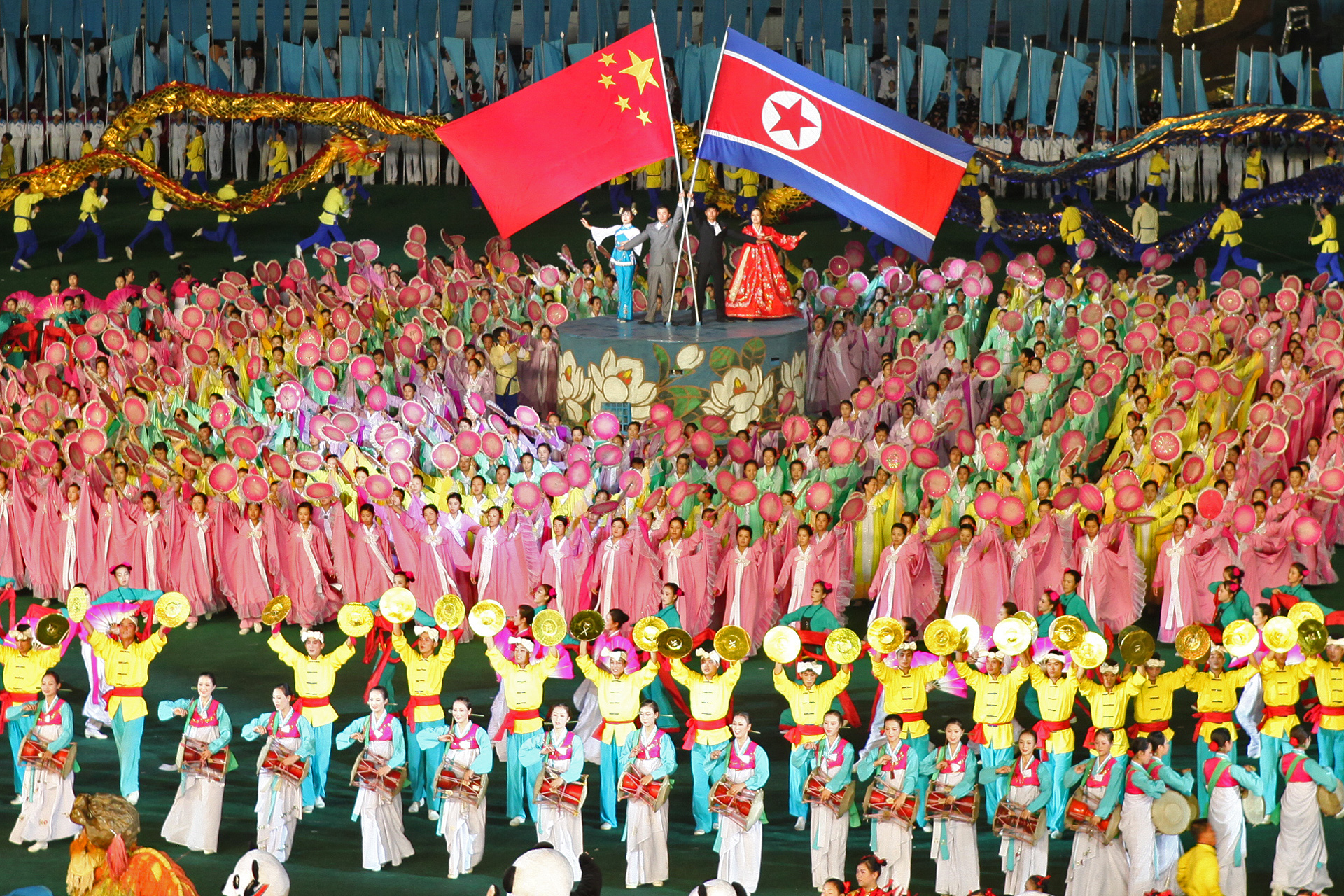
Tiết mục kỷ niệm Quan hệ Trung Quốc – Bắc Triều Tiên ở lễ hội Arirang tại Bình Nhưỡng.

Trung Quốc được coi là đồng minh thân cận nhất của Triều Tiên. Quan hệ giữa hai nước xấu đi vào năm 2006 do lo ngại của Trung Quốc về chương trình vũ khí hạt nhân của Triều Tiên, nhưng cải thiện sau khi Tổng Bí thư Đảng Cộng sản Trung Quốc Tập Cận Bình thăm Triều TIên vào tháng 6 năm 2019. Triều Tiên có quan hệ tốt với một vài nước Đông Nam Á như Việt Nam, Lào, Campuchia và Indonesia. Quan hệ giữa Triều TIên và Malaysia xuống cấp vào năm 2017 do vụ ám sát Kim Jong-nam. Triều Tiên có quan hệ gần gũi với Nga và đã công khai ủng hộ Nga xâm lược Ukraina.

#### Quan hệ với Hàn Quốc
Khu phi quân sự Triều Tiên là biên giới được củng cố nghiêm ngặt nhất trên thế giới. Quan hệ liên Triều là trung tâm của chính sách đối ngoại Triều Tiên và đã thay đổi nhiều lần trong những thập kỷ qua. Lập trường của Triều Tiên là thống nhất Triều Tiên thành một nhà nước liên bang, mỗi bên duy trì hệ thống chính trị riêng. Năm 1972, Triều Tiên và Hàn Quốc đồng ý trên nguyên tắc về việc thực hiện thống nhất hòa bình mà không có sự can thiệp của nước ngoài. Ngày 10 tháng 10 năm 1980, Kim Nhật Thành đề xuất Triều Tiên và Hàn Quốc hợp nhất thành Cộng hòa Dân chủ Liên bang Triều Tiên và mỗi bên tiếp tục duy trì hệ thống chính trị riêng. Quan hệ liên Triều tiếp tục lạnh nhạt cho đến đầu thập niên 1990, ngoại trừ một khoàng thời gian ngắn vào đầu thập niên 1980 khi Triều Tiên đề nghị cứu trợ lũ lụt Hàn Quốc. Tuy nhiên, việc cứu trợ không được thực hiện do đàm phán về cách vận chuyển hàng cứu trợ không đạt kết quả. Triều Tiên và Hàn Quốc cũng phối hợp tổ chức đoàn tụ 92 gia đình bị chia cắt.
Lời đe dọa của Triều Tiên là có cơ sở khi phía Hàn Quốc từng tính toán rằng với số lượng pháo Koksan (tầm bắn 60 km với đạn tăng tầm) và pháo phản lực 240mm mà Triều Tiên có, trong một phút nước này có thể bắn 10.000 quả đạn xuống thành phố Seoul và vùng phụ cận. Vì theo Bình Nhưỡng, khả năng tấn công phủ đầu của họ là "ngoài sức tưởng tượng và sức tàn phá còn mạnh hơn vũ khí nguyên tử".
Triều Tiên nhiều lần gọi chính phủ Hàn Quốc là "bù nhìn", "con rối" của "Đế quốc Mỹ", và đe dọa rằng sẽ biến Seoul "thành tro bụi", nhưng mặt khác họ vẫn nhận viện trợ của nước này, bao gồm thuốc men, chăn mền, mì gói, quần áo. Triều Tiên cũng yêu cầu miền Nam gửi bột mì, gạo và xi măng, nhưng kể từ sau vụ pháo kích ở Yeonpyeong, Hàn Quốc không muốn viện trợ các mặt hàng đó do lo sợ Triều Tiên sẽ dùng để cung cấp cho quân đội thay vì cứu đói cho dân thường. Tuy vậy, vẫn có những sự tốt đẹp nhất định. Khi Tổng thống Hàn Quốc Kim Dae-jung thực hiện Chính sách Ánh dương vào đầu những năm 2000, quan hệ đã có chút nồng ấm, và đặc biệt là khu công nghiệp chung Kaesong được thành lập năm 2003 là thành quả của chính sách Ánh dương đem lại. 

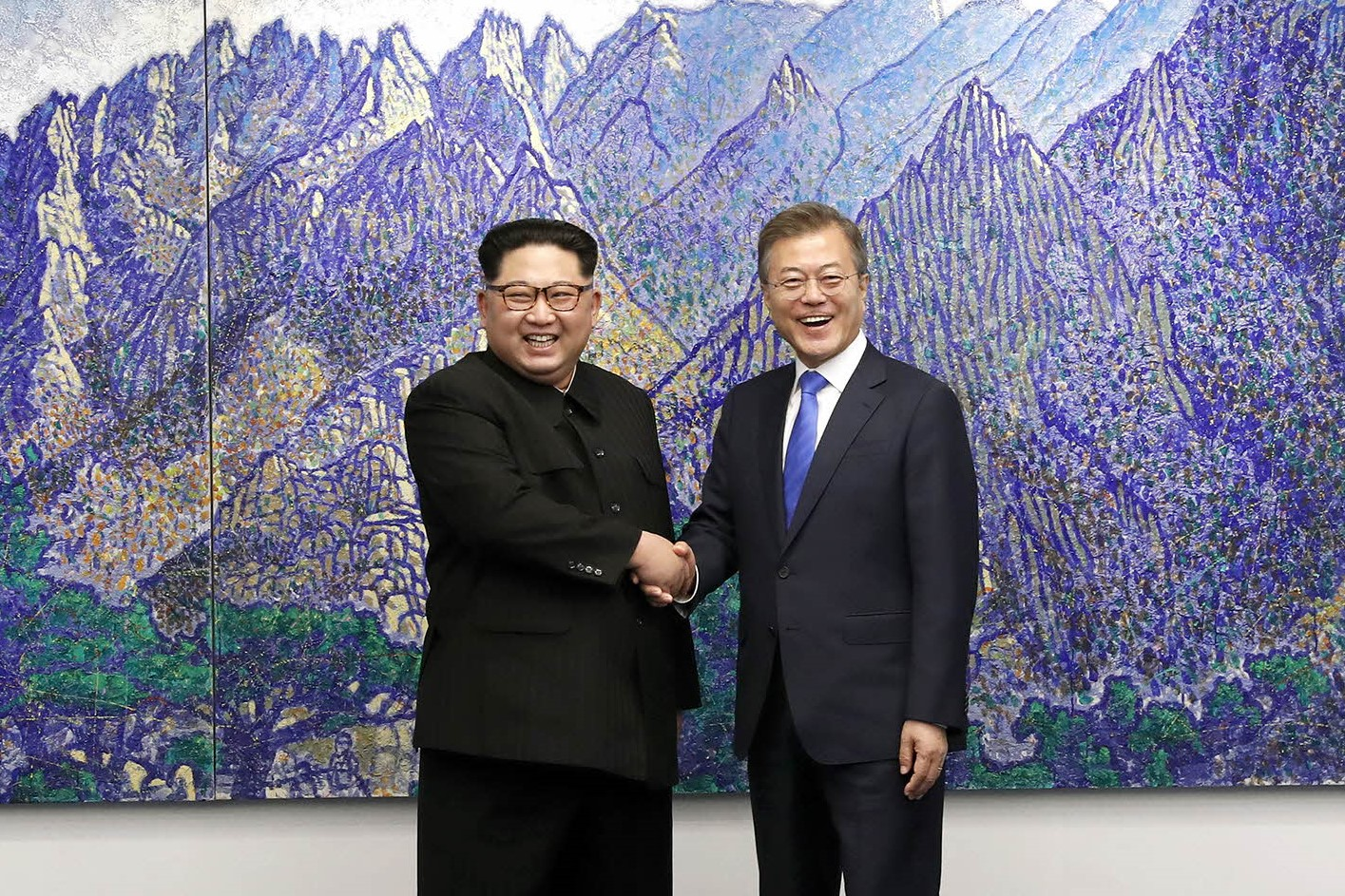
Kim Jong-un và Tổng thống Hàn Quốc Moon Jae-in bắt tay trong Hội nghị thượng đỉnh Liên Triều tháng 4 năm 2018.

Triều Tiên có chủ trương thống nhất bán đảo Triều Tiên thông qua đàm phán hòa bình. Phía Triều Tiên đã đề xuất phương án Liên bang Koryo (Cao Ly) nhưng phía Hàn Quốc không chấp nhận. Tuy nhiên, với sự nghị kỵ sâu sắc của các bên, biện pháp đe dọa vũ lực bằng các cuộc tập trận của liên quân Mỹ – Hàn và phát triển các loại vũ khí hạt nhân của Triều Tiên vẫn được coi là biện pháp hiệu quả nhất để giữ vững lệnh ngừng bắn từ Chiến tranh Triều Tiên.
Tuy nhiên, mối quan hệ hai nước trở nên tồi tệ hơn khi Tổng thống Hàn Quốc Lee Myung-bak áp dụng cách tiếp cận cứng rắn hơn và đình chỉ giao hàng viện trợ trong khi chờ Triều Tiên phi hạt nhân hóa. Năm 2009, Triều Tiên đã đáp trả bằng cách chấm dứt tất cả các thỏa thuận trước đó với miền Nam. Bình Nhưỡng đã triển khai thêm tên lửa đạn đạo và đặt quân đội trong tình trạng báo động chiến đấu đầy đủ sau khi Hàn Quốc, Nhật Bản và Hoa Kỳ đe dọa đánh chặn một phương tiện phóng không gian Unha-2. Vài năm sau đó chứng kiến một loạt các sự thù địch, bao gồm cả sự liên quan của Triều Tiên trong sự cố đắm tàu Cheonan của Hàn Quốc, dẫn đến kết thúc quan hệ ngoại giao thân thiện, và mối quan tâm quốc tế ngày càng tăng đối với chương trình hạt nhân của Triều Tiên.
Ngày 23 tháng 11 năm 2010, Triều Tiên và Hàn Quốc xảy ra xung đột quân sự với trận pháo kích Yeonpyeong làm chết 2 lính thủy, 16 lính khác và hơn 10 thường dân Hàn Quốc bị thương. Tuy nhiên, 2 bên đổ lỗi cho nhau là kẻ khiêu khích trước.
Vào tháng 5 năm 2017, Moon Jae-in đã được bầu làm Tổng thống Hàn Quốc với lời hứa sẽ quay trở lại Chính sách Ánh dương với miền Bắc. Vào tháng 2 năm 2018, các vận động viên của cả hai miền đã dùng chung cờ Thống nhất để diễu hành trong lễ khai mạc Thế vận hội Mùa đông 2018 được tổ chức tại Hàn Quốc. Đến tháng 4, lãnh đạo hai miền bán đảo Triều Tiên đã có cuộc gặp lịch sử tại Hội nghị thượng đỉnh Liên Triều 2018 ở khu phi quân sự Triều Tiên để bàn về việc ký kết hiệp định hòa bình, giải trừ hạt nhân, kết thúc chiến tranh để tiến tới thống nhất bán đảo Triều Tiên, đi đến tuyên bố Bàn Môn Điếm. Vào tháng 9, tại một cuộc gặp thượng đỉnh ở Bình Nhưỡng, Moon và Kim đã đồng ý biến Bán đảo Triều Tiên thành một "vùng đất hòa bình không có vũ khí hạt nhân và các mối đe dọa hạt nhân."
Tháng 1 năm 2024, Kim Jong-un chính thức tuyên bố rằng Triều Tiên không còn theo đuổi mục tiêu thống nhất Triều Tiên và kêu gọi "chiếm đóng, chinh phục và thu hồi hoàn toàn" Hàn Quốc trong trường hợp chiến tranh. Kim Jong-un cũng tuyên bố sẽ sửa đổi hiến pháp nhằm xác định Hàn Quốc là kẻ thù chính của Triều Tiên. Ngoài ra, những cơ quan nhà nước phụ trách thúc đẩy thống nhất Triều Tiên bị giải thể.

#### Quan hệ với Hoa Kỳ

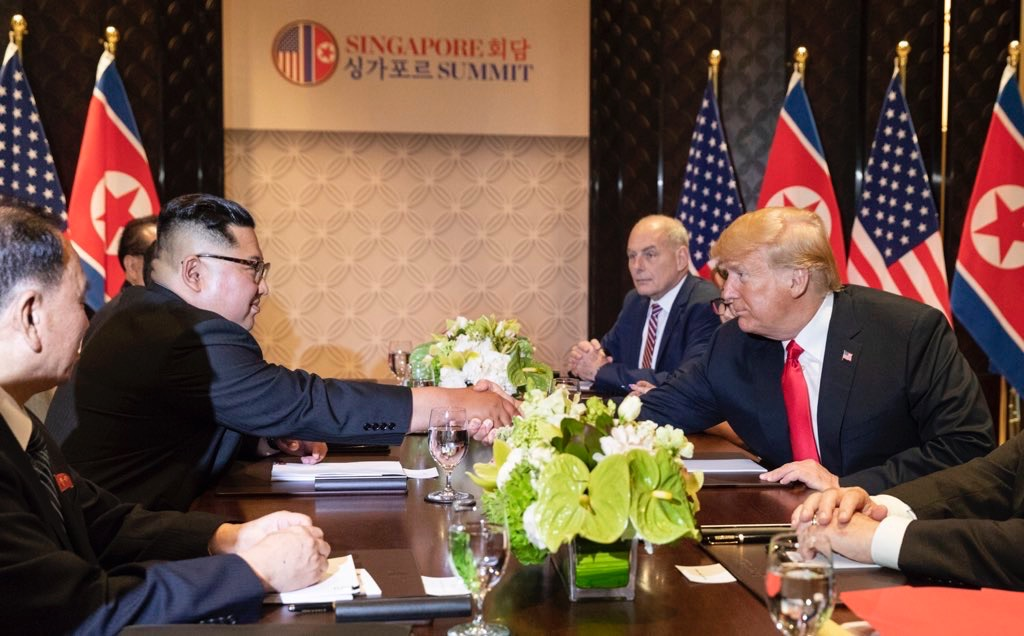
Tổng thống Mỹ Donald Trump và lãnh đạo Triều Tiên Kim Jong-un trong Hội nghị thượng đỉnh Bắc Triều Tiên – Hoa Kỳ 2018 ở Singapore, tháng 6 năm 2018

Quan hệ giữa Triều Tiên và Hoa Kỳ nói chung là rất xấu, và chưa có quan hệ ngoại giao chính thức, ngoại trừ kênh New York. Triều Tiên luôn coi Hoa Kỳ là cái nôi của "chủ nghĩa tồi tệ nhất thế giới" và gọi Hoa Kỳ là "phi dân chủ" trong khi Hoa Kỳ cáo buộc Triều Tiên là nơi "đáng sợ nhất thế giới" và coi Triều Tiên là "địa ngục trần gian", song có thời gian Triều Tiên đã nhận viện trợ lương thực từ Hoa Kỳ. Sau vụ phóng tên lửa Unha-3 năm 2012, Hoa Kỳ đã cắt viện trợ lương thực cho Triều Tiên và cáo buộc nước này "vi phạm luật pháp quốc tế" về thử nghiệm tên lửa đạn đạo. Reuters dẫn tin của Thông tấn xã Trung ương Triều Tiên (KCNA) vào ngày 16 tháng 1 năm 2016, Triều Tiên đã kêu gọi ký kết một thỏa thuận hòa bình với Mỹ, cùng với đó là việc Washington ngừng các hoạt động tập trận với Hàn Quốc, coi đây là những điều kiện để Bình Nhưỡng chấm dứt các vụ thử hạt nhân.
Năm 2004, Tổng thống Hoa Kỳ George W. Bush đã xếp Triều Tiên cùng với Iran vào "trục ma quỷ" do Triều Tiên đã giấu giếm việc thử nghiệm bom hạt nhân. Nhà lãnh đạo Triều Tiên khi đó là Kim Chính Nhật lấy lý do là sự hiện diện của quân đội Hoa Kỳ tại Hàn Quốc. Sau vụ phóng vệ tinh 2 lần vào năm 2012 mà Hoa Kỳ và phương Tây cáo buộc là thử nghiệm tên lửa đạn đạo, quan hệ giữa hai nước trở nên căng thẳng hơn khi Hoa Kỳ cùng Liên Hợp Quốc tăng trừng phạt nước này. Lãnh đạo Triều Tiên Kim Jong-un cáo buộc Liên Hợp Quốc là "con rối" do Hoa Kỳ cầm đầu, và sau đó, khi Hàn Quốc và Hoa Kỳ tiến hành tập trận chung vào năm 2013, Triều Tiên đã di chuyển các tên lửa tầm trung Musudan tới các căn cứ quân sự ở Đông Nam Triều Tiên, gây lo ngại cho quốc tế về nguy cơ Chiến tranh Triều Tiên tái diễn.
Dữ liệu của Chính phủ Mỹ cho thấy, từ năm 1995-2008, nước này đã gửi 1,3 tỷ viện trợ không điều kiện cho Triều Tiên. Khoảng 60% số viện trợ này là lương thực-thực phẩm, phần còn lại là viện trợ nhiên liệu.
Ngày 12 tháng 6 năm 2018, Tổng thống Hoa Kỳ Donald Trump và lãnh đạo Triều Tiên Kim Jong-un đã ký kết một tuyên bố chung tại Hội nghị thượng đỉnh Triều Tiên – Hoa Kỳ có nội dung Hoa Kỳ và Triều Tiên sẽ cùng nhau nỗ lực thiết lập các quan hệ Mỹ – Triều mới phù hợp với nguyện vọng của nhân dân hai nước về hòa bình và thịnh vượng; Mỹ và Triều Tiên sẽ cùng nhau nỗ lực xây dựng một cơ chế hòa bình ổn định và dài lâu trên bán đảo Triều Tiên; Triều Tiên cam kết sẽ xúc tiến việc hoàn tất quá trình phi hạt nhân hóa bán đảo Triều Tiên; Mỹ và Triều Tiên cam kết sẽ tìm kiếm hài cốt của các tù nhân chiến tranh, bao gồm cả việc hồi hương ngay lập tức những trường hợp đã nhận diện được. Họ gặp nhau một lần nữa tại Hà Nội từ ngày 27 đến 28 tháng 2 năm 2019, nhưng không đạt được thỏa thuận. Vào ngày 30 tháng 6 năm 2019, Trump đã gặp Kim cùng với Moon Jae-in tại khu phi quân sự Triều Tiên.

#### Mô tả của truyền thông phương Tây
Theo tờ Telegraph (Anh) thì đời sống tại Triều Tiên và đặc biệt là các thông tin về nhà lãnh đạo Triều Tiên là chủ đề của nhiều tin đồn được lan truyền trên báo chí thế giới, chủ yếu là tin tiêu cực (nhất là khi tờ báo đăng tin là của Hàn Quốc). Báo chí trên thế giới đua nhau dựng chuyện "Kim Jong-un bị ám sát", hay việc HLV đội tuyển bóng đá Triều Tiên "đào tẩu tại World Cup 2010",... Những câu chuyện này sau đó được chứng minh là hoang đường, nhưng trước đó chúng đã được báo chí nước ngoài đăng tải, sau đó được lan tỏa nhanh chóng khắp thế giới (tờ báo này dịch lại, trích dẫn từ tờ báo kia mà chẳng hề biết kiểm chứng thông tin). Vì mục đích tuyên truyền chính trị hoặc câu khách, dường như báo chí nước ngoài đã quên mất những chuẩn mực tối thiểu của nghề làm báo khi đưa tin về Triều Tiên, tất cả chỉ biết vẽ ra những ấn tượng u ám cho người đọc về đất nước Triều Tiên.
Năm 1986, tờ báo Chosun Ilbo của Hàn Quốc đưa tin "Kim Nhật Thành bị bắn chết". Quân đội Hàn Quốc khi đó cũng khẳng định thông tin, cho biết Triều Tiên đã phát tin này trên loa phóng thanh ở biên giới. Tuy nhiên, lãnh đạo Kim Nhật Thành đã xuất hiện ngay sau đó vài giờ khi đón phái đoàn Mông Cổ tại sân bay Bình Nhưỡng.
Ngày 29 tháng 8 năm 2013, tờ báo Chosun Ilbo của Hàn Quốc dẫn "nguồn giấu tên từ Trung Quốc" rằng vào ngày 20 tháng 8 năm 2013, một đội hành quyết Triều Tiên xử tử "người tình cũ của Kim Jong-un" là ca sĩ Hyon Song-wol cùng 11 nghệ sĩ khác với lý do phạm luật cấm hành động khiêu dâm. Hoặc Nhật báo The Strait Times ở Singapore lấy tin tức từ Văn Hối Báo, tờ báo Hồng Kông số ra ngày 12 tháng 12 năm 2013, đưa tin rằng Jang Sung-taek bị Kim Jong Un hành quyết bằng cách cho chó xé thịt.
Theo Fox News (Mỹ) thì trong khi các câu chuyện kiểu như trên được loan truyền rộng rãi, không có phương tiện truyền thông lớn nào, bao gồm cả báo chí từ Hàn Quốc và Trung Quốc, hoặc các nguồn tin độc lập xác nhận những thông tin này. Sau đó, ngày 16 tháng 5 năm 2014, tờ NK News (Mỹ) đưa tin ca sĩ Hyon Song-wol xuất hiện trên truyền hình Triều Tiên khi cô tham gia các hội nghị quốc gia của các nghệ sĩ, chứng tỏ thông tin về vụ xử tử do báo Chosun Ilbo tung ra chỉ là bịa đặt. (đến năm 2018, chính Hyon Song-wol đã sang Hàn Quốc biểu diễn trong thế vận hội mùa đông). Sau này, người ta cũng khám phá ra rằng từ một bài viết châm biếm đăng trên một blog cá nhân ở Trung Quốc, báo Văn Hối đã "chế" thành một tin giật gân rằng chú dượng của nhà lãnh đạo Kim Jong-un đã bị hành quyết bằng một đàn chó đói. Báo chí bên ngoài Triều Tiên đa phần cũng chẳng biết gì về đất nước khá biệt lập này, khi đưa tin về Triều Tiên họ thường dựa vào một "nguồn tin giấu tên" vốn chẳng rõ là ai. Một số tờ báo Hàn Quốc như Daily NK và Rimjin-Gang thì tìm cách moi tin từ các nguồn giấu tên và khó có thể kiểm chứng độ xác thực; sau đó họ sẽ xào nấu ra nhiều câu chuyện dù phi lý vì rốt cục chẳng ai có thể kiểm chứng, xác minh câu chuyện mà họ đã đăng. Trong môi trường này, bất cứ điều gì phi lý nào cũng có thể được dựng thành chuyện: từ những câu chuyện giật gân về việc Kim Jong-un "hành quyết bạn gái cũ bằng súng cối" đến phẫu thuật thẩm mỹ để trông giống ông nội Kim Il-sung.
Tờ Daily Mail (Anh) đưa tin một số du khách tới từ nước ngoài sau khi tham quan Triều Tiên cho biết họ rất bất ngờ vì Triều Tiên mà họ thấy rất khác so với những cảnh quan cằn cỗi, người dân đói khổ, và quân đội kiểm soát được mô tả trên các phương tiện truyền thông quốc tế. Tại Hàn Quốc, luật an ninh chống Triều Tiên quy định: những ai tỏ thái độ ủng hộ hoặc ca ngợi Triều Tiên có thể bị phạt tới 7 năm tù giam, do đó bất cứ thông tin nào về thành tựu hoặc mặt tốt của Triều Tiên đều không được biết tới ở đây, tất cả những tin về Triều Tiên chỉ là nạn đói, ám sát, tử hình tập thể, tham nhũng,... Isaac Stone Fish từng châm biếm rằng: "Nếu bạn là một nhà báo Mỹ, bạn có thể viết gần như bất cứ điều gì bạn muốn về Triều Tiên, và mọi người sẽ công nhận đó là sự thật".:107
Năm 2014, một bản tin của Đài Á Châu Tự do loan báo Triều Tiên đang sử dụng một đạo luật bất thành văn, ép buộc sinh viên phải cắt tóc giống nhà lãnh đạo Kim Jong-un. Tuy nhiên, hãng tin uy tín AP (Mỹ) khẳng định đây chỉ là "tin đồn giàu tính tưởng tượng". Hãng tin này phỏng vấn hàng loạt du khách từng đặt chân đến Bình Nhưỡng, họ nói không hề có dấu hiệu 'kiểu tóc Kim Jong-un' bị bắt buộc ở đây. Hướng dẫn viên du lịch Simon Cockerell của Koryo Tours, chuyên đưa khách tham quan Triều Tiên nói "chắc chắn không có đạo luật nào như thế, đây là sự bịa đặt" khi trả lời phỏng vấn của AP. AP bình luận rằng câu chuyện kiểu tóc ở Triều Tiên "cũng giống như hàng loạt những chuyện kỳ quái về Triều Tiên được truyền thông nước ngoài đồn thổi".
Kể từ khi ông Kim Jong-un lên nắm quyền năm 2012, báo chí Hàn Quốc và thế giới tung ra nhiều tin về các vụ thanh trừng, xử tử và mất tích tại Triều Tiên, về sau được chứng minh là bịa đặt, ví dụ như:
- Năm 2015, báo chí Hàn Quốc đưa tin CHDCND Triều Tiên đã xử tử Bộ trưởng Quốc phòng Hyon Yong-Chol gây chấn động dư luận.[123] Tờ Yonhap (Hàn Quốc) đưa tin rằng cuộc xử tử này đã dùng cả pháo phòng không, trước mặt của hàng trăm người đại diện chính quyền.[124] Tuy nhiên, ngay ngày hôm sau, cơ quan tình báo Hàn Quốc đã sửa đổi lại thông điệp trên báo chí nước này, rằng ông Hyon đã bị thanh lọc nhưng có lẽ không bị xử tử[125][126] Triều Tiên đã lên án truyền thông Hàn Quốc lăng mạ lãnh đạo cấp cao nhất nước này với tin đồn bộ trưởng quốc phòng bị xử tử.[127]
- Tháng 3 năm 2015, tờ Korea Herald loan tin rằng Han Kwang-sang, giám đốc tài chính của Đảng Lao động Triều Tiên đã bị xử tử[128], nhưng đến tháng 10 năm 2015 tờ RT đưa tin ông Han Kwang-sang đã xuất hiện trên truyền thông khi thăm một trại thủy sản, cho thấy tin tức về vụ xử tử là bịa đặt.[129]
- Tháng 2 năm 2016, báo chí thế giới loan tin rằng Ri Yong-gil, Tổng tham mưu trưởng quân đội Triều Tiên đã bị xử tử vì vì cáo buộc "tham nhũng và kết bè cánh chính trị". Nhưng đến tháng 5 năm 2016, ông Ri Yong-gil lại có tên trong danh sách các thành viên mới được bầu của Ủy ban Trung ương Đảng Lao động Triều Tiên, uỷ viên dự khuyết Bộ Chính trị và uỷ viên Quân uỷ trung ương, cho thấy tin tức về vụ xử tử ông này cũng là bịa đặt.[130]
- Vào tháng 5 năm 2020, truyền thông Hàn Quốc đưa tin rằng chủ tịch Triều Tiên Kim Nhật Thành từng tuyên bố ông ta có thể dịch chuyển tức thời. Thực ra tin này đã cố ý xuyên tạc một bình luận của Kim vào năm 1945, trong đó, ông bình luận về đội du kích chống Nhật của mình đã "thoắt ẩn thoắt hiện" để tránh sự truy bắt của địch, chứ không hề nói về "dịch chuyển tức thời".[131]

### Quân sự
Quân đội Nhân dân Triều Tiên là một trong những lực lượng vũ trang lớn nhất trên thế giới với ước tính 1.280.000 quân nhân chính quy và 6.300.000 lính dự bị, bán quân sự. Với quân số chính quy đạt 5% dân số, Quân đội Nhân dân Triều Tiên có tổng quân số lớn thứ tư trên thế giới sau Trung Quốc, Ấn Độ và Hoa Kỳ. 20% đàn ông trong độ tuổi 17–54 phục vụ trong Quân đội Nhân dân Triều Tiên và ước tính một trên 25 công dân Triều Tiên là một quân nhân tại ngũ.

Quân đội Nhân dân Triều Tiên gồm năm quân chủng: Lục quân, Hải quân, Không quân, Đặc công và Quân Chiến lược. Ủy ban quân sự Trung ương Đảng lao động Triều Tiên và Bộ Quốc phòng nắm quyền chỉ huy Quân đội Nhân dân Triều Tjên.

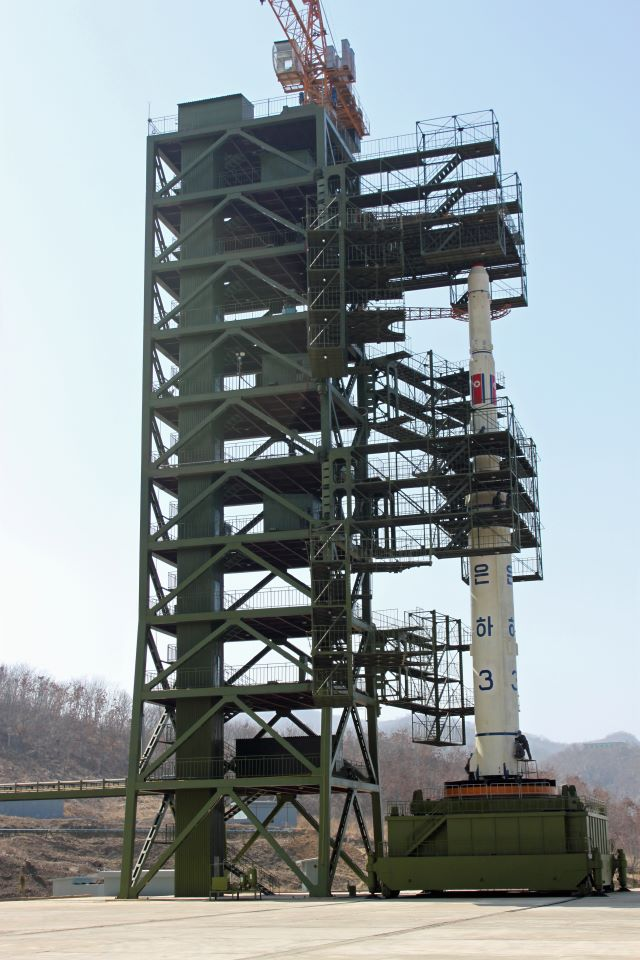
Bệ phóng tên lửa vũ trụ Unha-3, nơi đã phóng vệ tinh vũ trụ đầu tiên do Triều Tiên tự chế tạo năm 2012

Với chính sách tiên quân chính trị, quân đội trở thành một lực lượng chính trị quan trọng tại Triều Tiên. Mục tiêu cao nhất của Triều Tiên là đánh đuổi quân Mỹ và loại bỏ chính phủ Hàn Quốc để "thống nhất dân tộc Triều Tiên", do đó quân đội được ưu tiên cao nhất trong việc phân phối nguồn lực của đất nước. Theo một báo cáo năm 2019 thì chi phí quân sự của Triều Tiên khoảng 3,6 tỷ USD một năm chiếm 13,4 đến 23,3 phần trăm GDP của Triều Tiên.
Từ sau Đại hội Đảng Lao động Triều Tiên lần thứ 7 năm 2016, cơ quan cao nhất chịu trách nhiệm tối cao trực tiếp tất cả các vấn đề của Triều Tiên là Ủy ban Quốc vụ trực thuộc Hội đồng Nhân dân Tối cao, thành lập dựa trên cơ sở của Ủy ban Quốc phòng. Trước năm 2016, cơ quan cao nhất, thống lĩnh về mặt quân sự của Triều Tiên là Ủy ban Quốc phòng. Triều Tiên có trên 200.000 binh sĩ thuộc lực lượng hoạt động đặc biệt.
Chiến lược quân sự chính của Triều Tiên là cử các đặc nhiệm phá hoại và tấn công "kẻ thù" từ phía sau chiến tuyến. Vì Hàn Quốc đã lập một phòng tuyến mạnh sau vùng phi quân sự. Quân đội Triều Tiên được trang bị với một lượng vũ khí rất lớn với 4.060 xe tăng, 2.500 xe bọc thép chở quân, 17.900 pháo, 11.000 súng phòng không và 10.000 tên lửa phòng không và tên lửa chống tăng vác vai cho lực lượng bộ binh; khoảng 915 tàu chiến cho lực lượng hải quân, 1.748 máy bay cho lực lượng không quân, được biết có khoảng 480 tiêm kích và 180 máy bay ném bom. Ngoài ra Cộng hòa Dân chủ Nhân dân Triều Tiên còn có lực lượng đặc nhiệm thuộc hàng đông nhất thế giới cùng hạm đội tàu ngầm nhiều nhất. Các loại vũ khí này sản xuất từ Chiến tranh thế giới thứ hai cho đến Chiến tranh Lạnh cùng các vũ khí hiện đại sản xuất trong nước theo công nghệ của Liên Xô/Nga.

Tầm bắn của các loại tên lửa đạn đạo do Triều Tiên tự sản xuất

Ngoài ra, để đáp ứng với chiến lược chiến tranh phi đối xứng và chống trả các cuộc tấn công bằng vũ khí công nghệ cao của Mỹ, Triều Tiên đã phát triển các kỹ thuật tinh vi để khắc chế như thiết bị đánh lạc hướng điện tử, máy làm nhiễu GPS, sơn tàng hình, các loại tàu ngầm loại nhỏ, ngư lôi có người lái, một lượng lớn các loại vũ khí sinh học và hóa học cùng hệ thống laser chống người, máy bay không người lái, tên lửa chống hạm kiểu mới, tên lửa đạn đạo phóng từ tàu ngầm và cả các tin tặc của các "đơn vị tự động hóa', nơi có nhiệm vụ thu thập thông tin tình báo về chiến thuật và tấn công hệ thống công nghệ thông tin của các nước đối thủ như Mỹ hay Hàn Quốc khi cần.

#### Chương trình vũ khí hạt nhân
Triều Tiên là một quốc gia có vũ khí hạt nhân, nhưng không có thông tin chắc chắn về kho vũ khí hạt nhân của Triều Tiên. Tính đến  tháng 9 năm 2023, Triều Tiên ước tính có từ 40 đến 116 đầu đạn hạt nhân. Quân Chiến lược phụ trách triển khai vũ khí hạt nhân và ước tính có 1.000 tên lửa đạn đạo với tầm bắn lên đến 11.900 km (7.400 mi).

### Phân cấp hành chính
| Bản đồ |                                          | Tên                                      | Chosŏn'gŭl                               | Hạt hành chính                           |                                          |
| --- | ---------------------------------------- | ---------------------------------------- | ---------------------------------------- | ---------------------------------------- | ---------------------------------------- |
| Bình Nhưỡng Rason Nampo Pyongan Nam Hwanghae Bắc Hwanghae Nam Kangwon Hamgyong Nam Hamgyong Bắc Ryanggang Chagang Pyongan Bắc KaesongTrung Quốc Hàn QuốcHoàng Hải · (biển Tây Triều Tiên) vịnh Triều Tiên Biển Nhật Bản · (biển Đông Triều Tiên) | Thành phố trực thuộc-quản lý (chikhalsi) | Thành phố trực thuộc-quản lý (chikhalsi) | Thành phố trực thuộc-quản lý (chikhalsi) | Thành phố trực thuộc-quản lý (chikhalsi) | Thành phố trực thuộc-quản lý (chikhalsi) |
| Bình Nhưỡng Rason Nampo Pyongan Nam Hwanghae Bắc Hwanghae Nam Kangwon Hamgyong Nam Hamgyong Bắc Ryanggang Chagang Pyongan Bắc KaesongTrung Quốc Hàn QuốcHoàng Hải · (biển Tây Triều Tiên) vịnh Triều Tiên Biển Nhật Bản · (biển Đông Triều Tiên) | 1                                        | Bình Nhưỡng                              | 평양직할시                               | (Chung-guyok)                            |                                          |
| Bình Nhưỡng Rason Nampo Pyongan Nam Hwanghae Bắc Hwanghae Nam Kangwon Hamgyong Nam Hamgyong Bắc Ryanggang Chagang Pyongan Bắc KaesongTrung Quốc Hàn QuốcHoàng Hải · (biển Tây Triều Tiên) vịnh Triều Tiên Biển Nhật Bản · (biển Đông Triều Tiên) | Thành phố cấp đặc biệt (teukgeupsi)      |                                          |                                          |                                          |                                          |
| Bình Nhưỡng Rason Nampo Pyongan Nam Hwanghae Bắc Hwanghae Nam Kangwon Hamgyong Nam Hamgyong Bắc Ryanggang Chagang Pyongan Bắc KaesongTrung Quốc Hàn QuốcHoàng Hải · (biển Tây Triều Tiên) vịnh Triều Tiên Biển Nhật Bản · (biển Đông Triều Tiên) | 2                                        | Kaesong                                  | 개성특별시                               | Kaesong                                  |                                          |
| Bình Nhưỡng Rason Nampo Pyongan Nam Hwanghae Bắc Hwanghae Nam Kangwon Hamgyong Nam Hamgyong Bắc Ryanggang Chagang Pyongan Bắc KaesongTrung Quốc Hàn QuốcHoàng Hải · (biển Tây Triều Tiên) vịnh Triều Tiên Biển Nhật Bản · (biển Đông Triều Tiên) | Các thành phố đặc biệt (teukbyeolsi)     |                                          |                                          |                                          |                                          |
| Bình Nhưỡng Rason Nampo Pyongan Nam Hwanghae Bắc Hwanghae Nam Kangwon Hamgyong Nam Hamgyong Bắc Ryanggang Chagang Pyongan Bắc KaesongTrung Quốc Hàn QuốcHoàng Hải · (biển Tây Triều Tiên) vịnh Triều Tiên Biển Nhật Bản · (biển Đông Triều Tiên) | 3                                        | Rason                                    | 라선특별시                               | (Rajin-guyok)                            |                                          |
| Bình Nhưỡng Rason Nampo Pyongan Nam Hwanghae Bắc Hwanghae Nam Kangwon Hamgyong Nam Hamgyong Bắc Ryanggang Chagang Pyongan Bắc KaesongTrung Quốc Hàn QuốcHoàng Hải · (biển Tây Triều Tiên) vịnh Triều Tiên Biển Nhật Bản · (biển Đông Triều Tiên) | 4                                        | Nampo                                    | 남포특별시                               | (Waudo-guyok)                            |                                          |
| Bình Nhưỡng Rason Nampo Pyongan Nam Hwanghae Bắc Hwanghae Nam Kangwon Hamgyong Nam Hamgyong Bắc Ryanggang Chagang Pyongan Bắc KaesongTrung Quốc Hàn QuốcHoàng Hải · (biển Tây Triều Tiên) vịnh Triều Tiên Biển Nhật Bản · (biển Đông Triều Tiên) | Tỉnh (do)                                |                                          |                                          |                                          |                                          |
| Bình Nhưỡng Rason Nampo Pyongan Nam Hwanghae Bắc Hwanghae Nam Kangwon Hamgyong Nam Hamgyong Bắc Ryanggang Chagang Pyongan Bắc KaesongTrung Quốc Hàn QuốcHoàng Hải · (biển Tây Triều Tiên) vịnh Triều Tiên Biển Nhật Bản · (biển Đông Triều Tiên) | 5                                        | Pyongan Nam                              | 평안남도                                 | Pyongsong                                |                                          |
| Bình Nhưỡng Rason Nampo Pyongan Nam Hwanghae Bắc Hwanghae Nam Kangwon Hamgyong Nam Hamgyong Bắc Ryanggang Chagang Pyongan Bắc KaesongTrung Quốc Hàn QuốcHoàng Hải · (biển Tây Triều Tiên) vịnh Triều Tiên Biển Nhật Bản · (biển Đông Triều Tiên) | 6                                        | Pyongan Bắc                              | 평안북도                                 | Sinuiju                                  |                                          |
| Bình Nhưỡng Rason Nampo Pyongan Nam Hwanghae Bắc Hwanghae Nam Kangwon Hamgyong Nam Hamgyong Bắc Ryanggang Chagang Pyongan Bắc KaesongTrung Quốc Hàn QuốcHoàng Hải · (biển Tây Triều Tiên) vịnh Triều Tiên Biển Nhật Bản · (biển Đông Triều Tiên) | 7                                        | Chagang                                  | 자강도                                   | Kanggye                                  |                                          |
| Bình Nhưỡng Rason Nampo Pyongan Nam Hwanghae Bắc Hwanghae Nam Kangwon Hamgyong Nam Hamgyong Bắc Ryanggang Chagang Pyongan Bắc KaesongTrung Quốc Hàn QuốcHoàng Hải · (biển Tây Triều Tiên) vịnh Triều Tiên Biển Nhật Bản · (biển Đông Triều Tiên) | 8                                        | Hwanghae Nam                             | 황해남도                                 | Haeju                                    |                                          |
| Bình Nhưỡng Rason Nampo Pyongan Nam Hwanghae Bắc Hwanghae Nam Kangwon Hamgyong Nam Hamgyong Bắc Ryanggang Chagang Pyongan Bắc KaesongTrung Quốc Hàn QuốcHoàng Hải · (biển Tây Triều Tiên) vịnh Triều Tiên Biển Nhật Bản · (biển Đông Triều Tiên) | 9                                        | Hwanghae Bắc                             | 황해북도                                 | Sariwon                                  |                                          |
| Bình Nhưỡng Rason Nampo Pyongan Nam Hwanghae Bắc Hwanghae Nam Kangwon Hamgyong Nam Hamgyong Bắc Ryanggang Chagang Pyongan Bắc KaesongTrung Quốc Hàn QuốcHoàng Hải · (biển Tây Triều Tiên) vịnh Triều Tiên Biển Nhật Bản · (biển Đông Triều Tiên) | 10                                       | Kangwon                                  | 강원도                                   | Wonsan                                   |                                          |
| Bình Nhưỡng Rason Nampo Pyongan Nam Hwanghae Bắc Hwanghae Nam Kangwon Hamgyong Nam Hamgyong Bắc Ryanggang Chagang Pyongan Bắc KaesongTrung Quốc Hàn QuốcHoàng Hải · (biển Tây Triều Tiên) vịnh Triều Tiên Biển Nhật Bản · (biển Đông Triều Tiên) | 11                                       | Hamgyong Nam                             | 함경남도                                 | Hamhung                                  |                                          |
| Bình Nhưỡng Rason Nampo Pyongan Nam Hwanghae Bắc Hwanghae Nam Kangwon Hamgyong Nam Hamgyong Bắc Ryanggang Chagang Pyongan Bắc KaesongTrung Quốc Hàn QuốcHoàng Hải · (biển Tây Triều Tiên) vịnh Triều Tiên Biển Nhật Bản · (biển Đông Triều Tiên) | 12                                       | Hamgyong Bắc                             | 함경북도                                 | Chongjin                                 |                                          |
| Bình Nhưỡng Rason Nampo Pyongan Nam Hwanghae Bắc Hwanghae Nam Kangwon Hamgyong Nam Hamgyong Bắc Ryanggang Chagang Pyongan Bắc KaesongTrung Quốc Hàn QuốcHoàng Hải · (biển Tây Triều Tiên) vịnh Triều Tiên Biển Nhật Bản · (biển Đông Triều Tiên) | 13                                       | Ryanggang                                | 량강도                                   | Hyesan                                   |                                          |

| 20 cities or towns lớn nhất tại Bắc Triều Tiên 2008 Census | 20 cities or towns lớn nhất tại Bắc Triều Tiên 2008 Census | 20 cities or towns lớn nhất tại Bắc Triều Tiên 2008 Census | 20 cities or towns lớn nhất tại Bắc Triều Tiên 2008 Census | 20 cities or towns lớn nhất tại Bắc Triều Tiên 2008 Census | 20 cities or towns lớn nhất tại Bắc Triều Tiên 2008 Census | 20 cities or towns lớn nhất tại Bắc Triều Tiên 2008 Census | 20 cities or towns lớn nhất tại Bắc Triều Tiên 2008 Census | 20 cities or towns lớn nhất tại Bắc Triều Tiên 2008 Census | 20 cities or towns lớn nhất tại Bắc Triều Tiên 2008 Census |
|                                                            | Hạng                                                       | Tên                                                        | Phân cấp hành chính                                        | Dân số                                                     | Hạng                                                       | Tên                                                        | Phân cấp hành chính                                        | Dân số                                                     |                                                            |
| ---------------------------------------------------------- | ---------------------------------------------------------- | ---------------------------------------------------------- | ---------------------------------------------------------- | ---------------------------------------------------------- | ---------------------------------------------------------- | ---------------------------------------------------------- | ---------------------------------------------------------- | ---------------------------------------------------------- | ---------------------------------------------------------- |
| Bình Nhưỡng Hamhung                                        | 1                                                          | Bình Nhưỡng                                                | Thành phố Thủ đô Bình Nhưỡng                               | 3,255,288                                                  | 11                                                         | Sunchon                                                    | Pyongan Nam                                                | 297,317                                                    | Chongjin Nampo                                             |
| Bình Nhưỡng Hamhung                                        | 2                                                          | Hamhung                                                    | Hamgyong Nam                                               | 768,551                                                    | 12                                                         | Pyongsong                                                  | Pyongan Nam                                                | 284,386                                                    | Chongjin Nampo                                             |
| Bình Nhưỡng Hamhung                                        | 3                                                          | Chongjin                                                   | Hamgyong Bắc                                               | 667,929                                                    | 13                                                         | Haeju                                                      | Hwanghae Nam                                               | 273,300                                                    | Chongjin Nampo                                             |
| Bình Nhưỡng Hamhung                                        | 4                                                          | Nampo                                                      | Pyongan Nam                                                | 366,815                                                    | 14                                                         | Kanggye                                                    | Chagang                                                    | 251,971                                                    | Chongjin Nampo                                             |
| Bình Nhưỡng Hamhung                                        | 5                                                          | Wonsan                                                     | Kangwon                                                    | 363,127                                                    | 15                                                         | Anju                                                       | Pyongan Nam                                                | 240,117                                                    | Chongjin Nampo                                             |
| Bình Nhưỡng Hamhung                                        | 6                                                          | Sinuiju                                                    | Pyongan Nam                                                | 359,341                                                    | 16                                                         | Tokchon                                                    | Pyongan Nam                                                | 237,133                                                    | Chongjin Nampo                                             |
| Bình Nhưỡng Hamhung                                        | 7                                                          | Tanchon                                                    | Hamgyong Nam                                               | 345,875                                                    | 17                                                         | Kimchaek                                                   | Hamgyong Bắc                                               | 207,299                                                    | Chongjin Nampo                                             |
| Bình Nhưỡng Hamhung                                        | 8                                                          | Kaechon                                                    | Pyongan Nam                                                | 319,554                                                    | 18                                                         | Rason                                                      | Đặc khu kinh tế Rason                                      | 196,954                                                    | Chongjin Nampo                                             |
| Bình Nhưỡng Hamhung                                        | 9                                                          | Kaesong                                                    | Hwanghae Bắc                                               | 308,440                                                    | 19                                                         | Kusong                                                     | Pyongan Bắc                                                | 196,515                                                    | Chongjin Nampo                                             |
| Bình Nhưỡng Hamhung                                        | 10                                                         | Sariwon                                                    | Hwanghae Bắc                                               | 307,764                                                    | 20                                                         | Hyesan                                                     | Ryanggang                                                  | 192,680                                                    | Chongjin Nampo                                             |

## Kinh tế

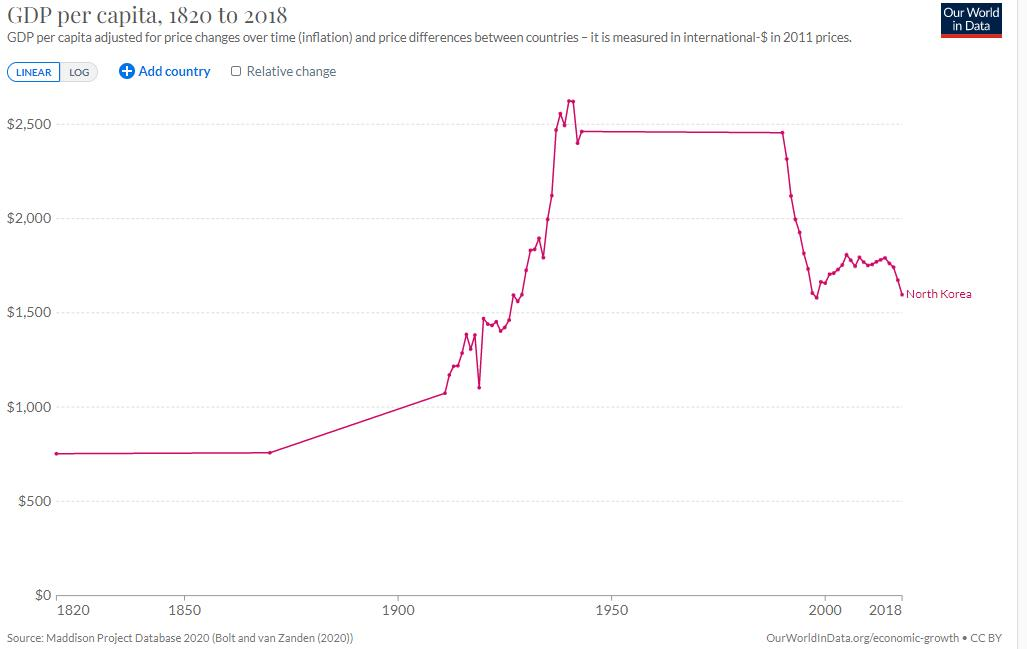
GDP bình quân đầu người của Triều Tiên, 1820–2018

Sau khi Liên Xô tan rã năm 1991, kinh tế Triều Tiên bắt đầu rơi vào khó khăn, tăng trưởng chững lại cho đến nay.
Kinh tế Triều Tiên là kinh tế công nghiệp gần như tự cung tự cấp do bị cấm vận với một nền kinh tế gần như hoàn toàn thuộc về chính phủ và phát triển theo kế hoạch nhà nước. Uỷ ban Kế hoạch Trung ương chuẩn bị, giám sát và thực hiện các kế hoạch kinh tế, trong khi một Văn phòng Tổng Công nghiệp tỉnh trong các khu vực chịu trách nhiệm về việc quản lý các cơ sở sản xuất địa phương, sản xuất, phân bổ nguồn lực và bán hàng.
Triều Tiên thi hành chính sách kinh tế "Songun", nghĩa đen là "quân sự trước tiên". Để tăng cường khả năng quốc phòng, ban lãnh đạo Triều Tiên tập trung nguồn lực quan trọng cho các mục đích quân sự. Theo đó, hơn 1/4 ngân sách nhà nước được chi cho quân đội. Điều này được thực hiện bất chấp thực tế phức tạp của thập niên 1990, khi nạn đói đã giết chết hàng chục, có thể, hàng trăm ngàn người dân thường.
Với việc Triều Tiên bị cấm vận và ra chính sách cô lập có nghĩa là việc giao dịch thương mại quốc tế cực kỳ hạn chế. Triều Tiên từng thông qua một đạo luật vào năm 1984 cho phép đầu tư nước ngoài thông qua các liên doanh nhưng không thu hút được đầu tư đáng kể. Năm 1991 Khu kinh tế đặc biệt Rajin-Sonbong được thành lập để thu hút đầu tư nước ngoài từ Nga và Trung Quốc. Các nhà đầu tư Trung Quốc đã xây dựng con một con đường từ Rason đến Trung Quốc và Nga đã xây dựng các tuyến đường sắt nối vào tuyến đường sắt xuyên Siberi.
Đến năm 1998 Liên Hợp Quốc đã ra báo cáo về HDI và GDP bình quân đầu người của Triều Tiên, các số liệu cho thấy Triều Tiên đứng ở mức trung bình của chỉ số phát triển con người với 0,766 (xếp hạng 75/180 nước) và GDP bình quân đầu người là $4.058. Lương trung bình cho một người là $47 một tháng. Mặc dù gặp các vấn đề lớn về kinh tế, chất lượng cuộc sống đang được cải thiện và mức lương tăng lên đều đặn. Từ năm 2002, chính phủ Triều Tiên đã bắt đầu cho phép một số chợ được hoạt động, nhưng có thông tin cho rằng có nhiều ràng buộc như phụ nữ dưới 49 tuổi không được phép buôn bán. Một số hàng hóa cũng được liệt vào quốc cấm (như phim Hàn Quốc). Thị trường tư nhân quy mô nhỏ, được gọi là "jangmadang" bắt đầu hình thành trên cả nước để nhập khẩu thực phẩm và các hàng hóa khác nhau, từ mỹ phẩm đến xe máy cung cấp cho dân với để đổi lấy tiền. Trong năm 2009, chính phủ thực hiện một cuộc đổi tiền lớn để hạn chế hoạt động của chợ đen trên khắp đất nước, nhưng thất bại, gây ra lạm phát tỷ lệ tăng vọt và cuối cùng dẫn đến việc dỡ bỏ lệnh cấm thị trường tự do. Triều Tiên thay đổi tiền mới bằng cách gạch bỏ 2 số "0" ở tờ tiền cũ (1000 won trở thành 10 won). Người ta cho rằng việc đổi tiền này nhằm làm lộ ra lượng tài sản mà mỗi công dân có.
Khẩu phần thực phẩm, nhà ở, y tế và giáo dục được cung cấp miễn phí từ nhà nước và việc nộp thuế thu nhập đã bị bãi bỏ từ ngày 01 tháng 4 năm 1974. Để tăng năng suất nông nghiệp và công nghiệp, kể từ những năm 1960 chính phủ Triều Tiên đã thử áp dụng một số hệ thống quản lý như hệ thống làm việc Taean. Hiện tại tăng trưởng GDP của Triền Tiên chậm nhưng ổn định. Mặc dù trong những năm gần đây tốc độ tăng trưởng đã dần dần tăng tốc lên với 3,7% trong năm 2008 tốc độ nhanh nhất trong gần một thập kỷ, phần lớn là do một sự tăng trưởng mạnh 8,2% trong lĩnh vực nông nghiệp.
| 2000 | 2001 | 2002 | 2003 | 2004 | 2005 | 2006 | 2007 | 2008 | 2009 |
| ---- | ---- | ---- | ---- | ---- | ---- | ---- | ---- | ---- | ---- |
| 1.3% | 3.7% | 1.2% | 1.8% | 2.2% | 1.0% | 1.6% | 1.8% | 3.7% | 3.7% |

Dựa trên các ước tính vào năm 2002, ngành chiếm ưu thế trong nền kinh tế Triều Tiên là ngành công nghiệp (43,1%) theo sau bởi các ngành dịch vụ (33,6%) và nông nghiệp (23,3%). Năm 2004, người ta ước tính rằng nông nghiệp sử dụng 37% lực lượng lao động trong khi ngành công nghiệp và dịch vụ sử dụng 63% còn lại.

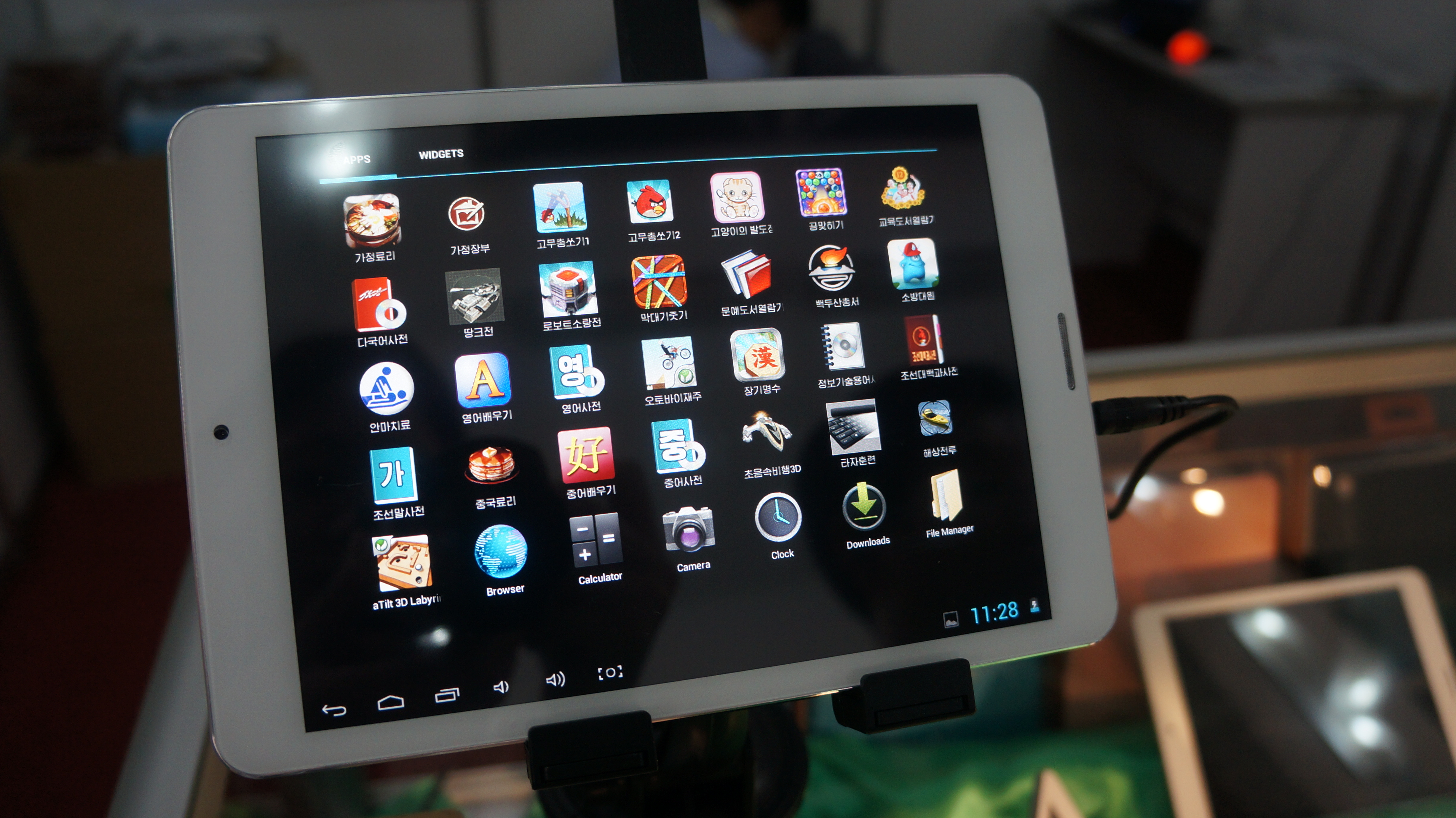
Máy tính bảng do Triều Tiên tự chế tạo

Ngành công nghiệp chính bao gồm các sản phẩm quân sự, chế tạo máy, điện, hóa chất, khai thác mỏ, luyện kim, dệt may, chế biến thực phẩm và du lịch. Khai thác và chế biến quặng sắt cùng than là lĩnh vực mà Triều Tiên thực hiện tốt hơn so với Hàn Quốc – Triều Tiên khai thác và sản xuất với sản lượng lớn hơn 10 lần cho mỗi loại hàng hóa. Từ năm 1999, Triều Tiên đã xác định những ngành kinh tế mũi nhọn cần phải tập trung thúc đẩy xây dựng là điện lực, khai thác than, công nghiệp luyện kim, vận tải đường sắt và chế tạo cơ khí, cố gắng giải quyết ba vấn đề lớn là tăng cường sản xuất điện, sản xuất công nghiệp ở trình độ cao và nâng cao mức sống của nhân dân. Triều Tiên xác định phải nhanh chóng nâng cao trình độ hiện đại hóa khoa học công nghệ, đổi mới công tác quản lý trong lĩnh vực này, tăng cường đầu tư cho khoa học công nghệ, tạo điều kiện sống và làm việc tốt nhất cho đội ngũ cán bộ khoa học kỹ thuật, có chiến lược đào tạo phát triển lực lượng này. Trước mắt là phát triển ngành sản xuất điện tử, sinh học, xây dựng các nhà máy tự động hóa và công nghiệp chế tạo máy vi tính. Lãnh đạo Triều Tiên kêu gọi các ngành tích cực áp dụng những thành tựu khoa học công nghệ tiên tiến nhất, đặc biệt công nghệ thông tin hiện đại trong các dây chuyền sản xuất khắp cả nước, được gọi là "Công nghệ cao hóa".
Về nông nghiệp, năm 2005, FAO đã xếp Triều Tiên đứng hạng 10 trong sản lượng thu hoạch trái cây tươi và đứng thứ 19 về sản lượng táo. Triều Tiên đứng thứ 18 trong các nước sản xuất sắt và kẽm nhiều nhất sau, hạng 22 về than. Ngoài ra Triều Tiên còn đứng hạng 15 về sản xuất fluorit, 12 về đồng và muối tại châu Á. Các nguồn tài nguyên thiên nhiên lớn khác trong sản xuất bao gồm chì, wolfram, than chì, magiê, vàng, pyrit, fluorit và thủy điện.

### Cơ sở hạ tầng

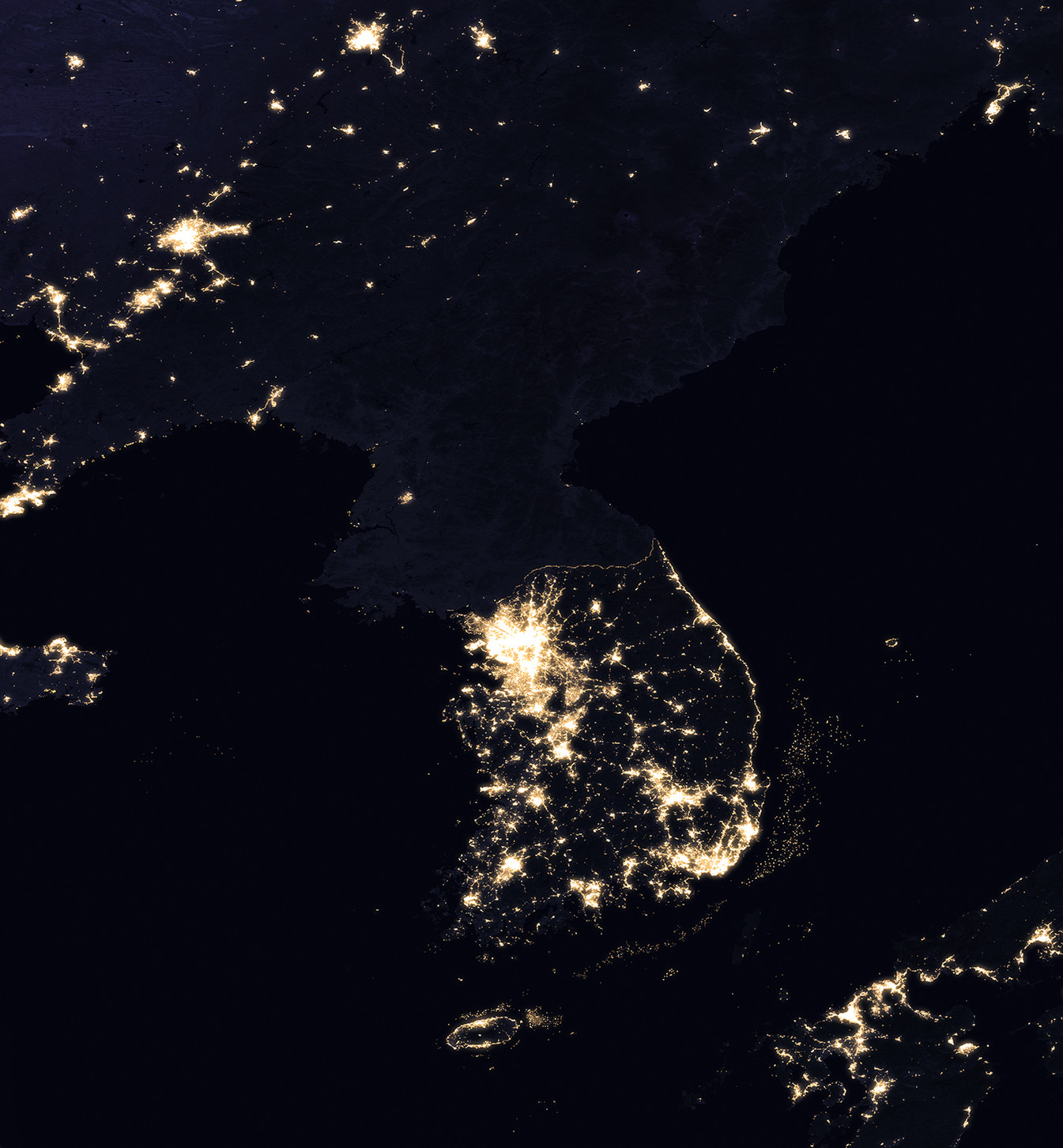
Bức ảnh vệ tinh của bán đảo Triều Tiên về đêm, cho thấy lãnh thổ Bắc Triều Tiên gần như chìm trong bóng tối, với chỉ một điểm sáng nhỏ là ở thủ đô Bình Nhưỡng.

Cơ sở hạ tầng năng lượng của Bắc Triều Tiên đã lỗi thời và trong tình trạng hư hỏng. Tình trạng thiếu điện là thường xuyên và sẽ không được giảm bớt ngay cả khi nhập khẩu điện vì lưới điện được bảo trì kém gây ra tổn thất đáng kể trong quá trình truyền tải. Than chiếm 70% sản lượng năng lượng sơ cấp, tiếp theo là thủy điện với 17%. Chính phủ dưới thời Kim Jong-un đã tăng cường nhấn mạnh vào các dự án năng lượng tái tạo như trang trại gió, công viên năng lượng mặt trời, sưởi ấm mặt trời và sinh khối. Một bộ các quy định pháp lý được thông qua vào năm 2014 đã nhấn mạnh sự phát triển của năng lượng địa nhiệt, gió và mặt trời cùng với tái chế và bảo tồn môi trường. Mục tiêu dài hạn của Triều Tiên là hạn chế sử dụng nhiên liệu hóa thạch và đạt sản lượng 5 triệu kilowatt từ các nguồn tái tạo vào năm 2044, so với tổng số 430.000 kilowatt hiện tại từ tất cả các nguồn. Năng lượng gió được dự kiến sẽ đáp ứng 15% tổng nhu cầu năng lượng của đất nước theo chiến lược này. Theo số liệu của cơ quan năng lượng quốc tế vào năm 2015, thủy điện chiếm 73% tổng sản lượng điện do Triều Tiên sản xuất. Tiêu thụ điện bình quân trên đầu người ước đạt 0.46 MWh, chỉ bằng 1/20 so với Hàn Quốc. Thống kê của Ngân hàng Thế giới (WB) cũng chỉ ra rằng chỉ có 30% người Triều Tiên được sử dụng điện.

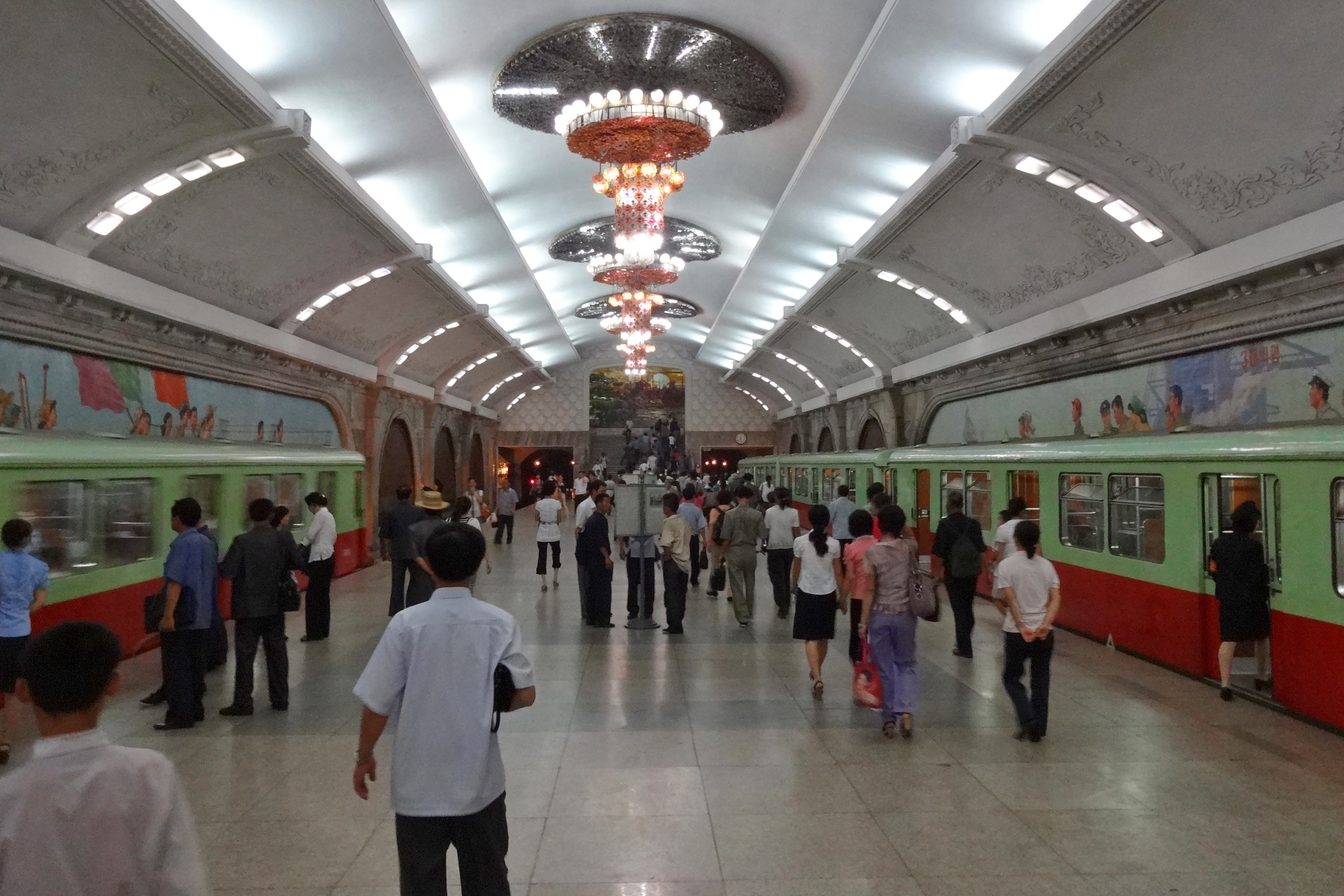
Tàu điện ngầm Bình Nhưỡng có chức năng tránh bom

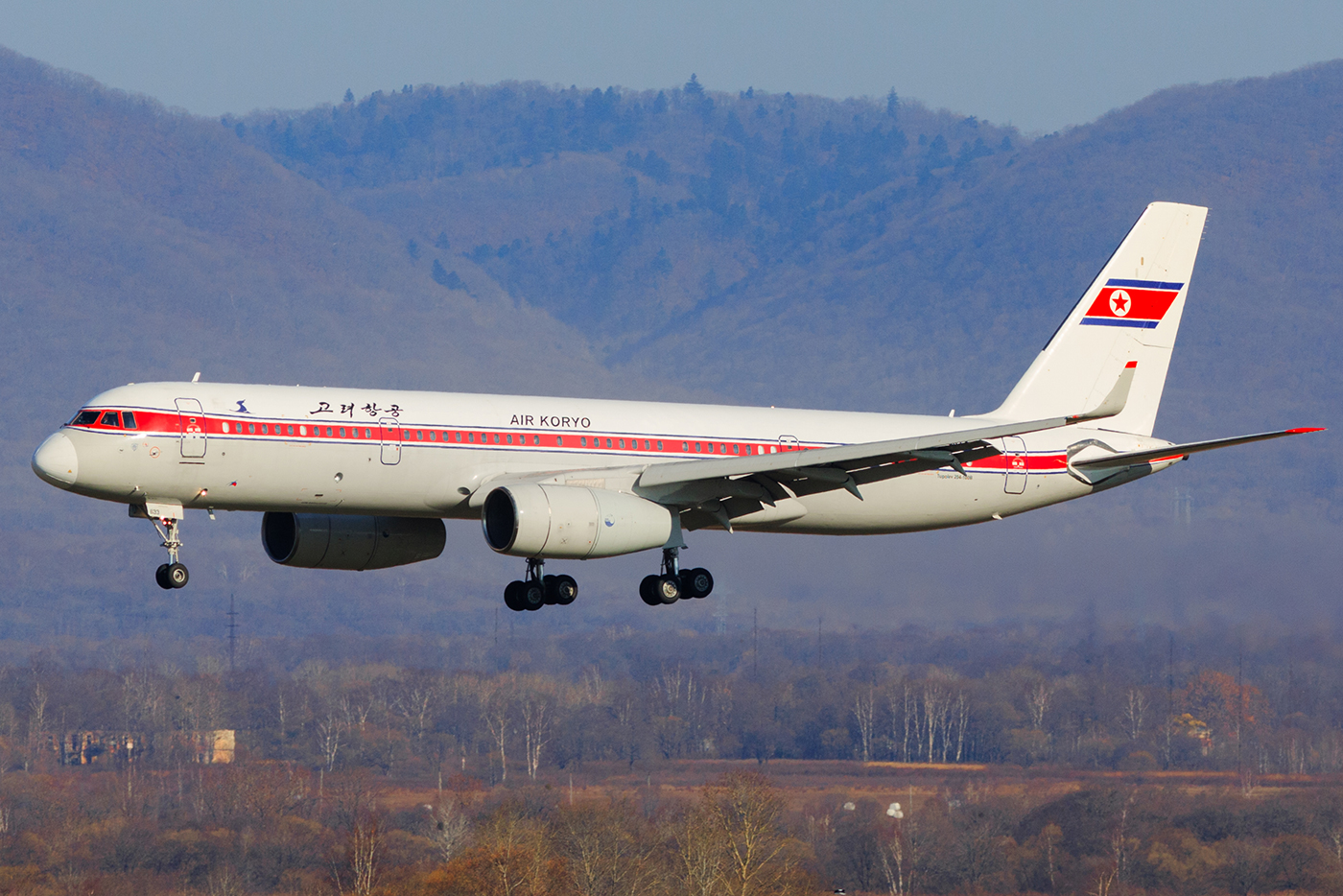
Tupolev Tu-204 của hãng Air Koryo ở sân bay quốc tế Vladivostok

Cơ sở hạ tầng giao thông bao gồm đường sắt, đường cao tốc, đường thủy và đường hàng không, nhưng vận tải đường sắt là phổ biến nhất. Triều Tiên có khoảng 5.200 km đường sắt chủ yếu theo khổ tiêu chuẩn, chiếm 80% lưu lượng hành khách hàng năm và 86% vận chuyển hàng hóa, nhưng tình trạng thiếu điện làm giảm hiệu quả của chúng. Việc xây dựng tuyến đường sắt cao tốc nối Kaesong, Bình Nhưỡng và Sinuiju với tốc độ vượt quá 200 km/h đã được phê duyệt vào năm 2013. Bắc Triều Tiên kết nối với tuyến đường sắt xuyên Sibir qua Rajin.
Giao thông đường bộ rất hạn chế, chỉ có 724 km trong mạng lưới đường 25,554 km được trải nhựa, và việc bảo trì trên hầu hết các tuyến đường đều kém.. Đến năm 2015, vẫn chỉ có 6% tuyến đường bộ tại Triều Tiên được trải nhựa, trong khi tỷ lệ này của Hàn Quốc là 91% . Các tuyến đường bộ cũng rất ít xe cộ qua lại. Trên đường cao tốc nối liền Bình Nhưỡng và thành phố biên giới Kaesong, người dân có thể thoải mái đi bộ giữa đường vì xe cộ vắng vẻ. Đường cao tốc rộng nhưng vắng đến mức một ô tô có thể có tới 10 làn để đi.
Chỉ có 2% năng lực vận chuyển hàng hóa được hỗ trợ bởi vận tải đường sông và đường biển, và giao thông hàng không là không đáng kể. Tất cả các cảng đều không bị đóng băng vào mùa đông và có một đội tàu gồm 158 tàu. Tám mươi hai sân bay và 23 sân bay trực thăng đang hoạt động và chủ yếu phục vụ hãng hàng không quốc gia Air Koryo. Ô tô là tương đối hiếm do quyền sở hữu ô tô bị hạn chế nghiêm ngặt ở Triều Tiên, chỉ ưu tiên người trong quân đội, ngành công nghiệp xây dựng và trung thành nhất với chính phủ. Xe đạp là phương tiện cá nhân phổ biến nhất ở Triều Tiên.
Dù không được đánh giá cao về cơ sở hạ tầng, thủ đô Bình Nhưỡng của Triều Tiên có hệ thống tàu điện ngầm đã được xây dựng vào năm 1966 dưới thời Kim Nhật Thành, hiện có 2 tuyến tàu và 16 trạm đang hoạt động. Đây là một trong những hệ thống tàu điện ngầm sâu nhất thế giới với độ sâu tối đa là 200 m dưới lòng đất, độ sâu trung bình cũng lên tới 100 m, ở một số đoạn đường núi sâu 150 m. Bên cạnh mục đích đi lại, nơi đây có thể trở thành hầm trú bom trong trường hợp khẩn cấp. Chính phủ đang tiến hành mở rộng hệ thống tàu điện ngầm. Ít nhất ba nhà ga mới đã được hoàn tất vào năm 2018, một trong số đó nằm ở phía tây Cung Thiếu nhi ở nam Bình Nhưỡng.

## Nhân khẩu

### Dân số

Tuổi thọ trung bình của Triều Tiên (đỏ) và Hàn Quốc (xanh)

Dân số của Triều Tiên ước tính là 25.549.604 người vào năm 2022 so với 10,9 triệu người vào năm 1961. Thành phần dân tộc của Triều Tiên là đồng nhất, ngoại trừ một cộng đồng người Hoa và người Nhật nhỏ. Vào thế kỷ 20, các chuyên gia nhân khẩu dự đoán rằng dân số của Triều Tiên sẽ tăng lên 25,5 triệu người vào năm 2000 và 28 triệu người vào năm 2010, nhưng nạn đói Bắc Triều Tiên từ năm 1995 đến năm 1998 làm chậm tốc độ tăng dân số và dẫn tới từ 240.000 người đến 420.000 người tử vong.
Sau nạn đói, tốc độ tăng dân số giảm xuống 0,9% vào năm 2002 và chạm mức 0,5% vào năm 2014. Những yếu tố khác làm giảm tốc độ tăng dân số bao gồm kết hôn muộn do thực hiện nghĩa vụ quân sự, không gian nhà ở giới hạn và thời gian lao động, học tập chính trị. Sinh suất của Triều Tiên là 14,5/1.000 dân vào năm 2014. Hai phần ba số hộ gia đình là đại gia đình sinh sống trong nhà ở hai phòng. Gần như tất cả mọi người đều kết hôn và việc ly hôn cực kỳ hiếm.

### Tôn giáo
Tôn giáo tại Triều Tiên
Triều Tiên chính thức là một nhà nước vô thần. Hiến pháp đảm bảo quyền tự do tôn giáo nhưng cấm sử dụng tôn giáo để "gây tổn hại cho Nhà nước hoặc trật tự xã hội". Trên thực tế, quyền tự do tôn giáo bị hạn chế nghiêm trọng. Hoạt động truyền giáo bị Nhà nước cấm nhằm ngăn chặn ảnh hưởng của nước ngoài. Từ thập niên 1980 đến đầu thập niên 2000, số lượng Kitô hữu đi lễ nhà thờ tăng gấp đôi, trước đó chỉ thờ phượng một cách riêng tư hoặc tại những hội thánh tại gia.
Triều Tiên có chung di sản Phật giáo và Khổng giáo với Hàn Quốc trong lịch sử xa xưa và Thiên Chúa giáo cùng các phong trào Thiên Đạo giáo (천도교, Ch'ŏndogyo) gần đây. Theo báo Le Monde, đầu thế kỷ XX, Triều Tiên từng là nơi phúc âm được truyền bá mạnh nhất châu Á, chỉ sau Philippines. Sau khi miền bắc Triều Tiên thuộc quyền kiểm soát của chính quyền cộng sản vào năm 1945, một bộ phận trong tổng số 200.000 người Thiên chúa giáo (57.000 người Công giáo) di tản sang Hàn Quốc. Những tín đồ còn trụ lại bị tập trung vào một Liên đoàn Thiên chúa giáo, do một mục sư điều hành. Nhân vật này là anh em họ với mẹ của cố lãnh đạo Kim Il-sung, người sáng lập ra Cộng hòa Dân chủ Nhân dân Triều Tiên. Hiện nay tại thủ đô Triều Tiên chỉ còn bốn nhà thờ, nhà thờ chính tòa Jangchoong của người Công giáo, hai nhà thờ Tin lành và một nhà thờ Chính thống giáo, được nhà nước phê chuẩn cho tồn tại, mà những người ủng hộ tự do tôn giáo cho là có để trưng ra cho những vị khách nước ngoài. Người phụ trách việc thờ phượng do chính quyền Bình Nhưỡng bổ nhiệm. Theo số liệu chính thức, có 4.000 tín đồ Công giáo và 11.000 người Tin lành, trong tổng dân số 20 triệu người. Các hoạt động Thiên chúa giáo và Tin Lành, do trái ngược với quan điểm chính trị của Đảng Lao động, bị hạn chế nghiêm ngặt.
Theo một danh sách xếp hạng do tổ chức Open Doors ("Những Cánh Cửa Mở") đưa ra, Triều Tiên bị cho là nước ngược đãi ghê gớm nhất đối với những người Thiên chúa giáo trên thế giới.

### Ngôn ngữ
Tiếng Bắc Triều Tiên chuẩn là ngôn ngữ tiêu chuẩn của tiếng Hàn Quốc tại Triều Tiên, có một số khác biệt so phương ngữ Seoul của Hàn Quốc. Triều Tiên gọi phương ngữ của mình là "tiếng văn hóa" (Munhwaŏ) và chỉ trích phương ngữ Seoul là suy đồi vì vay mượn từ trong tiếng Trung Quốc và các ngôn ngữ châu Âu (đặc biệt là tiếng Anh). Các từ mượn từ tiếng Trung Quốc, tiếng Mãn Châu hoặc phương Tây và Hanja đều bị loại bỏ. Bảng chữ cái tiếng Hàn được gọi là Chosŏn'gŭl ở Triều Tiên.
Thực tế, sau hàng chục năm bị phân liệt, ngôn ngữ của hai miền Nam Bắc đã phát triển theo hai hướng rất khác nhau. Theo các chuyên gia, số từ vựng mà cả hai bên cùng hiểu được chỉ chiếm khoảng 70%. Xã hội khép kín của Bắc Triều Tiên khiến ngôn ngữ của họ đã thay đổi rất ít kể từ khi bán đảo bị chia cắt từ sau chiến tranh thế giới thứ hai. Trong khi đó, ngôn ngữ Hàn Quốc đã phát triển, đa dạng hơn nhiều do tiếp xúc với các nền văn hóa và công nghệ bên ngoài. Trong khi người Hàn Quốc có xu hướng sử dụng ngày càng nhiều từ vay mượn của tiếng nước ngoài thì một số từ ngữ của người Triều Tiên lại mang tính nhạy cảm chính trị. Điều này khiến ngôn ngữ miền Bắc ít có từ mượn tiếng Anh hơn so với nước láng giềng.
Việc La tinh hoá chữ viết cũng có khác biệt. Triều Tiên tiếp tục sử dụng hệ Latin hoá tiếng Triều Tiên của McCune-Reischauer trong khi đó miền Nam dùng phiên bản đã sửa đổi.

### Giáo dục

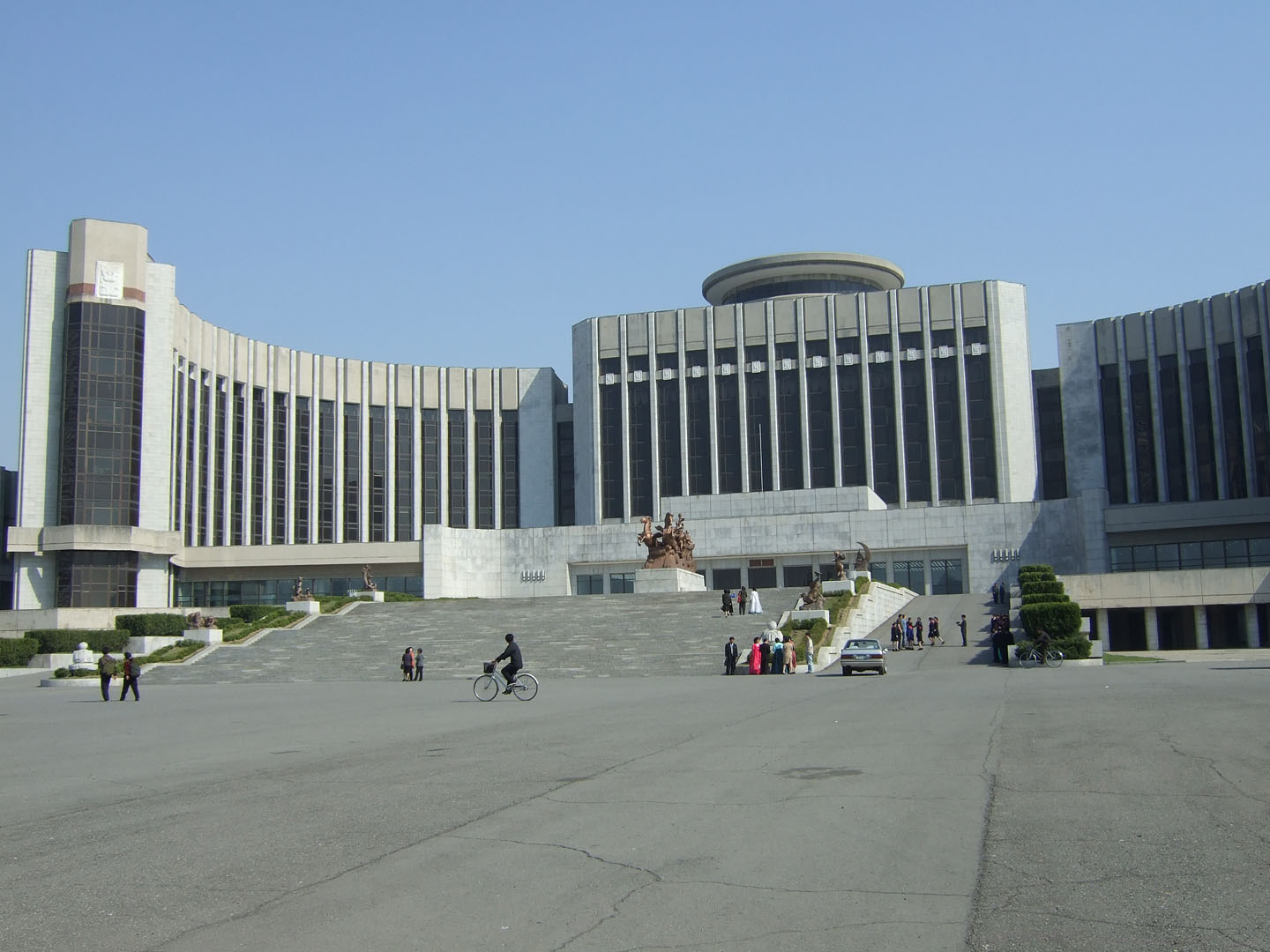
Cung Thiếu nhi Mangyondae tại Bình Nhưỡng

Giáo dục tại Triều Tiên là miễn phí bắt buộc cho đến trung học, các trường trước đầu những năm 1990 có phát đồng phục miễn phí cho học sinh. Cách giáo dục áp dụng khả năng nghiệm suy để học sinh tích cực trong việc phát triển tính độc lập và sáng tạo của mình. Giáo dục bắt buộc kéo dài mười một năm, bao gồm một năm mẫu giáo, bốn năm giáo dục tiểu học và sáu năm giáo dục trung học. Khoảng năm 2012, Triều Tiên cải cách giáo dục sang chế độ 12 năm, bao gồm: một năm mẫu giáo, năm năm giáo dục tiểu học, ba năm giáo dục trung học cơ sở và ba năm giáo dục trung học phổ thông. Khai giảng năm học mới vào ngày 1 tháng 4 hàng năm, do đó các năm học cũ phải kết thúc trước tháng 3.

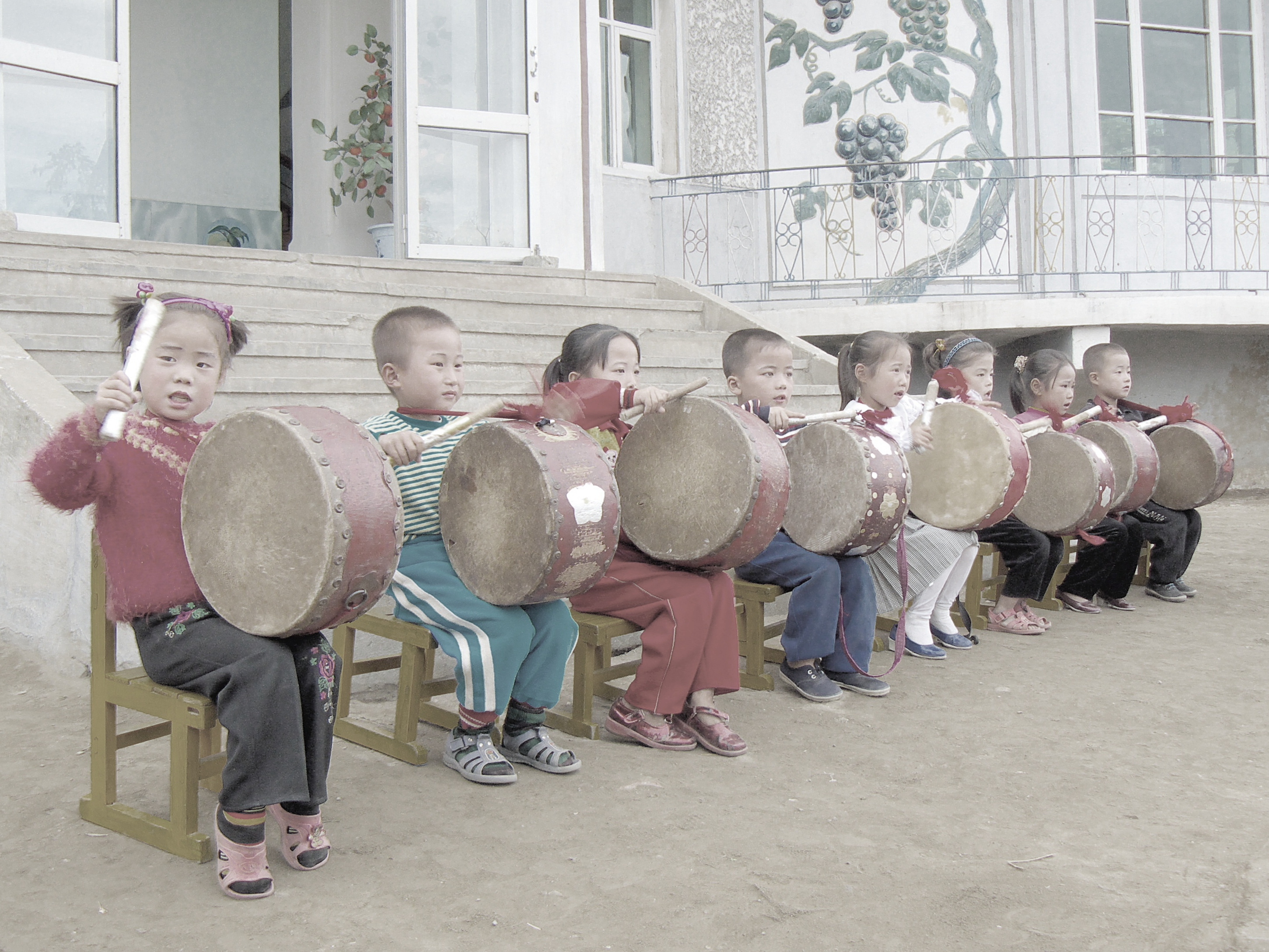
Một nhà trẻ ở Wonsan

Hơn 8 phần trăm của chương trình học là về "Chủ tịch Vĩ đại Kim Nhật Thành" và "Đạo đức Cộng sản". Ở trung học, các môn học "Chủ tịch Vĩ đại Kim Nhật Thành", "Đạo đức Cộng sản", và "Cương lĩnh Đảng Cộng sản" chỉ chiếm 5,8 phần trăm. Những bài học môn Tiếng Triều Tiên có những đầu đề như "Kim Chính Nhật đang xem ảnh", học sinh mẫu giáo được học các bài "Tuổi thơ của nguyên soái Kim".
Cao học không bắt buộc tại Triều Tiên. Nó chia thành hai hệ thống: học tập giáo dục đại học và học giáo dục đại học để tiếp tục học cao hơn. Học tập giáo dục đại học bao gồm ba loại trường đại học, trung học chuyên nghiệp, và trường kỹ thuật. Tốt nghiệp thạc sĩ và nghiên cứu cấp tiến sĩ thuộc về trường đại học, hai trường đại học đáng chú ý Triều Tiên là Đại học Kim Il-sung và Đại học Khoa học và Công nghệ Bình Nhưỡng cả hai đều ở Bình Nhưỡng.

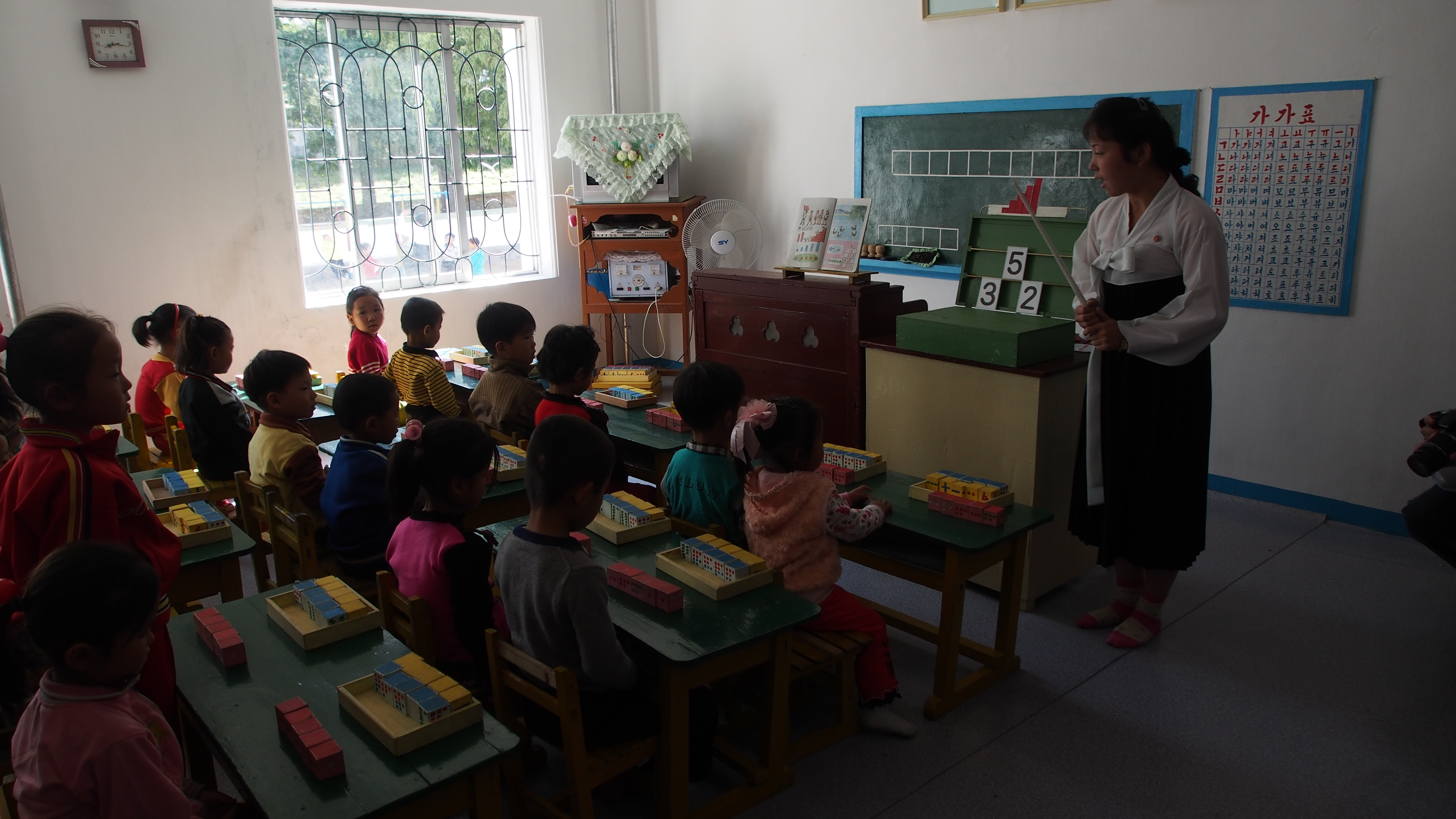
Một lớp học ở Chongsan

Trường Đại học Kim Nhật Thành gồm nhiều khoa như: kinh tế, lịch sử, triết học, luật, tiếng nước ngoài, văn học, địa lý, vật lý, toán, hóa, năng lượng hạt nhân, sinh học, và khoa học máy tính. Để bắt kịp thời đại thông tin, sinh viên đại học nào có tài về máy tính sẽ được miễn nhiều môn như lý, hóa, sinh, trừ môn học chính và môn "Lịch sử cách mạng của Kim Nhật Thành và Kim Chính Nhật". Thư viện trung ương của Triều Tiên có đến 20 phòng đọc, 14 phòng học và 3 triệu đầu sách.
Bởi vì sự nhấn mạnh vào việc giáo dục liên tục cho tất cả các thành viên của xã hội nên việc giáo dục học tập khi trưởng thành hoặc làm việc nghiên cứu luôn được hỗ trợ tích cực. Trên thực tế, tất cả mọi người trong nước tham gia trong một số hoạt động giáo dục, thường là dưới hình thức "nhóm nghiên cứu nhỏ". Đầu những năm 1990, người dân ở các vùng nông thôn đã được tổ chức vào "gia đình năm người", những nhóm này có chức năng giáo dục và giám sát. Nhân viên văn phòng và nhà máy có hai giờ để "học thêm" sau khi làm việc mỗi ngày về các chủ đề chính trị và kỹ thuật. Các "nhà máy của kiến thức" được mở cho các công nhân học thêm các kỹ năng mới mà không cần phải nghỉ việc. Học sinh làm việc bán thời gian, nghiên cứu vào buổi tối, hoặc có những khóa học ngắn hạn chuyên sâu, có thể nghỉ làm việc trong một tháng hoặc lâu hơn. Các "nông trang của kiến thức" cũng được mở nơi lao động nông thôn có thể học để trở thành kỹ sư và trợ lý kỹ sư. Đối với công nhân và nông dân không nhận được giáo dục phổ thông thì có "trường học cho người lao động" và "trường dạy nghề cấp cao người lao động", mặc dù đến cuối những năm 1990 những nhóm này không còn quan trọng nhưng vẫn tồn tại.
Xã hội Triều Tiên nhìn chung là xã hội học tập và thăng tiến chủ yếu dựa trên tài năng và mức độ cống hiến. Khu chung cư cao cấp ở trung tâm Bình Nhưỡng được phân miễn phí cho các giáo sư Đại học Kim Nhật Thành, các vận động viên đạt thành tích cao, nhà khoa học, các văn nghệ sĩ, người lao động đạt thành tích xuất sắc... Tại Thư viện Kim Nhật Thành trong tòa nhà 11 tầng vào một ngày có khoảng 5-7000 sinh viên, cán bộ đến học tập, nghiên cứu. Tại trường chuyên phổ thông có đầy đủ tiện nghi của một trường tiên tiến với các giảng đường hiện đại và khu thể thao phức hợp dành cho học sinh xuất sắc để đào tạo các em trở thành những kỹ sư, nhà nghiên cứu chất lượng.
Triều Tiên có tỷ lệ dân số biết chữ trung bình là trên 99%. Dù kinh tế còn khó khăn nhưng Triều Tiên có rất nhiều thành tựu về khoa học kỹ thuật và công nghệ quân sự, họ có thể tự chế tạo từ điện thoại di động, máy tính bảng cho tới máy bay không người lái, xe tăng, tàu ngầm, tên lửa đạn đạo tầm xa, tự phóng vệ tinh lên vũ trụ... và thử thành công bom nguyên tử.

### Y tế

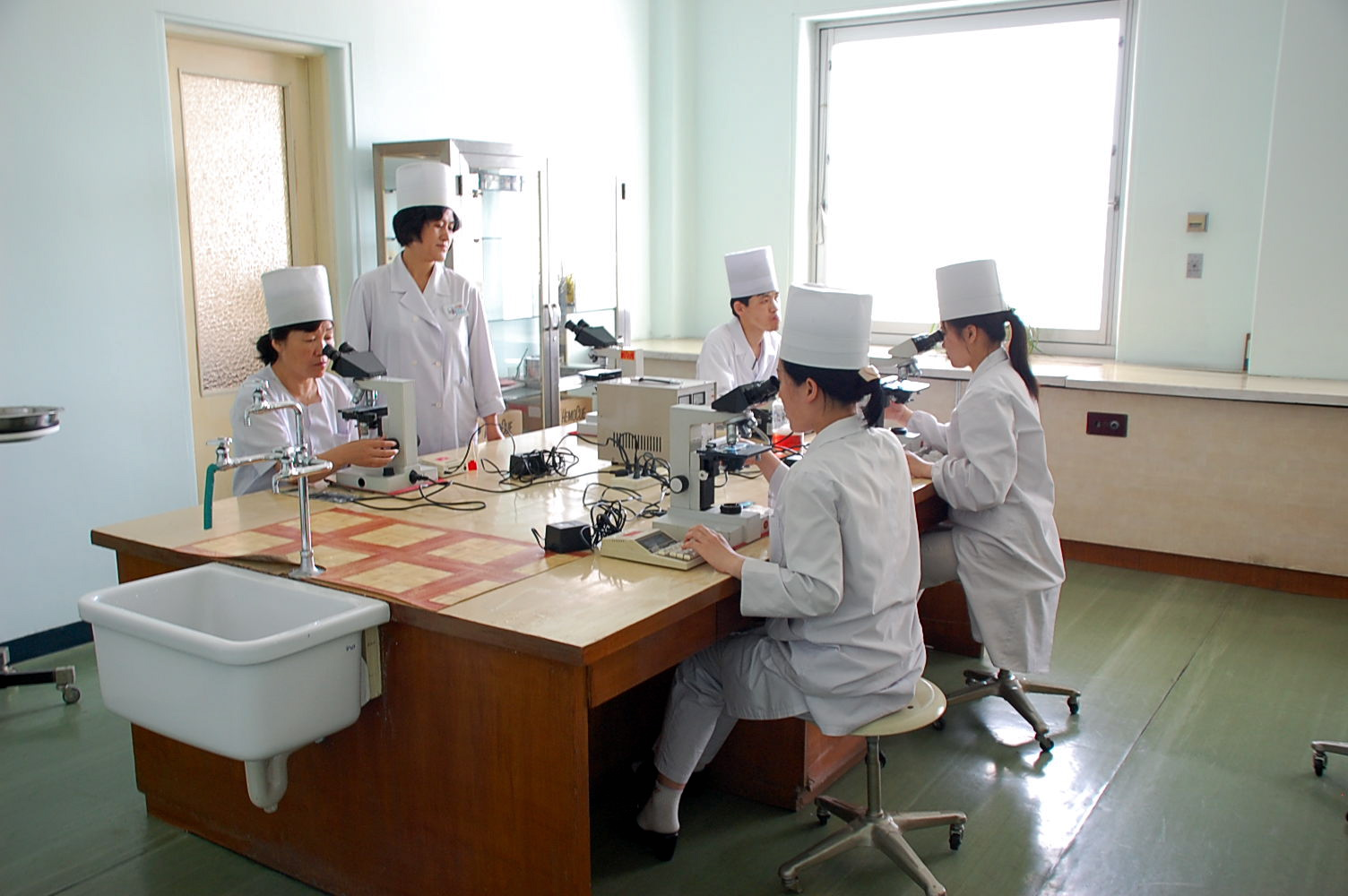
Bên trong bệnh viện tại Bình Nhưỡng

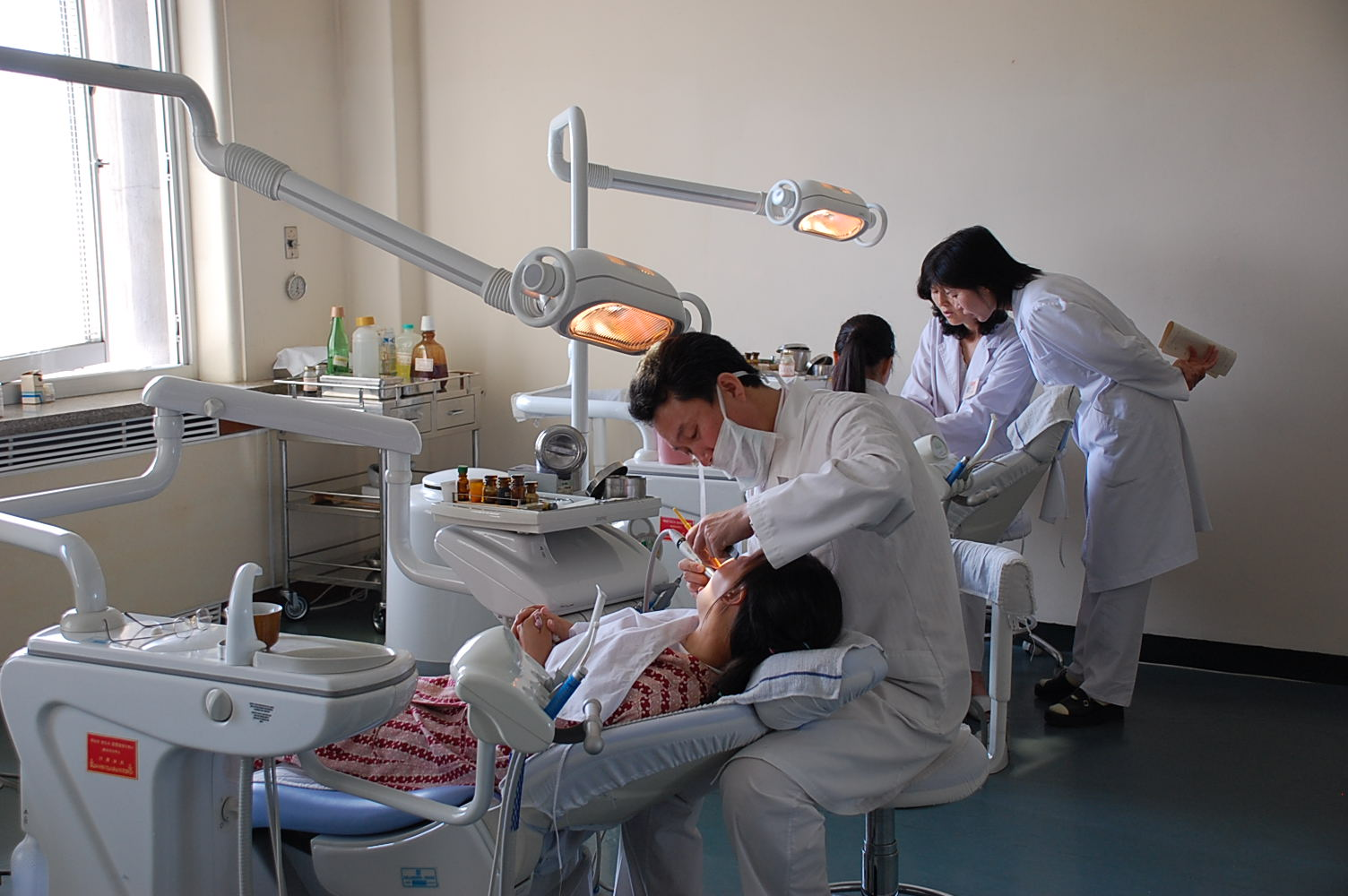
Phòng khám nha khoa ở Bình Nhưỡng

Mặc dù bị cấm vận, Triều Tiên có một dịch vụ y tế quốc gia và hệ thống bảo hiểm y tế khá tốt bên cạnh những mặt hạn chế như thiếu thuốc men (bệnh viện có rất ít thuốc tây mà chủ yếu là đông dược), thiết bị y tế cũ kỹ, không có máy móc hiện đại và trình độ tay nghề bác sĩ không cao, không được tiếp cận với kỹ thuật y học hiện đại của thế giới.
Triều Tiên dành 3% tổng sản phẩm quốc nội về chăm sóc sức khỏe. Bắt đầu từ những năm 1950, Triều Tiên nhấn mạnh về chăm sóc y tế, và giữa năm 1955 và 1986, số lượng bệnh viện đã tăng từ 285 đến 2.401 và số lượng phòng khám từ 1.020 lên 5.644. Có các bệnh viện riêng cho các nhà máy và các mỏ. Từ năm 1953, Triều Tiên đã bắt đầu thi hành chính sách y tế miễn phí cho cán bộ công nhân viên và đến khoảng năm 1960, hệ thống y tế hoàn toàn miễn phí đối với mọi người dân. Kể từ năm 1979, y học truyền thống được nhấn mạnh nhấn mạnh và đưa vào việc chữa trị nhiều hơn.
Thập niên 1960, Triều Tiên thành lập một đội quân bác sĩ gia đình, mỗi người phụ trách khám chữa một cụm dân cư đồng thời đẩy mạnh tiêm chủng và lối sống lành mạnh. Nhưng đến thập niên 1990, y tế Triều Tiên bị ảnh hưởng nặng nề bởi nền kinh tế trì trệ cùng lệnh cấm vận và cô lập từ phương Tây.
Hệ thống y tế của Triều Tiên đã bị suy giảm mạnh kể từ những năm 1990 do thiên tai, các vấn đề kinh tế, tình trạng thiếu lương thực và năng lượng. Nhiều bệnh viện và phòng khám ở Triều Tiên hiện nay không có thuốc thiết yếu, thiết bị, nước sinh hoạt và điện.
Các bệnh truyền nhiễm như bệnh lao, sốt rét và viêm gan B được coi là bệnh đặc hữu. Tuổi thọ trung bình của người dân là 69,2 tuổi đứng hạng 151/221 trên thế giới năm 2009.
Theo hội Chữ thập đỏ thì họ đang cố gắng viện trợ các thiết bị y tế cho 1.700 bệnh viện và phòng khám của Triều Tiên với 300.000 nhân viên tình nguyện và 510 trạm khám bệnh lưu động, than đá cũng được đưa đến để giúp cho các cơ sở y tế hoạt động hiệu quả trong những tháng mùa đông lạnh nhất.
Tại Bình Nhưỡng, có hẳn một bệnh viện dành cho người nước ngoài nằm ở quận Taedonggang-guyok (Đại Đồng Giang), nơi tập trung hầu hết đại sứ quán các nước. Bệnh viện không lớn, khá cũ kỹ nhưng sạch sẽ, đầy đủ thiết bị với dãy nhà hai tầng làm nơi khám bệnh và dãy ba tầng nội trú kế bên. Tất cả người nước ngoài đều buộc phải khám chữa bệnh ở bệnh viện này chứ không được phép vào bất cứ bệnh viện nào khác tại Bình Nhưỡng. Trước đây, bệnh viện này cũng miễn phí cho người nước ngoài. Những năm gần đây, chỉ tiền khám được miễn phí, còn tiền thuốc bệnh nhân phải chịu.
Có nhiều thông tin trái ngược về tính hiệu quả của hệ thống y tế Triều Tiên. Tổ chức Ân xá Quốc tế cáo buộc Triều Tiên hiện nay đã thất bại trong việc đem đến cho người dân những nhu cầu chăm sóc sức khỏe cơ bản nhất, mỗi người dân chỉ được chi dưới 1 USD mỗi năm cho việc chăm sóc sức khỏe. Cũng theo tổ chức này, các cuộc giải phẫu lớn tại Triều Tiên được diễn ra mà không có thuốc gây mê, chăn mền trong các bệnh viện không được giặt giũ thường xuyên, kim tiêm không được tiệt trùng, và người dân Triều Tiên sử dụng thuốc giảm đau như là thuốc chữa bách bệnh, và tỷ lệ cao người Triều Tiên bị suy dinh dưỡng. Tờ Huffington Post (Mỹ) thì đăng bài báo cho rằng các y bác sỹ ngoại quốc tình nguyện đến Triều Tiên đã mô tả hệ thống y tế tại đây đang bị xuống cấp. Các lon bia được dùng làm bình đựng nước biển hay truyền dịch và bệnh nhân bị gãy tay chân chỉ được nẹp với những cái que thay vì được bó bột. Giải phẫu cắt chi thì không có thuốc gây mê và kim khâu vết thương cũ được tái sử dụng nhiều lần. Các bác sĩ tình nguyện nước ngoài còn thuật lại rằng họ đã từng chứng kiến cảnh một ông chồng Triều Tiên cầm nến soi cho một bác sĩ cắt bỏ bào thai trong bụng một thai phụ đang bị xuất huyết. Tổ chức Y tế Thế giới (WHO) từng đánh giá nguồn ngân sách Bình Nhưỡng chi cho y tế thuộc hàng thấp nhất thế giới, chưa đến 1 USD/người, theo báo cáo của WHO hồi năm 2006. Thống kê của CIA (Mỹ) cho rằng tỷ lệ trẻ sơ sinh tử vong của Triều Tiên là 24,5 trên 1.000, cao gấp 4 lần Mỹ và gấp 6 lần Hàn Quốc. Năm 2012, Quỹ Nhi đồng Liên Hợp Quốc (UNICEF) cho rằng 25% trẻ em Triều Tiên dưới 5 tuổi bị suy dinh dưỡng mạn tính, một phần ba phụ nữ bị thiếu máu.
Nhưng ngược lại, Tổ chức Y tế Thế giới (WHO) sau khi đến khảo sát đã mô tả hệ thống y tế Triều Tiên có những thành công "đáng ghen tị đối với các nước đang phát triển", dù vẫn còn những thách thức bao gồm cơ sở hạ tầng bị xuống cấp, thiếu trang thiết bị và thiếu thuốc men. Francis Markus, phát ngôn viên Hội Chữ thập Đỏ và Tổ chức Trăng lưỡi liềm Đỏ khu vực Đông Á cho rằng việc đào tạo y bác sĩ ở Triều Tiên là phù hợp với tiêu chuẩn quốc tế, các y bác sĩ Triều Tiên là những chuyên gia tận tụy, giỏi chuyên môn, họ được tiếp cận với kiến thức, kỹ thuật mà Triều Tiên không sẵn có.

#### Nạn đói
Thập niên 1990, Triều Tiên lâm vào nạn đói do thiên tai (một loạt các trận lũ lụt và hạn hán) làm mất mùa. Thêm vào đó là việc quản trị kinh tế kém cỏi và mất đi sự giúp đỡ của đồng minh Liên Xô làm cho việc sản xuất thực phẩm và nhập cảng giảm rất nhanh chóng. Chính quyền Triều Tiên đã quá cứng nhắc để có thể giảm thiểu thảm họa  Khi đó, Lý Quang Diệu đã từng nhận định: "Triều Tiên là một trong những quốc gia được cai trị tệ nhất thế giới, thất bại với cả những nghĩa vụ cơ bản nhất, ví dụ như đảm bảo cho người dân được đủ ăn." Ước tính nạn đói ở Triều Tiên đã làm chết khoảng 240.000 tới 3.500.000 người (dân số Triều Tiên khi ấy khoảng 22 triệu người) trong thập niên 1990 với đỉnh cao là năm 1997 . Tới năm 1999, lương thực và cứu trợ nhân đạo đã làm ngưng số người chết vì nạn đói, nhưng việc Triều Tiên tiếp tục chương trình vũ khí hạt nhân dẫn tới giảm sút viện trợ quốc tế.

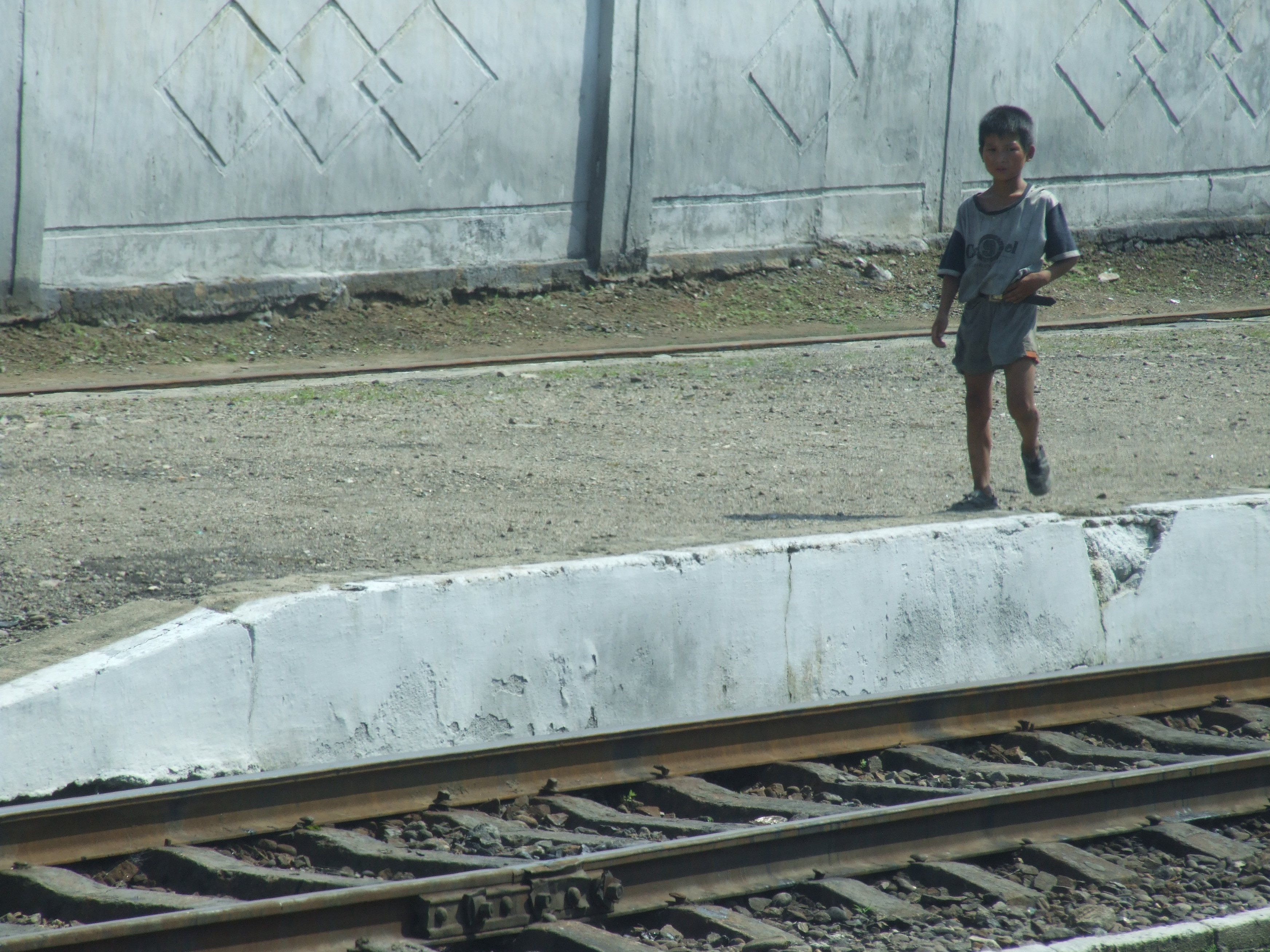
Một đứa trẻ ốm đói tại một ga đường sắt ở Bắc Triều Tiên.

Mùa xuân năm 2005, Chương trình lương thực thế giới báo cáo rằng các điều kiện gây ra nạn đói là một mối nguy hiểm và đang quay trở lại Triều Tiên, và chính phủ đã thông báo tập hợp hàng triệu cư dân thành phố tới giúp đỡ những người nông dân. Tuy nhiên sau đó, chính phủ Triều Tiên báo rằng sản lượng lương thực 2005 đạt tới 1,6 triệu tấn (tăng 0,1% so với năm 2001), bội thu nhất trong 9 năm. Vào khoảng tháng 9 năm 2005, Triều Tiên từ chối nhận những viện trợ lương thực từ bên ngoài vì tuyên bố đã có thể tự lập và phát hiện nhiều nhóm cứu trợ là điệp viên phá hoại nền nông nghiệp của Triều Tiên. Đây là nạn đói duy nhất trong lịch sử xảy ra ở một quốc gia đô thị hóa trong thời bình.
Theo Tổ chức Ân xá quốc tế cáo buộc thì người dân Triều Tiên phải ăn cả cỏ dại, vỏ và rễ cây để sống qua ngày. Theo tổ chức này, trong khi chính phủ Triều Tiên không đủ khả năng nuôi sống dân chúng nhưng họ vẫn đang từ chối hợp tác toàn diện với cộng đồng quốc tế để nhận viện trợ lương thực. Hãng tin ABC News của Úc chiếu 1 đoạn video mà họ cho là từ "một nhà báo giấu tên" ở Triều Tiên, trong video có những trẻ em Triều Tiên mà họ cho là mồ côi vì cha mẹ chết đói hoặc bị bắt vào trại cải tạo. Đài này còn cho rằng hiện nay nạn đói đã lan đến quân đội của Triều Tiên, lực lượng thường được ưu tiên về lương thực. Đoạn video có một binh sĩ Triều Tiên cho biết trong 100 đồng chí của anh ta thì hết một nửa bị suy dinh dưỡng. Theo ABC News, những người dân thiếu đói đang phải lao động để hoàn tất một đường ray xe lửa dành riêng cho Kim Jong-un, người khi ấy sắp kế vị cha mình. Cũng như những thông tin khác của phương Tây về Triều Tiên, tính xác thực của đoạn video không được kiểm chứng vì tính khép kín của đất nước này.
Tuy nhiên, Chương trình Lương thực Thế giới của Liên Hợp Quốc (FAO) đã báo cáo rằng: dù suy dinh dưỡng và thực phẩm thiếu thốn là khá phổ biến tại Triều Tiên, nhưng người dân ở đây không hề bị nạn đói đe dọa. Theo con số của Chương trình Lương thực Thế giới, năm 2013 Triều Tiên đã nhập kho khoảng 5,93 triệu tấn lương thực và năm 2014 là 5,94 triệu tấn, đủ để cung ứng nhu cầu cơ bản của người dân. Nguyên nhân vụ thu hoạch kỷ lục xuất phát từ đường lối đúng đắn của ban lãnh đạo mới khi đề ra chủ trương thay đổi trong quản lý nông nghiệp từ năm 2012. Theo số liệu của FAO, năm 2012, Triều Tiên sản xuất được 2,7 triệu tấn gạo, 2 triệu tấn rau, 2 triệu tấn ngô và 1,8 triệu tấn khoai tây, đủ cho nhu cầu của 25 triệu dân nước này.
Bilai Dersa Gaga, Phó văn phòng đại diện Tổ chức Nông Lương Liên Hợp Quốc (FAO) tại Bình Nhưỡng đã khẳng định Triều Tiên không có nạn đói trong bài phỏng vấn với hãng thông tấn Itar-Tass. Ông nhấn mạnh: "Ở Triều Tiên có nơi gặp tình trạng thiếu hụt lương thực nhưng tuyệt đối không có dấu hiệu của nạn đói". Ông Bilai cho biết, truyền thông phương Tây thường sử dụng các "nguồn tin giấu tên" khi đề cập đến nạn đói ở Triều Tiên, những dữ liệu vốn không đáng tin cậy và nhiều khi là bịa đặt, đồng thời khẳng định nhân viên FAO khi khảo sát tình trạng nông thôn Triều Tiên đã không phát hiện ra dấu hiệu của nạn đói.
Báo trực tuyến Sputnik của Nga cho là trên báo chí thế giới vẫn xuất hiện những tin tức kiểu như "Triều Tiên đối mặt với hạn hán" hay "mỗi người dân đất nước chỉ được một chén cơm hàng ngày". Các chuyên gia lưu ý rằng: việc thiếu thông tin về đời sống tại Triều Tiên đã làm lan truyền những tin tức dựa trên dữ liệu đã cũ. Năm 2014, nhà Triều Tiên học người Nga, Tiến sĩ Konstantin Asmolov nhấn mạnh:
"Ở Triều Tiên, cảnh thiếu đói những năm 1990 đã không còn từ lâu. Quả là có một số vấn đề như thực phẩm tương đối đơn điệu, số lượng hạn chế, không phải lúc nào cũng đủ, nhưng đó không phải nạn đói. Hơn thế, nhờ loạt tổ hợp biện pháp mà năm ngoái Triều Tiên đã tự túc được thực phẩm. Họ ngày càng ít lệ thuộc vào viện trợ nhân đạo. Nhưng sự la lối rằng, người Triều Tiên đang chết vì đói, có động thái khiêu khích quân sự nhằm đòi viện trợ nhân đạo là yếu tố không thể thiếu trong hoạt động tuyên truyền chống Bình Nhưỡng."

#### Viện trợ nhân đạo
Để đối phó với nạn đói ở Triều Tiên vào giữa những năm 1990, Nga đã viện trợ nhân đạo hai lần vào năm 1997: lương thực và thuốc trị giá 4,5 tỷ rúp cũ vào mùa thu và 370 tấn đường, thịt hộp, cá và sữa trị giá 3,5 tỷ rúp vào tháng 12 Vào năm 2011, Nga đã cung cấp cho Triều Tiên 50.000 tấn ngũ cốc cũng như bột mì, trị giá 5 triệu đôla trong Chương trình Lương thực Thế giới. Ngoài ra, 10.000 tấn ngũ cốc đã được Gazprom gửi đến Bắc Triều Tiên.
Trung Quốc là một trong các nước có viện trợ chính cho Triều Tiên. Trung Quốc thường viện trợ gạo và phân bón miễn phí cho Triều Tiên. Trung Quốc đã viện trợ một lượng lớn phân u rê cho Triều Tiên, tương đương với tổng lượng phân u rê mà miền Bắc đã nhập khẩu trong năm 2016. Trước đó, vào năm 2013, Bắc Kinh cũng từng viện trợ 200.000 tấn phân u-rê Trong năm 2018, Trung Quốc viện trợ 56 triệu USD hàng hóa, và trong 8 tháng đầu năm 2019, Trung Quốc đã viện trợ 35,14 triệu USD hàng hóa cho Triều Tiên, chưa kể giá trị viện trợ về xăng dầu và gạo Một báo cáo trước Quốc hội Hoa Kỳ năm 2014 cho biết Trung Quốc hiện được cho là nguồn viện trợ lương thực lớn nhất của Triều Tiên, dù không có hệ thống giám sát nào được biết đến.
Dữ liệu của Chính phủ Mỹ cho thấy, kể từ năm 1995 tới năm 2018, nước này đã gửi hơn 1 tỷ USD viện trợ không điều kiện cho Bắc Triều Tiên. Khoảng 60% số viện trợ này là lương thực-thực phẩm, phần còn lại là viện trợ nhiên liệu. Thống kê cũng cho thấy Mỹ đã cung cấp hơn một nửa số lương thực viện trợ nước ngoài cho Triều Tiên kể từ năm 1995 đến năm 2008. Sau đó, viện trợ của Mỹ được chuyển một cách rời rạc, rồi bị chấm dứt bởi các vụ thử hạt nhân và kế hoạch phóng tên lửa của Triều Tiên.
Hàn Quốc là nước viện trợ nhân đạo nhiều nhất cho Triều Tiên. Riêng Hàn Quốc đã chính thức viện trợ cho Triều Tiên 7 tỷ USD trong thời gian từ 1998-2007, dưới dạng tiền mặt, thực phẩm, phân bón, thuốc men,... Đỉnh điểm là vào năm 2007, Hàn Quốc đã cung cấp khoản viện trợ nhân đạo khổng lồ lên tới 439.7 tỉ won (hơn 350 triệu USD) cho Triều Tiên. Tuy vậy viện trợ đã giảm hẳn từ 2008 đến nay do căng thẳng gia tăng trong quan hệ hai nước. Hệ quả là tỷ lệ suy dinh dưỡng ở Triều Tiên đã tằng mạnh từ 32% năm 2006 lên 42% năm 2010, theo số liệu của Tổ chức Lương thực và Nông nghiệp Liên Hợp Quốc.
Năm 2007, một trận lũ nghiêm trọng xảy ra ở Triều Tiên làm 600 người chết, Hàn Quốc đã cung cấp khoản tiền viện trợ 39,8 triệu USD để giúp đỡ Triều Tiên khắc phục hậu quả thiên tai. Lãnh đạo Triều Tiên Kim Jong-il phát biểu cảm ơn 11 quốc gia đã viện trợ cho Triều Tiên, song lại không hề nhắc tới Hàn Quốc.
Năm 2017, bất chấp tình trạng căng thẳng gia tăng trong mối quan hệ giữa hai miền, Hàn Quốc vẫn thông qua kế hoạch viện trợ nhân đạo 8 triệu USD cho Triều Tiên. Hàn Quốc là nước viện trợ lớn nhất cho Triều Tiên trong năm 2019 với tổng số tiền viện trợ 9 triệu USD. Liên Hợp Quốc cho biết vào tháng 2 năm 2019, Triều Tiên đã phải lên tiếng về tình trạng thiếu lương thực, đồng thời đề nghị sự hỗ trợ của quốc tế. Đáp lại, Hàn Quốc đã phê duyệt kế hoạch viện trợ cho Triều Tiên 8 triệu USD do lo ngại về tình trạng thiếu lương thực đang ngày càng tồi tệ tại nước này.

## Văn hóa

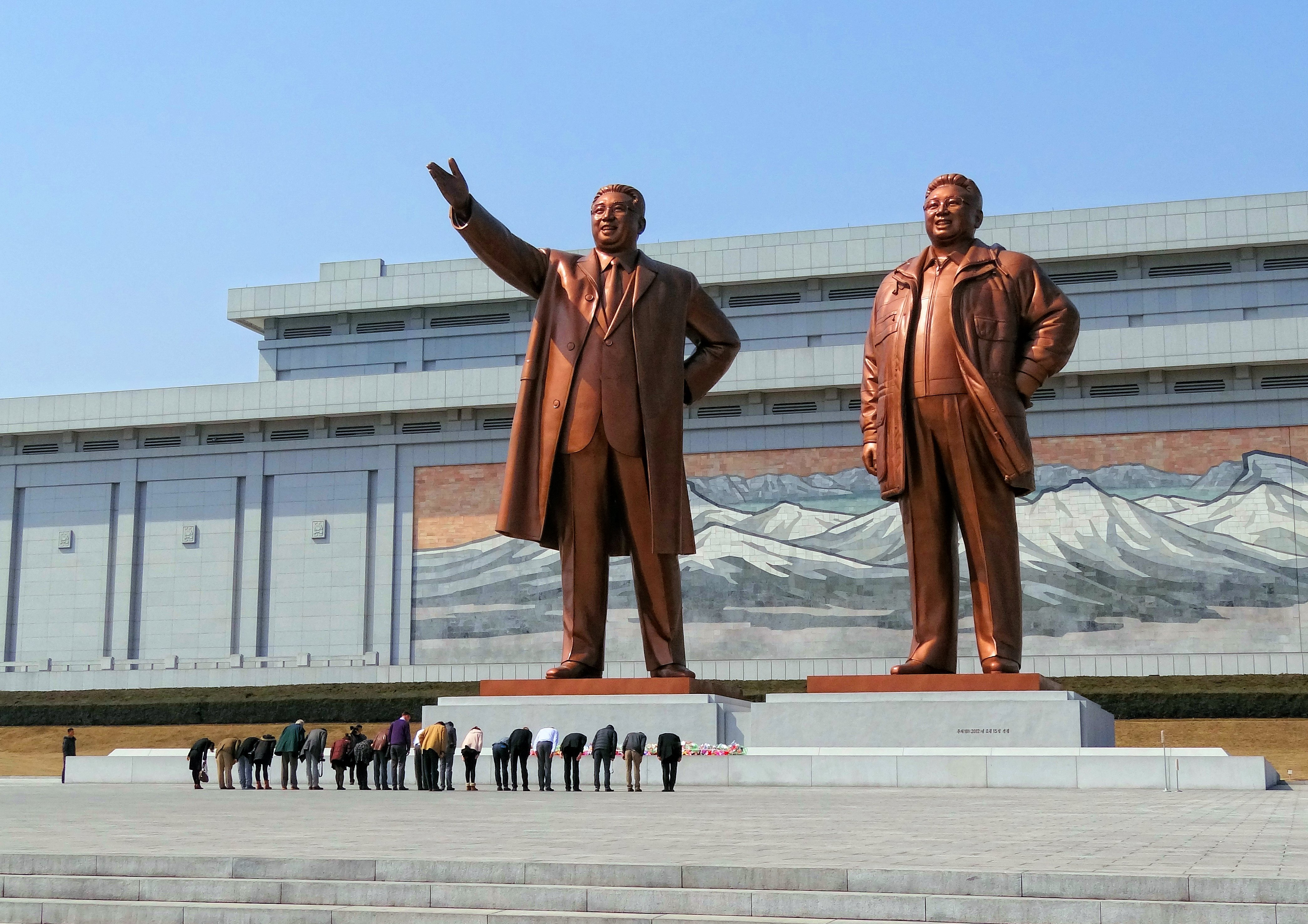
Người dân Triều Tiên viếng tượng Kim Nhật Thành (trái) và Kim Jong-il ở Đài tưởng niệm Mansu Hill Grand, Bình Nhưỡng

Có một sự sùng bái cá nhân rộng rãi đối với Kim Nhật Thành và Kim Chính Nhật, và đa số văn học, âm nhạc đại chúng, nhà hát, phim ảnh ở Triều Tiên đều là để ca ngợi hai lãnh đạo, mặt khác nhiều tác phẩm cũng ca ngợi sự đi lên của xã hội mới, tình yêu thương giữa nhân dân và lãnh đạo... Ở Triều Tiên, mọi người đều xem hai vị lãnh tụ Kim Nhật Thành và Kim Chính Nhật còn sống nên chỉ được phép viếng lãnh tụ bằng bó hoa và lẵng hoa. Tuyệt đối cấm viếng bằng vòng hoa vì họ quan niệm vật này chỉ có thể dành cho người đã chết. An ninh trong chuyện này cũng rất gắt gao, các cơ quan ngoại giao cũng không được phép mua và trực tiếp mang hoa đến viếng, mà chỉ có thể đặt tiền trước cho một cơ quan phục vụ chuyên trách. Hình ảnh và dấu ấn hai vị lãnh tụ Kim Nhật Thành và Kim Chính Nhật hiện diện khắp nơi trên đất nước. Ở nhiều địa danh hay những thiết chế lớn đều có bia biển rất lớn bằng bêtông ghi lại ngày tháng lãnh tụ từng ghé thăm. Đặc biệt là ở các quảng trường, ảnh lãnh tụ được treo ở vị trí trang trọng nhất giữa các kiến trúc chính. Để tạo nhiều điểm nhấn cho cả khu vực đô thị, người ta đắp cả ngọn đồi, xây bức tường lớn làm tranh hoành tráng về lãnh tụ. Mức độ sùng bái cá nhân xung quanh Kim Chính Nhật và Kim Nhật Thành đã được minh họa vào ngày 11 tháng 6 năm 2012 khi một nữ sinh 14 tuổi ở Bắc Triều Tiên bị chết đuối khi cố gắng giải cứu chân dung của hai người trong một trận lụt.
Một sự kiện đại chúng ở Triều Tiên là thể dục đồng diễn. Màn đồng diễn lớn nhất gần đây được gọi là "Arirang". Nó được trình diễn sáu tối một tuần trong hai tháng và có hơn 100.000 người tham gia. Màn đồng diễn gồm nhảy múa, thể dục và múa kiểu ba lê để kỷ niệm lịch sử Triều Tiên và Đảng Lao động. Màn đồng diễn được tổ chức ở Bình Nhưỡng tại nhiều địa điểm (tuỳ theo tầm vóc của lễ hội theo từng năm) kể cả ở Nhà hát Lớn Mùng 1 Tháng 5. Lễ hội Arirang được tổ chức như để biểu dương sức mạnh của sự đồng lòng chung sức của người dân Triều Tiên. Đó cũng là lời nhắn nhủ rằng "đừng đi" trước tình trạng người dân rời miền Bắc chạy vào miền Nam kể từ ngày đất nước chia cắt.

### Du lịch

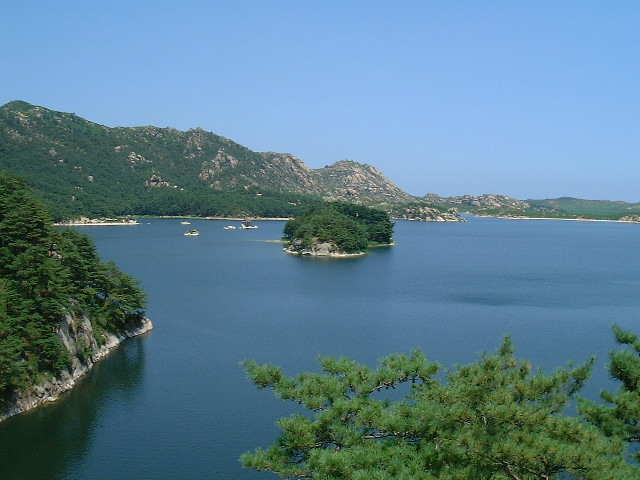
Vùng Kŭmgangsan

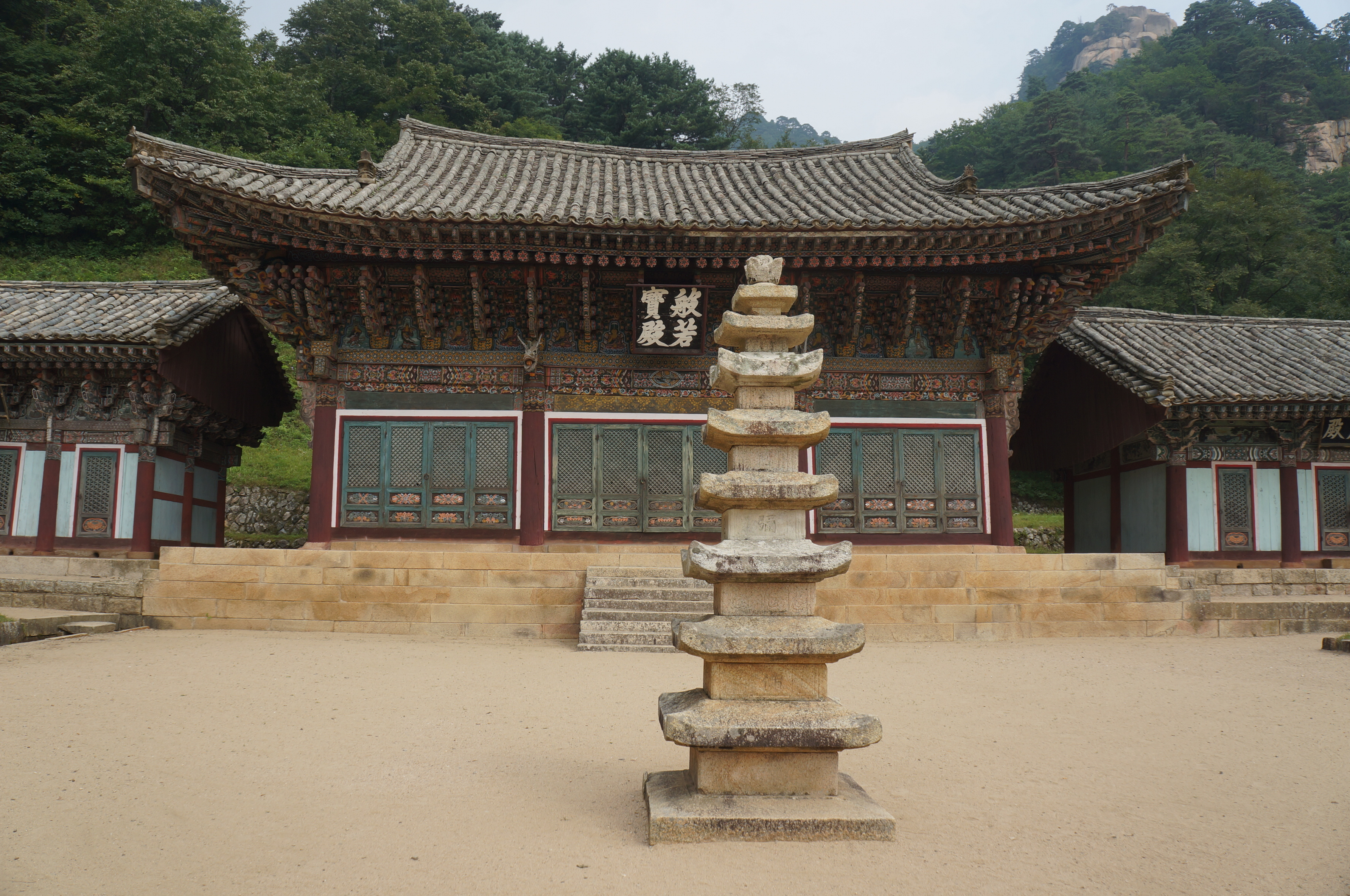
Chùa Phật giáo Pyohunsa, một quốc bảo Triều Tiên

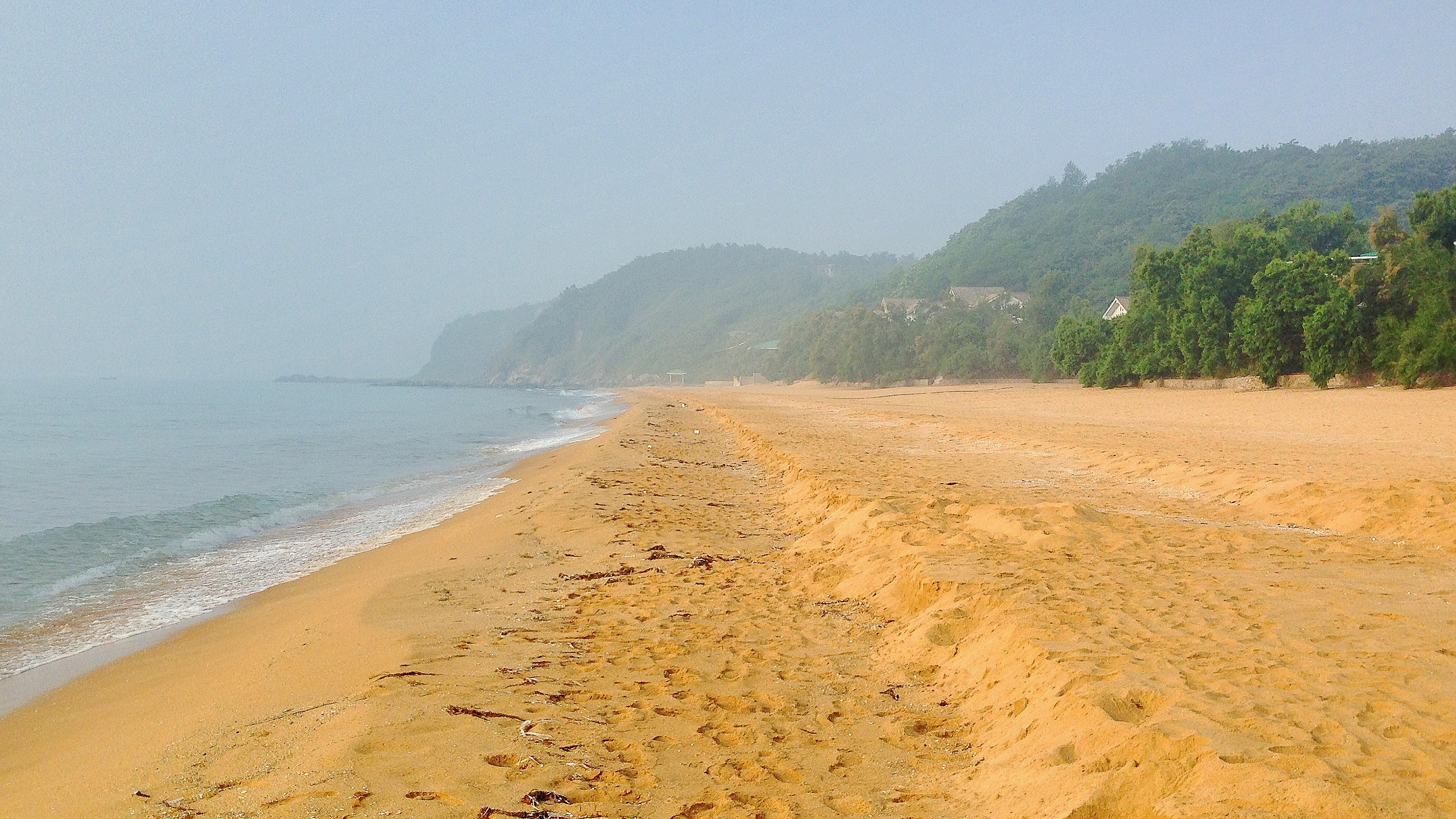
Một bãi biển ở thành phố Hamhung

Theo nguyên tắc, bất kỳ ai cũng được phép du lịch tới Triều Tiên, và những ai có thể hoàn thành quá trình làm thủ tục thì đều không bị Triều Tiên từ chối cho nhập cảnh. Khách du lịch không được đi thăm thú bên ngoài vùng đã được cho phép trước mà không được hướng dẫn viên người Triều Tiên cho phép nhằm tránh các điệp viên nằm vùng. Các điểm du lịch nổi tiếng ở Triều Tiên là thủ đô Bình Nhưỡng, thành phố Kaesong và vùng núi Trường Bạch.
Thủ đô Bình Nhưỡng là nơi không thể bỏ qua ở Triều Tiên. Nơi đây gây ấn tượng bởi nhiều tượng đài lớn, những tòa nhà cao tầng và đường phố khang trang. Khác với hình dung của du khách, Bình Nhưỡng cũng có những nhà hàng phục vụ đồ ăn, thức uống theo phong cách phương Tây.
Kaesong từng là kinh đô của Vương quốc Cao Câu Ly cách đây hơn 600 năm trước, nơi đây nổi tiếng với các lăng tẩm của các vua Cao Ly và bảo tàng Cao Câu Ly lưu giữ nhiều hiện vật có niên đại từ thế kỷ thứ 11.
Vùng núi Trường Bạch được cho là nơi các lãnh đạo Triều Tiên chào đời. Đây là đỉnh núi cao nhất bán đảo Triều Tiên với 2.744 m so với mực nước biển. Ngọn núi này cũng xuất hiện trong bức khảm phía sau tượng hai cố lãnh đạo của Triều Tiên. Nhiều người Hàn Quốc cũng thường xuyên lên núi Trường Bạch, nhưng từ phía địa phận Trung Quốc. Moon Jae-in là tổng thống Hàn Quốc tại nhiệm đầu tiên tới thăm núi Trường Bạch trên lãnh thổ Triều Tiên trong hội nghị liên Triều lần thứ ba.
Wonsan là thành phố duyên hải nằm trên cung đường tới núi Kim Cương, nổi tiếng với ngọn thác Ullim. Ngoài ra, ở đây còn có thác Kuryong với 9 dòng đổ xuống chân núi. Dưới sức chảy liên tục của dòng thác, phía chân núi hình thành nên một đầm sâu. Tương truyền chín con rồng đã trú ngụ tại đây nên người ta gọi là đầm Cửu Long
Tháng 7 năm 2004, Quần thể kinh thành và lăng mộ Cao Câu Ly là địa điểm đầu tiên ở Triều Tiên được đưa vào danh sách Các di sản văn hoá thế giới của UNESCO.
Vì lí do chính trị, những khách du lịch có hộ chiếu Hoa Kỳ nói chung đều không được cấp visa, dù vẫn có một số ngoại lệ từng xảy ra vào năm 1995, 2002 và 2005. Triều Tiên đã thông báo cho những nhà tổ chức du lịch rằng họ sẽ cấp visa cho những người mang hộ chiếu Hoa Kỳ vào năm 2006. Các công dân Hàn Quốc cần có giấy phép đặc biệt của cả hai chính phủ mới được vào Triều Tiên. Năm 2002, vùng xung quanh Kŭmgangsan (núi Kim Cương), một ngọn núi đẹp gần biên giới Hàn Quốc, đã được chỉ định làm một địa điểm du lịch đặc biệt Khu du lịch Kŭmgangsan, nơi các công dân Hàn Quốc không cần giấy phép đặc biệt. Các tour du lịch do các công ty tư nhân điều hành đã đưa hàng nghìn người dân ở miền Nam bán đảo Triều Tiên tới núi Kim Cương hàng năm. Núi Kim Cương được xem là dãy núi đẹp nhất Triều Tiên. Khu nghỉ dưỡng ở đây là nơi diễn ra những cuộc đoàn tụ của người dân hai miền Triều Tiên. Núi cao 1.638 m, được hình thành từ những khối đá hoa cương lớn rắn chắc.
Tháng 7 năm 2005 công ty Hyundai của Hàn Quốc đã đạt được một thoả thuận với Chính phủ Triều Tiên về việc mở cửa thêm nhiều khu du lịch, gồm cả núi núi Paektu (Bạch Đầu) và Kaesŏng (Khai Thành).
Ngày 11 tháng 7 năm 2008, một nữ du khách Hàn Quốc bị 1 lính Triều Tiên bắn chết tại khu nghỉ mát núi Kŭmgang của Triều Tiên. Chính quyền Seoul đã ngưng lại chương trình du lịch núi Kŭmgang và đưa ra yêu cầu điều tra vụ việc trước khi cho phép dự án được khởi động trở lại, nhưng Triều Tiên cho đến nay vẫn từ chối đáp ứng.

### Ẩm thực

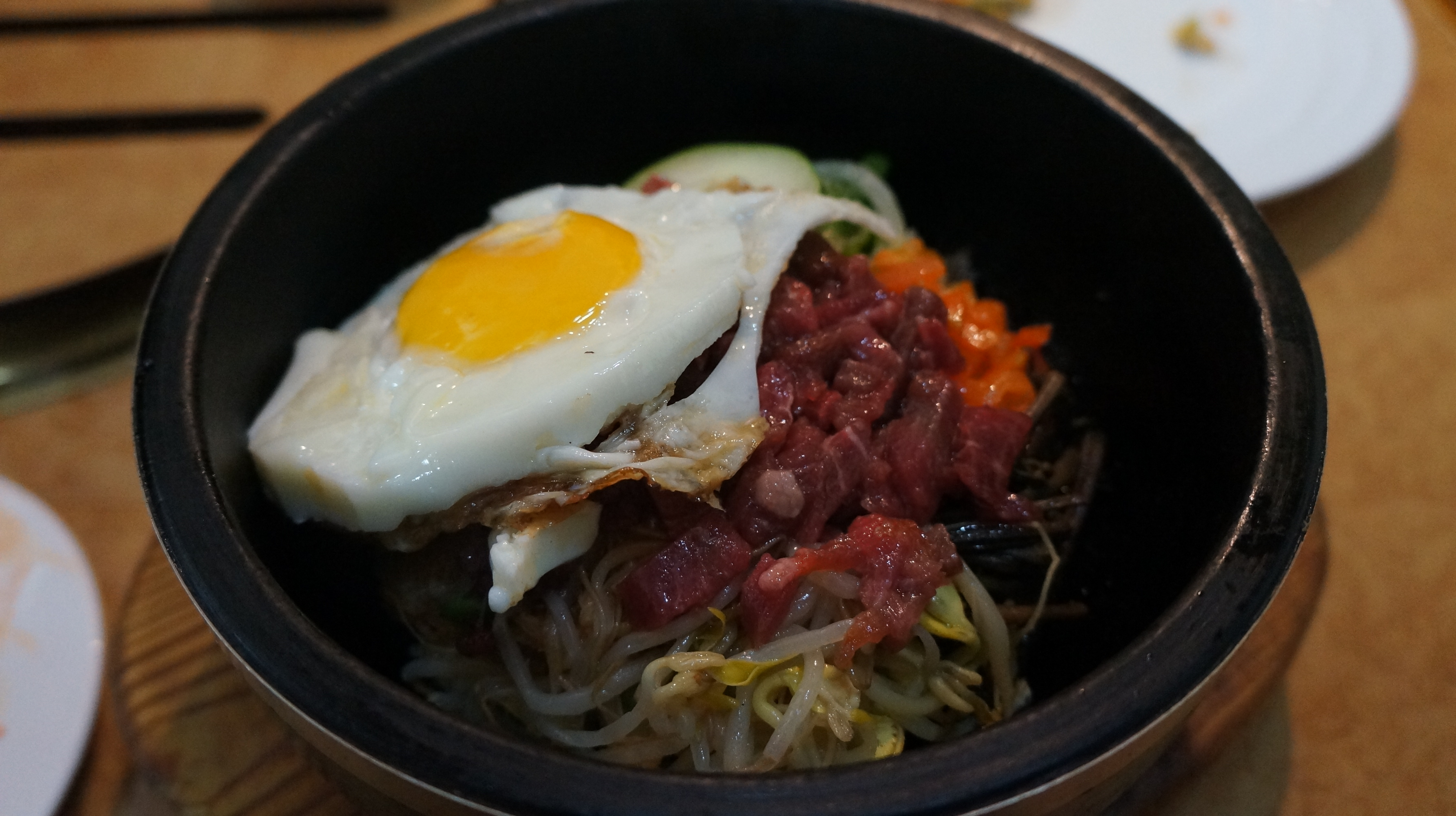
Bibimbap ở Bắc Triều Tiên

Ẩm thực Triều Tiên đã phát triển qua nhiều thế kỷ thay đổi chính trị xã hội. Bắt nguồn từ truyền thống nông nghiệp và du mục cổ xưa ở miền nam Mãn Châu và Bán đảo Triều Tiên, nó đã trải qua một sự tương tác phức tạp của môi trường tự nhiên và các xu hướng văn hóa khác nhau. Các món cơm và kim chi là món ăn chính của người Triều Tiên. Trong một bữa ăn truyền thống, họ đi kèm cả hai món ăn phụ (banchan) và các món chính như cháo, bulgogi hoặc mì sợi. Rượu soju là thức uống tinh thần truyền thống nổi tiếng nhất của Triều Tiên.
Nhà hàng nổi tiếng nhất của Bắc Triều Tiên, Okryu-gwan, nằm ở Bình Nhưỡng, được biết đến với món mì lạnh Naengmyeon. Các món ăn khác được phục vụ ở đó bao gồm súp cá đối xám với cơm, súp sườn bò, bánh kếp đậu xanh, sinseollo và các món ăn được làm từ rùa Terrapin. Okryu-gwan gửi các nhóm nghiên cứu về nông thôn để thu thập dữ liệu về ẩm thực Triều Tiên và giới thiệu các công thức nấu ăn mới. Một số thành phố châu Á tổ chức các chi nhánh của chuỗi nhà hàng Bình Nhưỡng nơi các nữ tiếp viên biểu diễn âm nhạc và khiêu vũ.
Năm 2015, Tổ chức Giáo dục, Khoa học và Văn hóa Liên Hợp Quốc (UNESCO) quyết định đưa món kim chi đỏ (khác với món kim chi ở Hàn Quốc đã được công nhận vào năm 2013) vào danh sách danh sách đề cử chính thức di sản văn hóa phi vật thể thế giới.

### Âm nhạc
Chính phủ nhấn mạnh những giai điệu dựa trên dân gian lạc quan và nhạc cách mạng trong suốt hầu hết thế kỷ 20. Thông điệp về ý thức hệ được truyền tải qua các bản nhạc lớn như "Năm cuộc cách mạng vĩ đại" dựa trên ch'angguk truyền thống của Triều Tiên. Những vở opera cách mạng khác với các đồng nghiệp phương Tây của họ bằng cách thêm các nhạc cụ truyền thống vào dàn nhạc và tránh các phân đoạn ngâm thơ. Bể máu là tác phẩm được trình diễn rộng rãi nhất trong Năm Đại nhạc hội: kể từ khi ra mắt năm 1971, nó đã được phát hơn 1.500 lần, và chuyến lưu diễn năm 2010 tại Trung Quốc là một thành công lớn. Âm nhạc cổ điển phương Tây của Brahms, Tchaikovsky, Stravinsky và các nhà soạn nhạc khác được trình diễn bởi cả Dàn nhạc Giao hưởng Nhà nước và dàn nhạc sinh viên.
Nhạc pop xuất hiện vào những năm 1980 với Dàn nhạc điện tử Pholbo và Ban nhạc nhẹ Wangjaesan. Cải thiện quan hệ với Hàn Quốc sau hội nghị thượng đỉnh liên Triều năm 2000 đã gây ra sự suy giảm các thông điệp ý thức hệ trực tiếp trong các bài hát pop, nhưng các chủ đề như tình đồng chí, nỗi nhớ và xây dựng một đất nước hùng mạnh vẫn còn. Vào năm 2014, ban nhạc ban nhạc Moranbong toàn nữ được mô tả là nhóm nhạc nổi tiếng nhất trong cả nước. Người Bắc Triều Tiên cũng thích nghe nhạc K-Pop của Hàn Quốc vốn lan rộng qua các thị trường bất hợp pháp.

### Văn học

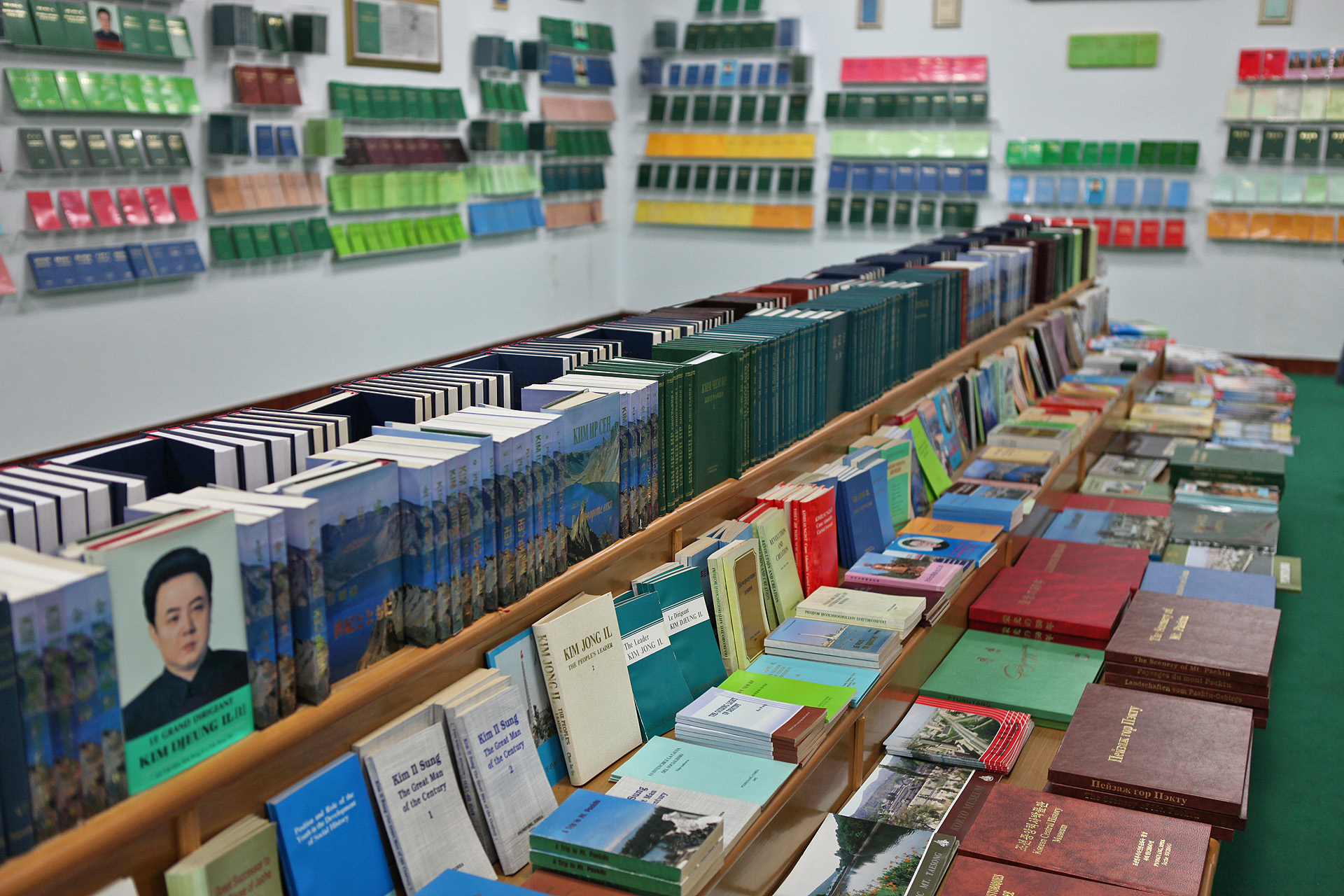
Một hiệu sách ở Triều Tiên bày bán những tác phẩm văn học của Kim Il-sung và Kim Jong-il

Tất cả các nhà xuất bản đều thuộc sở hữu của chính phủ hoặc Đảng Lao động Triều Tiên vì chúng được coi là một công cụ quan trọng để tuyên truyền. Nhà xuất bản Đảng Lao động Triều Tiên là nhà xuất bản có thẩm quyền nhất trong số đó và xuất bản tất cả các tác phẩm của Kim Il-sung, tài liệu giáo dục tư tưởng và tài liệu chính sách của đảng. Văn học nước ngoài được xuất bản hạn chế, chẳng hạn như các ấn bản truyện cổ tích Ấn Độ, Đức, Trung Quốc và Nga, kịch Shakespeare và một số tác phẩm của Bertolt Brecht và Erich Kästner.
Các tác phẩm cá nhân của Kim Il-sung được coi là "kiệt tác cổ điển" trong khi những tác phẩm được tạo ra theo chỉ dẫn của ông được gắn nhãn "mô hình của văn học Juche". Chúng bao gồm Số phận của một người đàn ông quân đoàn tự vệ, Bài ca của Triều Tiên và Lịch sử bất tử, một loạt tiểu thuyết lịch sử miêu tả sự đau khổ của người Triều Tiên dưới sự chiếm đóng của Nhật Bản. Hơn bốn triệu tác phẩm văn học đã được xuất bản từ những năm 1980 đến đầu những năm 2000, nhưng hầu hết tất cả chúng thuộc về một loạt các thể loại chính trị hẹp như "văn học cách mạng đầu tiên của quân đội".
Khoa học viễn tưởng được coi là một thể loại thứ cấp vì nó phần nào rời xa các tiêu chuẩn truyền thống. Bối cảnh kỳ lạ của các câu chuyện giúp các tác giả có nhiều tự do hơn để mô tả chiến tranh mạng, bạo lực, lạm dụng tình dục và tội phạm, vốn không có ở các thể loại khác. Các tác phẩm khoa học viễn tưởng tôn vinh công nghệ và thúc đẩy khái niệm Juche về sự tồn tại của con người thông qua các mô tả về robot, thám hiểm không gian và sự bất tử.

### Điện ảnh
Hãng phim lớn nhất của Triều Tiên là Xưởng phim truyện Triều Tiên với một trường quay rộng khoảng 930.000 m² ở ngoại ô Bình Nhưỡng. Các hãng phim lớn khác ở Triều Tiên có thể kể tới Xưởng phim tài liệu Triều Tiên, Xưởng phim mùng 8 tháng 2 và Xưởng phim Khoa học - Giáo dục Triều Tiên (SEK Studio). Hãng SEK đã thực hiện các công đoạn sản xuất cho sê-ri phim hoạt hình của Mondo TV như King Lion Simba và Pocahontas. Năm 2005, SEK cũng là hãng phim Triều Tiên thực hiện dự án điện ảnh hợp tác đầu tiên của hai miền, đó là bộ phim hoạt hình Thẩm Thanh Vương hậu (왕후 심청, Wanghu Simcheong).
Do tính chất cô lập cao độ của chính quyền Triều Tiên nên thông tin về sự phát triển và các tác phẩm của nền điện ảnh nước này rất ít được thế giới biết tới. Trái lại, phim truyền hình của Hàn Quốc, đối thủ của Triều Tiên, được biết đến ở nhiều nước, đặc biệt ở các nước châu Á, và các diễn viên Hàn Quốc rất được yêu thích.
Ở Triều Tiên, xem phim Hàn Quốc là một tội nghiêm trọng. Tờ JoongAng Ilbo của Hàn Quốc còn loan tin rằng 10.000 người đã được triệu tập tới một sân vận động ở Wonsan để chứng kiến việc xử tử 8 phạm nhân bị kết tội xem các bộ phim truyền hình Hàn Quốc trái phép. Tuy nhiên, trang web tin tức Daily NK, trang chuyên về tin tức Triều Tiên lại cho biết họ không nhận được thông tin nào về vụ tử hình này.

### Truyền thông

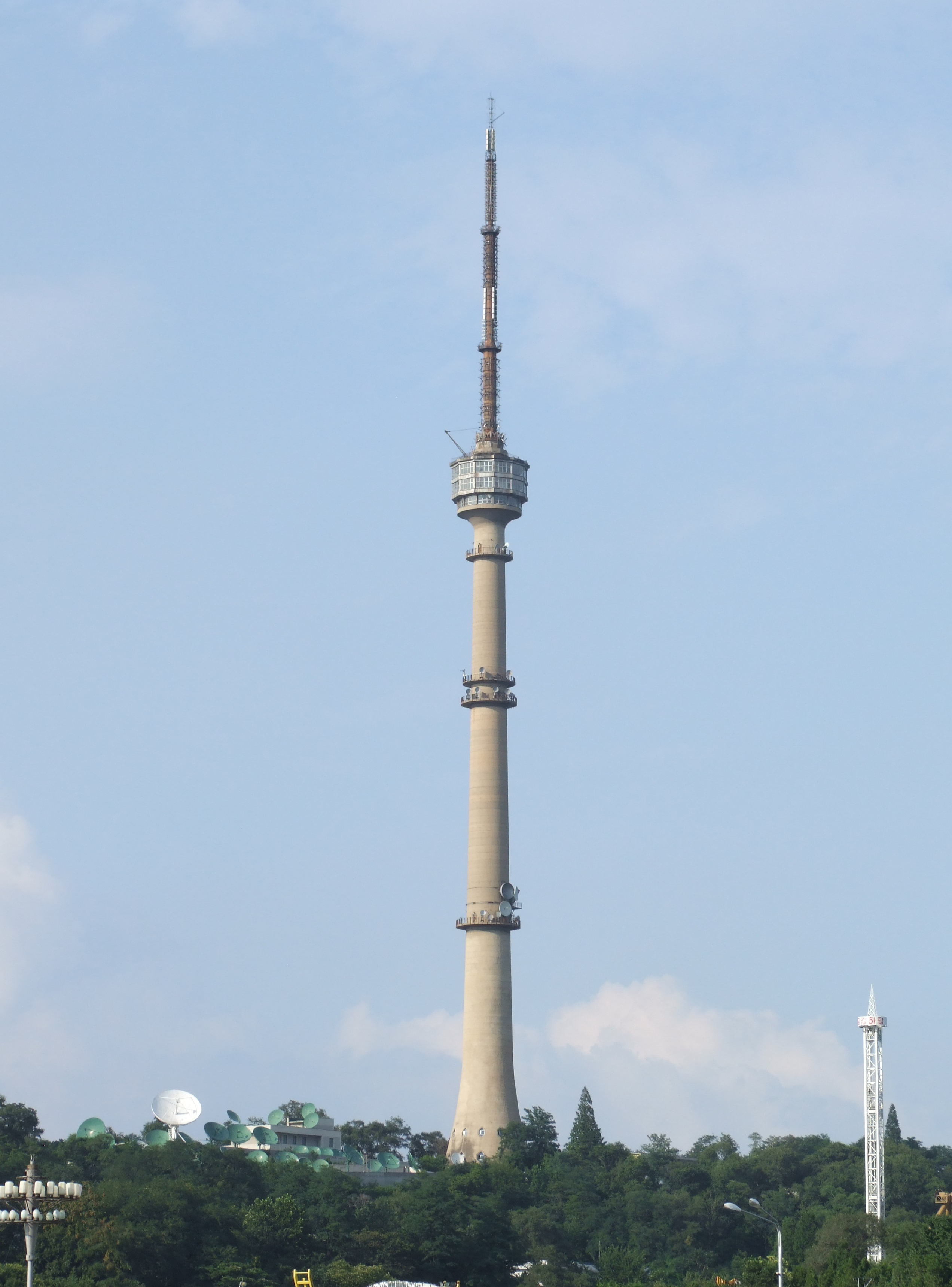
Tháp truyền hình ở Bình Nhưỡng

Các chính sách của chính phủ đối với phim ảnh không khác gì những chính sách được áp dụng cho các bộ phim chuyển động nghệ thuật khác phục vụ để hoàn thành các mục tiêu của "giáo dục xã hội". Một số bộ phim có ảnh hưởng nhất dựa trên các sự kiện lịch sử (An Jung-geun bắn Itō Hirobumi) hoặc truyện dân gian (Hong Gildong). Hầu hết các bộ phim đều có những câu chuyện tuyên truyền có thể dự đoán được, khiến điện ảnh trở thành một trò giải trí không phổ biến; khán giả chỉ xem những bộ phim có các diễn viên yêu thích của họ. Các tác phẩm phương Tây chỉ có sẵn trong các buổi chiếu riêng tư cho các đảng viên cấp cao, mặc dù bộ phim Titanic năm 1997 thường được chiếu cho sinh viên đại học như một ví dụ về văn hóa phương Tây. Truy cập vào các sản phẩm truyền thông nước ngoài có sẵn thông qua DVD nhập lậu và truyền hình hoặc đài phát thanh ở khu vực biên giới. Những bộ phim phương Tây như The Interview, Titanic và Charlie Angels chỉ là một vài bộ phim bị buôn lậu qua biên giới Bắc Triều Tiên, cho phép tiếp cận công dân Bắc Triều Tiên.
Truyền thông ở Bắc Triều Tiên nằm dưới sự kiểm soát chặt chẽ nhất trong các chính phủ trên thế giới. Việc kiểm duyệt ở Bắc Triều Tiên bao gồm tất cả các thông tin do truyền thông tạo ra. Được giám sát chặt chẽ bởi các quan chức chính phủ, các phương tiện truyền thông được sử dụng nghiêm ngặt để củng cố lý tưởng được chính phủ phê duyệt. Không có tự do báo chí ở Bắc Triều Tiên vì tất cả các phương tiện truyền thông được kiểm soát và lọc qua kiểm duyệt của chính phủ. Mức độ tự do báo chí năm 2017 ở Triều Tiên là hạng thứ 180 (cuối cùng) trong số 180 quốc gia trong Chỉ số Tự do Báo chí hàng năm của Phóng viên Không Biên giới. Theo Freedom House, tất cả các cơ quan truyền thông đóng vai trò là cơ quan ngôn luận của chính phủ, tất cả các nhà báo đều là đảng viên và nếu nghe các chương trình phát thanh nước ngoài có thể bị tử hình. Nhà cung cấp tin tức chính là Thông tấn xã Trung ương Triều Tiên (KCNA). Tất cả 12 tờ báo lớn và 20 tạp chí định kỳ, bao gồm Rodong Sinmun, được xuất bản tại thủ đô.
Có ba đài truyền hình nhà nước. Hai trong số họ chỉ phát sóng vào cuối tuần và Đài Truyền hình Trung ương Triều Tiên được phát sóng mỗi ngày vào buổi tối. Trang web Uriminzokkiri và các tài khoản YouTube và Twitter có liên quan với nó phân phối hình ảnh, tin tức và video do phương tiện truyền thông chính phủ phát hành. Associated Press đã mở văn phòng toàn thời gian kiểu phương Tây đầu tiên ở Bình Nhưỡng vào năm 2012.

### Thể thao

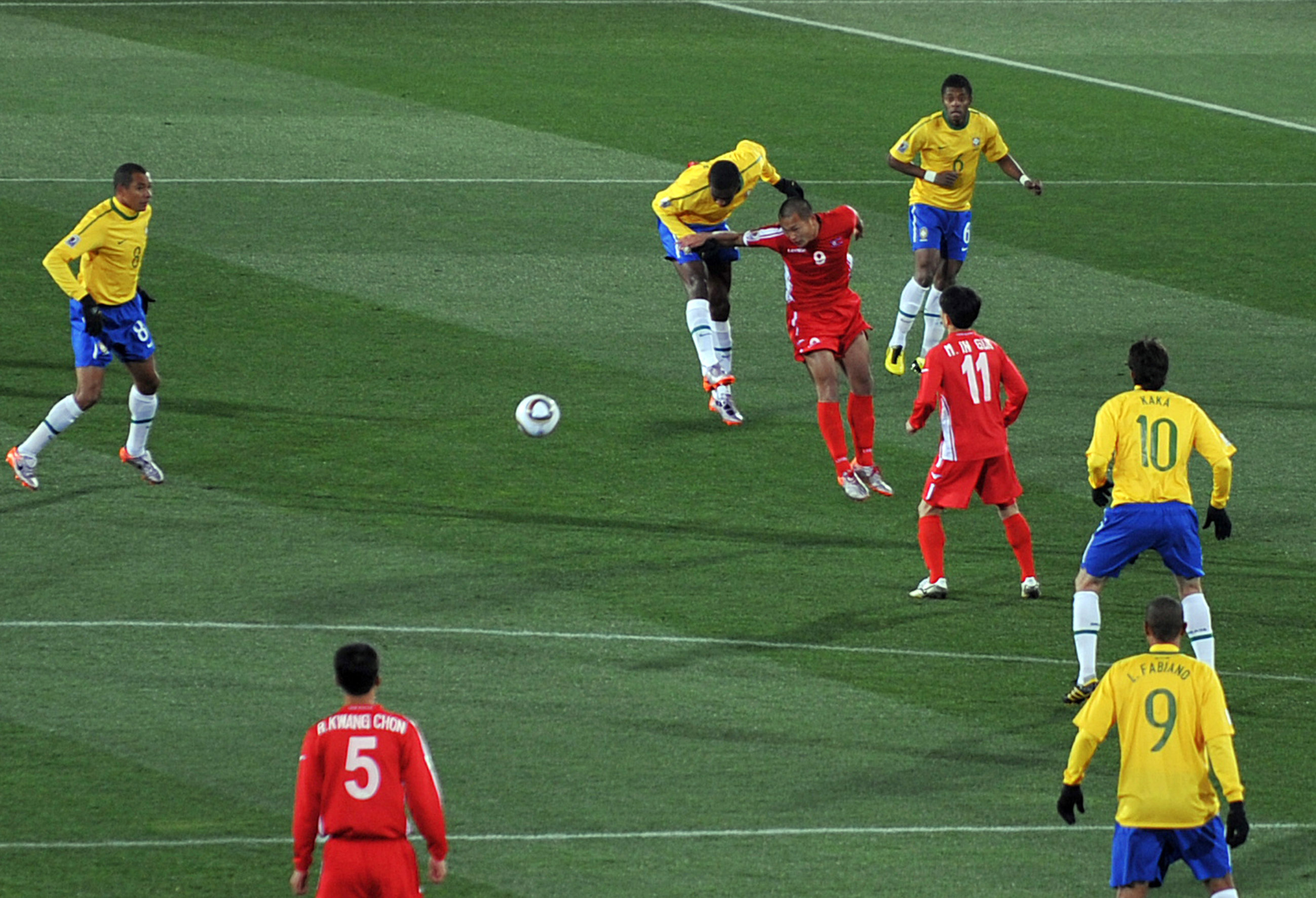
Triều Tiên (áo đỏ) trong trận đấu với Brasil ở FIFA World Cup 2010

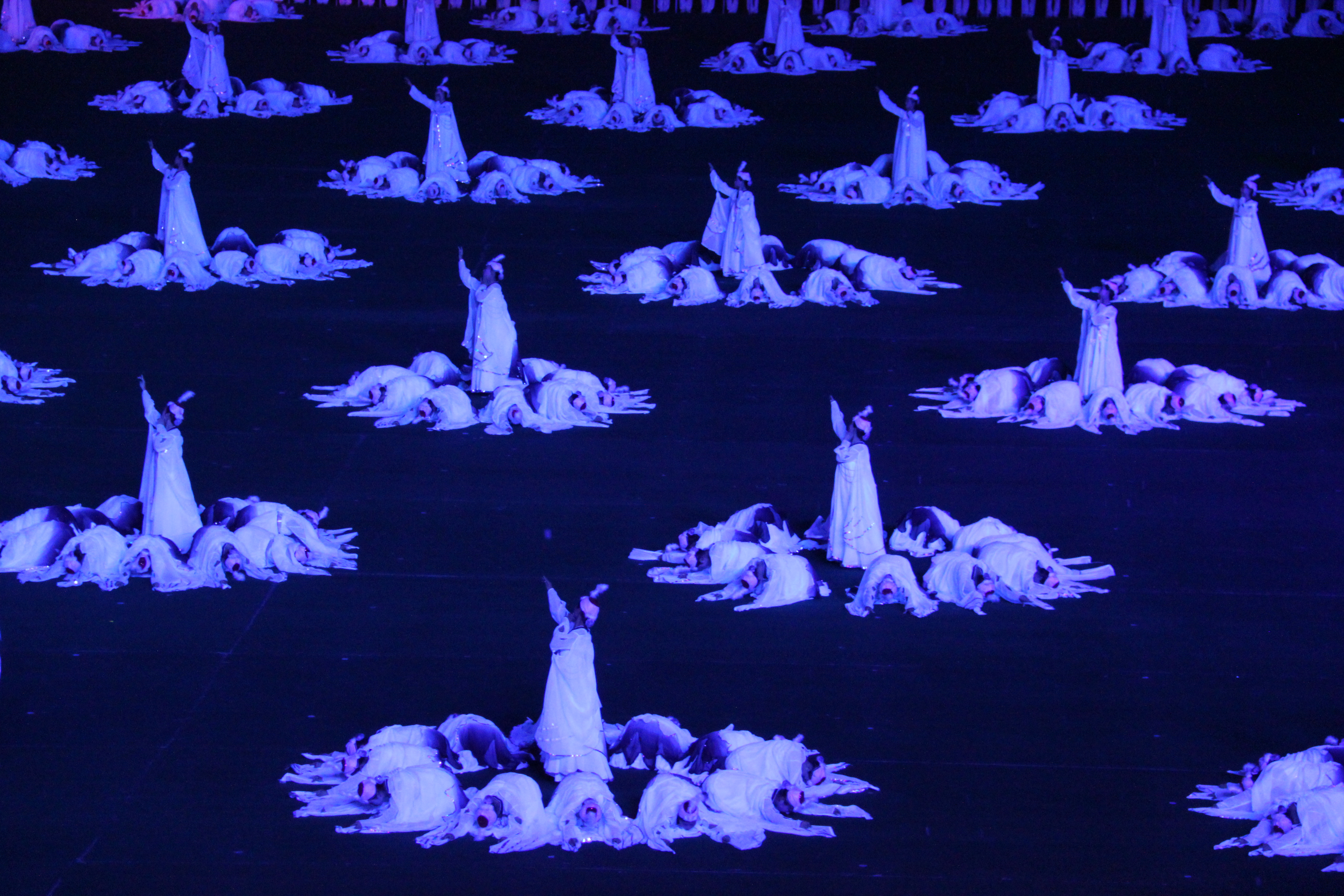
Một cảnh của lễ hội Arirang

Hầu hết các trường học ở Triều Tiên đều cung cấp các buổi tập thể thao hàng ngày cho học sinh, sinh viên trong các hiệp hội bóng đá, bóng rổ, bóng bàn, thể dục dụng cụ, taekwondo, quyền anh và những môn khác. Bóng đá Triều Tiên từng được xem là một nền bóng đá chất lượng ở châu Á. Giải bóng đá Ngoại hạng Triều Tiên rất phổ biến trong nước và các trận đấu của giải thường được truyền hình trực tiếp. Đội tuyển bóng đá quốc gia Bắc Triều Tiên thậm chí đã 2 lần dự World Cup, với lần gần nhất tại World Cup 2010, khi thua cả ba trận đấu với Brasil, Bồ Đào Nha và Bờ Biển Ngà. Sự xuất hiện của đội ở giải năm 1966 thành công hơn nhiều, chứng kiến chiến thắng bất ngờ 1-0 trước Ý và trận thua tứ kết trước Bồ Đào Nha với tỷ số 3-5. Một đội tuyển bóng rổ quốc gia cũng tham gia các cuộc thi bóng rổ quốc tế. Vào tháng 12 năm 2013, cựu cầu thủ bóng rổ người Mỹ Dennis Rodman đã đến thăm Triều Tiên để giúp đào tạo và phát triển đội tuyển bóng rổ quốc gia sau khi anh phát triển tình bạn với Kim Jong-un.
Sự xuất hiện đầu tiên của Bắc Triều Tiên ở Thế vận hội Mùa hè đến vào năm 1964. Thế vận hội Mùa hè 1972 chứng kiến các vận động viên Triều Tiên thi đấu lần đầu tiên và có năm huy chương, trong đó có một huy chương vàng. Ngoại trừ Thế vận hội Los Angeles và Seoul bị tẩy chay, các vận động viên Bắc Triều Tiên đã giành được huy chương trong tất cả các kỳ Olympic kể từ đó. Cử tạ Kim Un-guk đã phá kỷ lục thế giới ở hạng cân 62 kg nam tại Thế vận hội Mùa hè 2012 tại Luân Đôn. Những vận động viên thành công ở Olympic đều nhận được căn hộ cao cấp từ nhà nước như một sự công nhận thành tích của họ.
Lễ hội Arirang đã được Kỷ lục Guinness thế giới công nhận là sự kiện vũ đạo lớn nhất thế giới. Khoảng 100.000 vận động viên thực hiện các bài thể dục nhịp điệu và các điệu nhảy trong khi 40.000 người tham gia khác tạo ra một màn hình hoạt hình rộng lớn ở phía sau. Sự kiện này là một đại diện nghệ thuật của lịch sử đất nước và bày tỏ lòng tôn kính đối với Kim Il-sung và Kim Jong-il. Sân vận động mùng 1 tháng 5 Rungrado, sân vận động lớn nhất thế giới với sức chứa 150.000 người, tổ chức lễ hội này. Marathon Bình Nhưỡng là một sự kiện thể thao đáng chú ý khác. Đó là Cuộc đua Nhãn Đồng của IAAF nơi các vận động viên nghiệp dư từ khắp nơi trên thế giới có thể tham gia.

### Những liên kết tới Chính phủ Triều Tiên
- Kim Nhật Thành Lưu trữ ngày 6 tháng 1 năm 2006 tại Wayback Machine: 10 Point programme for reunification of the country
- korea-dpr.com - Website officially associated with North Korea. (Maintained from a European server by the Korean Friendship Association.)
- Naenara Lưu trữ ngày 13 tháng 5 năm 2006 tại Wayback Machine ("My country," in Korean) DPRK's Official Web Portal run by Korea Computer Company
- The Korean Central News Agency, The DPRK's news service. Lưu trữ ngày 6 tháng 10 năm 2004 tại Wayback Machine - Hosted on a Nhật Bảnese webserver.
- www.uriminzokkiri.com Lưu trữ ngày 7 tháng 3 năm 2016 tại Wayback Machine

### Các website về Triều Tiên
- Ministry of unification (South Korea)
- BBC News - Country Profile: North Korea
- CIA World Factbook - North Korea Lưu trữ ngày 9 tháng 5 năm 2007 tại Wayback Machine
- BBC News - In pictures: Unseen North Korea
- Guardian Unlimited - Special Report: North and South Korea
- Happy Birthday, North Korea Lưu trữ ngày 10 tháng 5 năm 2006 tại Wayback Machine - detailed account of travel to 3 sanctioned areas
- Korean Tourist Map
- NKzone Lưu trữ ngày 3 tháng 5 năm 2006 tại Wayback Machine blog about North Korea news
- North Korea Resources Lưu trữ ngày 18 tháng 10 năm 2005 tại Wayback Machine - background news and analysis of North Korea
- Open Directory Project - North Korea Lưu trữ ngày 21 tháng 4 năm 2006 tại Wayback Machine directory category
- Pyongyang Metro System Unofficial Web Site - 1 Lưu trữ ngày 14 tháng 4 năm 2019 tại Wayback Machine
- Tours / Du lịch page of North Korea, with links to other North Korea related sites
- Trading Ideals for Sustenance Second part of Los Angeles Times expose on changing North Korean life (4 tháng 7 năm 2005)
- US Library of Congress - Country Studies: North Korea - data vào tháng 6 năm 1993
- Congressional Research Service (CRS) Reports regarding North Korea Lưu trữ ngày 12 tháng 10 năm 2007 tại Wayback Machine
- Children of a Secret State Lưu trữ ngày 28 tháng 4 năm 2006 tại Wayback Machine: Nhân quyền of children in North Korea (Discovery Channel)
- North Korea: A Reporter's Notebook — Luis Ramirez (Voice of America)
- Seoul Train PBS documentary on North Korean refugees, filmed in 2003 (Incite Productions)
- Pyongyang Square

### Các trang web chỉ trích Triều Tiên
- The Korea Liberator - Blog tập trung vào các điều kiện nhân quyền tại Bắc Triều Tiên
- Another Korea Lưu trữ ngày 27 tháng 3 năm 2007 tại Wayback Machine - Những câu chuyện về Bắc Triều Tiên
- Soon Ok Lee project Lưu trữ ngày 19 tháng 5 năm 2006 tại Wayback Machine - website kêu gọi sự đoàn kết của Thiên chúa giáo với những người tị nạn Bắc Triều Tiên.
- Daily NK - Báo điện tử về các vấn đề thường nhật tại Bắc Triều Tiên
- ChosunJournal - website tập trung vào nhân quyền tại Bắc Triều Tiên
- Liên minh của công dân cho Nhân quyền tại Bắc Triều Tiên - Những lời chứng của người tị nạn

### Các tài liệu về Triều Tiên
- Seoul Train Phim tài liệu về những người Bắc Triều Tiên tìm cách trốn chạy qua Trung Quốc 2004
- The Hermit Kingdom Lưu trữ ngày 21 tháng 4 năm 2006 tại Wayback Machine Dan Rather 60 Minutes 02/06
- "Trẻ em của Đất nước bí mật" Lưu trữ ngày 6 tháng 4 năm 2006 tại Wayback Machine
- "a state of mind" Lưu trữ ngày 1 tháng 4 năm 2010 tại Wayback Machine Một phim tài liệu của BBC về hai vận động viên thể dục trẻ Bắc Triều Tiên tập luyện cho mass games.